# Історія Берислава

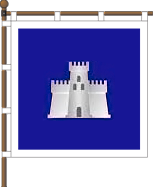
Прапор Берислава

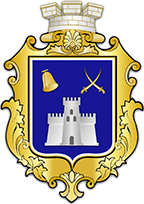
Герб Берислава

Історія Берисла́ва (до середини XV ст. — Вітовтова митниця; середина XV сторіччя — 1784 рік — Кизикермен, Qızı Kermen, також Таванська переправа) — історія міста в Херсонській області України, на правому березі Каховського водосховища, адміністративного центру Бериславської міської громади та Бериславського району Херсонської області. Розташований на відстані 75 км від обласного центру та 12 км від залізничної станції Козацьке. Назва міста, яке було засновано на місці фортеці Кизи–Кермен, пов'язана з історичними подіями, включаючи здобуття фортеці козаками у 1695 році.

## Історія

### Стародавній період

#### Первісний період
Історія Бериславщини відома з археологічних досліджень, що були проведені в кінці XIX — початку ХХ ст. Вони включали відкриття археологічних пам'яток та їх розкопки, особливо у 40–50–х роках.
1952 року на околиці Берислава, в районі Слобідки, археологами були знайдені залишки поселення черняхівської культури з палацовим комплексом, які український історик Михайло Брайчевський ототожнював з легендарною столицею Готського королівства Данпарстадиром (чи Данпарштадтом), оспіваним у давньогерманському епосі  -   «Старша Едда».
Дослідження зосереджувалися на поселеннях та могильниках часів бронзи (II тисячоліття до н. е.) та перших століть нашої ери. У 80–ті роки було виявлено 5 місцезнаходжень, що свідчать про перебування людей на території Бериславщини у ранньому (палеоліті) та середньому (мезоліті) кам'яному віці.
Біля Берислава знаходяться кургани бронзової доби 3–2 тис. до н.е (Бериславські поселення та могильник). За поширеною версією в цій же місцевості існувала давньогрецької колонія Мілетополіс (або ж Ольвіополіс), згадувана Плінієм Молодшим.
Після завершення піку похолодання останньої льодовикової епохи, що мав місце біля 18–20 тисяч років тому, на території наших степів утворилися холодні сухі степи періоду пізньольодовиків'я. Величезні стада первісних бізонів та диких коней пересувалися тут щорічно згідно своїх сезонних циклів, міграції.
У наступну археологічну епоху — в неоліті (новому кам'яному віці) — до мисливства додаються землеробство й скотарство, які наприкінці епохи стають домінуючими. Від палеоліту до неоліту, люди змінювали свої знаряддя праці, від каменю до металу, що підтверджується археологічними знахідками.
У період епохи енеоліту (який для Херсонщини датується часом від кінця першої половини 4 тис. до н. е. по середину 3 тис. до н. е.) — на Херсонщині мешкали племена кількох скотарських археологічних культур — азово–дніпровської, середньостогівської, кемі–обінської, нижньомихайлівської, ранньоямної. Енеолітичні племена розвивали землеробство, скотарство та виготовлення посуду. З початком 1 тис. до н. е., з'явилися перші мідні та бронзові вироби.
У 17–16 ст. до н. е. територія Херсонщини, як і більша частина території України, була заселена племенами культури «багатоваликової кераміки».
Епоха бронзи на Бериславщині була відзначена катакомбною та шнуровою керамікою. Після зникнення Трипілля, з'явилися середньостогівські культури, які згодом об'єдналися з кемі–обинською та ямною культурами. Їхні пам'ятки збереглися в ряді сіл, а антропоморфні стели були знайдені в курганах. Велика стела була виявлена в 1953 році біля Берислава.
Ці культури, що належали до індоєвропейських племен, існували протягом ІІІ–ІІ тис. до н. е. Вони заволоділи Північним Причорномор'ям, проникли в Центральну та Північну Європу, а також досягли Індії. Шнуровики, переважно кочовики, змішалися з трипільцями, які займалися землеробством. Їхній світогляд став войовничим, а головним божеством став бог грому. Потомки цих племен проживали в ряді населених пунктів.
У 15–13 ст. до н.е. Херсонщина перебувала у зоні співіснування двох культур — зрубної та сабатинівської. У XVI–XII ст. до н.е. населення зрубної культури зайняло всю територію. Вони вели осілий спосіб життя, займалися землеробством і скотарством. Їхня кераміка мала форму банки, орнаментована хрестами, прямокутниками, свастиками та схематичними зображеннями тварин. На Херсонщині зрубна культура поділялася на сабатинівську і білозерську. На Бериславщині відомі курганні поховання. Сабатинівці та білозерці залишили скарби бронзових виробів і зливків, зокрема бериславський скарб 1925 року, що складався з 7 сокир, 7 серпів і 42 бронзових злитків вагою 24 кг.
Бронзоливарну справу розвивали металургійні центри біля Берислава. Зростання кількості зброї та дорогих виробів свідчить про майнову нерівність. Символи влади, такі як булава та бойова сокира–молот, знайдені в Дрімайлівці, Миколаївці, Одрадокам'янці, Республіканці. Парні поховання свідчать про посилення батьківського права, а шлюб стає патрилокальним.
Наприкінці ІI ст. до н. е. разом з білозерською культурою на Херсонщині закінчується доба бронзи.
На початку І тис. до н. е. відбулися значні зміни в господарстві, культурі та побуті Бериславщини. Замість бронзових знарядь з'явилися залізні. Першими, хто зафіксований в писемних джерелах, були кіммерійці, відомі своїми війнами з Ассирією, Урарту, Лідією. Поховання кіммерійців відомі в Львові, Миколаївці, Дрімайлівці, Саблуківці, Червоному Яру.
Таким чином, рубіж століть співпадає з одного боку з переходом носіїв білозерської культури до кочового скотарства, а з іншого боку —початку на Херсонщині залізного віку. Тобто, починається нова епоха, з якою закінчується на Бериславщині історія первісного суспільства.

### Період кочівників
Скіфська доба на Бериславщині відома могилами та городищами. Існують дві версії формування скіфської держави, пов'язані з високим рівнем економіки сабатинівців, білозерців і чорноліських племен.
Геродот вважав, що скіфи завжди проживали тут, а скіфи–кочовики були прийдешніми. Вчений В. І. Абаєв стверджує, що пращури скіфів мігрували з Північного Причорномор'я до Інду та Китаю, а потім повернулися.
Скіфи називали себе «сколотами» і жили в укріплених городищах, займаючись землеробством. Вздовж правого берега Дніпра на 380 км зафіксовано 64 поселення і 18 городищ VII–VI ст. до н. е. Залишки городищ знайдені в Республіканці та Миколаївці.
Бериславщина, ймовірно, входила до складу держави скіфів–орачів, які жили біля грецьких міст і вирощували хліб для продажу. У скіфський період відбувалися битви, зокрема, похід перського царя Дарія в 513 р. до н. е. Кургани вождів свідчать про міцність скіфської держави.
Сарматські поселення в нижній Бериславщині відомі з першого тисячоліття нової ери. Сліди їх присутності знайдені в Ольгівці, Львові, Чайкиному та Тараса Шевченка. Сармати, відомі як пізні скіфи, були конгломератом різних народів і племен, включаючи фракійців, слов'ян, балтів, готів, гепідів. Вони також відомі як алани, аорси, роксолани.
У ІІІ ст. германське плем'я готів з острова Скандзи поселилося на півдні від Дніпра, в Причорномор'ї, яке вони називали «Ойум» («заливні луки»). Готи об'єднали більшість племен, що жили в Україні, їхні сліди в археології позначені вельбарською та черняхівською культурами. Вони були військовою силою в походах на Римську імперію і швидко захопили Крим. Під керівництвом короля Германаріха готи створили державу, столицею якої був Данпарштад на Нижньому Дніпрі, ймовірно, Берислав.
У 1951–53 рр. археологи В. Бодянський і Є. Махно розкопали городище палацового типу на околиці Берислава. Воно займало 8 га і містило палац, культовий будинок та господарські споруди. Недалеко від городища були виявлені два поселення черняхівського типу і могильник.
Можливою столицею готів було Башмацьке городище в Дніпропетровській області, де археологи виявили велике поселення черняхівців. Подібні городища знайдені у Харківській та Миколаївській областях.
Скандинавські саги згадують про «Скарби незліченні, поселення на Данпрі», що може вказувати на Берислав як резиденцію готських королів. З карти Клавдія Птолемея видно, що Берислав був скіфським містом, а пізніше готським.
У IV ст. готи переправляються через Дунай, а їх місце займають слов'яни. Після антів степовий простір на півдні займають уличі — змішані племена сарматів, гунів і слов'ян. Уличі мали 318 міст, вони населяли територію від Берислава до Інгульця. Археологічні знахідки підтверджують існування городищ і селищ по Дніпру і Бугу у VIII–ХІ ст.

### Період Османської імперії

#### Таванська переправа
Таванська переправа, відома як Казикерменський перевіз або Бериславський чумацький тракт, існувала з доісторичних часів. Вона здійснювалася через Дніпро на острів Тавань, а потім через рукав Дніпра Конку на протилежний берег. До XV ст. генуезькі купці використовували цю переправу для торгівлі з центральною і північною Україною.
Михалон Литвин, дипломат Великого князя Литовського, у своїх записках 1615 р. вказує на значення Таванської переправи як основного шляху для торгівлі з Азією, Персією, Індією, Аравією і Сирією. Він також згадує про митницю, що існувала на переправі, де збирали мито з купців.
З переходом цих земель під владу Кримського ханства перевіз отримав назву Діван–Гечіт або Діван–Гечіді. На мапах XV–XVI ст. Тавань показана як головний пункт києво–кримського торговельного шляху. Французький військовий інженер Гійом–Левассер де Боплан у 1650 р. називає Таванську переправу «найкращою» з–поміж п'яти на Дніпрі.
Таванська переправа була важливим місцем для військових і торговельних суб'єктів Північного Причорномор'я, включаючи українців, поляків, кримських татар, московитів, турків. Існують документальні свідчення про її використання, наприклад, у 1523 році козацькі загони Семена Полозовича і Криштофа Кмитича блокували татарське військо на Тавані протягом тижня.
У 1588 році князь Вишневецький перейшов до Таванської переправи. У 1644 році, під час походу коронного гетьмана Станіслава Конецпольського проти ханату, татари зайняли переправу через Дніпро біля Тавані. У 1695 році татарський загін переправився біля Кизикерменя через Дніпро.
Богдан Хмельницький, готуючись до Визвольної війни, переправлявся через цю переправу, щоб знайти підтримку хана. Після Полтавського погрому 1709 року московські купці домоглися дозволу не заїжджати у Січ, щоб не платити козакам мито. Запорожці знову відібрали право на прибутки від перевозу, і всіх, хто їхав до нього, відсилали насильно у Січ.
Таванська переправа, активно використовувана протягом XVIII ст., була важливим місцем для запорожців після Константинопольського миру 1700 р. Вони влаштували тут свій перевіз, а з 1724 р. тут ходили 4 пороми. Після початку колонізації Південної України Російською імперією, Бериславська переправа була узята на утримання державою.
У 1785 р. було вирішено спорудити кам'яну дорогу з мостами і наплавний міст через Дніпро. Протягом 1810–1811 рр. було розрито гору для полегшення переправи. Згодом, Кримське Соляне правління взяло на себе завідування переправою. У 1822 р. було вирішено назначити площу на горі для зручності перевезення солі з Криму. Згодом виникла ідея збудувати у Бериславі магазини оптового продажу солі і соляні склади.
Бериславська переправа була важливим місцем для транспортування солі з Таврійської губернії. За даними з 1847–1858 років, щорічно переправлялося в середньому 37086 хур із сіллю, 15822 з іншим вантажем, 32563 порожніх хур і 82281 голов худоби.
У 1853 році рух навантажених хур значно ослаб через Кримську війну. У Бериславі займаються перевезенням вантажів 70 приватних поромів, якими, за приватними даними, щорічно перевозилося до 25000 хур з сіллю, 6000 хур з іншим вантажем, 36000 порожніх хур і до 50000 голів різної худоби. Переправа через Дніпро у Бериславі з'єднує Таврійську губернію з правим боком Дніпра і північчю від Кременчука. У другій половині липня наводиться міст, який у половині листопада зазвичай розводиться. Міст складається з плотів (плениць), зроблених з соснових колод, скріплених повздовжніми деревинами і залізними болтами і йоржами. Після розведення мосту, переправа здійснюється на поромах, що піднімають від 30 до 50 хур із сіллю і на дубах, якими перевозяться пошти і подорожні.
| Рік  | Дата наведення | Дата зняття  | Число поромів і суден                         |
| 1848 | 11 липня       | 14 листопада | Поромів 12, дубів 3 і дрібних суден 10.       |
| 1849 | 17 липня       | 11 листопада | Поромів 10, дубів 3 і човників 5.             |
| 1850 | 17 липня       | 8 листопада  | Поромів 8, дубів 4 і барказів 3.              |
| 1851 | 28 липня       | 13 листопада | Поромів 8, дубів 3 і барказів 3.              |
| 1852 | 21 серпня      | 28 листопада | Поромів 9, дубів 3 і барказів 3.              |
| 1853 | 22 липня       | Не знімався  | Поромів 9, дубів 3 і барказів 3.              |
| 1854 | 25 липня       | —            | Поромів 9, дубів 4, барказів 3 і човників 9.  |
| 1855 | 26 липня       | 14 листопада | Поромів 9, дубів 4, барказів 3 і човників 9.  |
| 1856 | 29 липня       | 21 листопада | Поромів 12, дубів 4, барказів 3 і човників 9. |
| 1857 | 15 липня       | 14 листопада | Поромів 12.                                   |

Бериславська переправа була важливим транспортним вузлом, де міщани мали до 70 поромів для перевезення вантажів і худоби. У 1856 році з Берислава до Одеси було відправлено вантажі на суму 2 649 крб. на 4 дубах і 14 070 крб. на 6 човнах. Наступного року вантажі на суму 22 851 крб. були відправлені до Херсона на 2 берлинах і 40 дубах. Бериславська пристань була важливою для відправки хліба, насіння і шерсті до Херсона та Одеси. Берлини і дуби, які використовувалися для перевезення вантажів, були побудовані з дубу і сосни. У середині XIX століття існували шляхи з Санкт-Петербурга через ряд міст до Берислава і Сімферополя, а також з Берислава до Катеринослава. Через Берислав часто перевозили арештантські етапи.
Описано значення переправи під час щорічного приходу чумаків. Торгівля Берислава була оригінальною, зосередженою на товарах першої потреби. Це підтримувалося щорічним проходженням понад 200 000 возів чумаків. У минулі часи, через обмеженість казенної переправи, виникали проблеми. Чумаки мали самі вантажити, гребти, йти на жердинах або тягнути гужем. В 1857 році Каховський поміщик М. М. Куликовський замовив в Англії пароплав і запропонував чумакам свої послуги: 30 коп. за навантаженого воза і 25 за порожнього. Це викликало здивування серед місцевих, але чумаки були задоволені швидкістю та ефективністю нового методу переправи.
Поромники пропонували чумакам знижені ціни за переправу, але чумаки віддали перевагу пароплаву. Бериславський міст веде до Каховки, де є важко доланний пісок, особливо для чумаків з сіллю. Поромники скаржилися на Куликовського, власника пароплаву, але отримали відповідь, що можуть будувати власні пароплави. Зараз вони перетворюють свої барки на різні будівлі. Переправа від соляного правління, яка коштує державі багато, знищується. Чумаки тепер знають, що на Дніпрі немає зупинки, і швидко переправляються, роблячи покупки в Каховці. Переправа діяла до побудови Каховської греблі у 1950–х роках.
Головні переправи на Нижньому Дніпрі були розташовані на чумацьких шляхах, включаючи Херсон, Кам'яно–Нікополь та Берислав. З часом, чумацький шлях до Берислава став головним торговельним маршрутом, починаючи з Кременчука і проходячи через Жовті Води, Кривий Ріг, Давидів Брід, Берислав і Каховку, де він з'єднувався з Кримським трактом.
Переправа була облаштована наприкінці XVIII ст., включаючи побудову перевозу, пристані та кам'яних сходів. З 1820 року, після будівництва пристані в Каховці, Бериславсько–Каховська переправа надійно з'єднувала херсонський та таврійський береги Дніпра.
Переправа через Дніпро здійснювалась за допомогою «дубів» — прямокутних плотів, а з 1842 року — через наплавний міст. Під час Кримської війни переправа відіграла важливу роль, перевозячи війська, зброю, провіант, поранених та евакуйованих. У 1856 році для мосту було придбано 17 роз'єднувальних наплавних платформ та 34 берлини для підтримки їх на плаву.
За архівними даними, в середньому щорічно через Бериславську переправу переправлялося 37 тис. возів з сіллю, 16 тис. возів з іншим вантажем, 43,5 тис. порожніх возів, до 82 тис. голів рогатої худоби.
У перші роки земських установ, Херсонське земство виділяло кошти на утримання поштового ялика на Бериславській переправі. Переправа утримувалась за рахунок Російського Товариства Пароплавства та Торгівлі. У 1878 році уряд пропонував передати переправу у відання Херсонського земства, але земство відхилило пропозицію через великі витрати на утримання та переобладнання переправи. У 1880 році була підписана угода про прийняття переправи земством за умови отримання допомоги від Казни.
Херсонське земство придбало складові частини старого наплавного мосту у Катеринославі для Бериславської переправи. Зайвий матеріал, що залишився на переправі, був використаний для інших переправ.
Новий міст на переправі часто ремонтувався через пошкодження наплавних платформ. Міст був єдиним на Нижньому Дніпрі місцем постійної переправи. Через Берислав і Каховку направлялися усі вантажі, відправлені гужем, а також велика кількість забійної худоби для кримських міст. Херсонське земство організувало ветеринарні кордони на переправі та у ярмарковій Каховці.
Через Берислав у Каховку на Нікольський та Покровський ярмарки приїжджали тисячі возів та фургонів з товаром. Каховські ярмарки були найбільшими у Таврійській губернії та другими за величиною на Півдні України після Петропавловського ярмарку у Катеринославі. Наприкінці XIX ст. до Каховки під час ярмарки привозилась велика кількість товарів. Близько 30 тисяч заробітчан з 24 губерній Російської імперії прибували на Нікольський ярмарок у Каховку.
Бериславсько–Каховська переправа діяла безперервно впродовж року. Засоби переправи змінювалися в залежності від сезону. Значення переправи було настільки важливим, що земство не шкодувало коштів на її утримання. У 1893 та 1894 рр. Херсонським земством було витрачено значні кошти на ремонт наплавних платформ і пристані, придбання якорних ланцюгів для мосту, встановлення гасових ліхтарів та замощення дамби.
Херсонське земство з 1884 року стягувало плату за користування переправою, незважаючи на допомогу від уряду. Доходи з переправи зростали щорічно, складаючись з плати за проїзд через міст, переправу на поромі під час повені та розводку мосту для судноплавства.
У 1897 році через міст пройшло значна кількість транспорту, особливо під час ярмарків. Під час повені земство утримувало пороми для перевезення вантажів та пасажирів. Переправа також допомагала місцевим мешканцям, які використовували плавні для випасу худоби та вирощування рослин. Напередодні Першої світової війни було прийнято постанову про реконструкцію мосту, але вона не була здійснена. Переправа мала важливе значення не лише як транспортне сполучення, але й як місце торгових з'їздів.

### Фортеця Кизи–Кирмен

#### Улус Джучіі Литовсько-руське князівство
У XIV сторіччі місцевість набула стратегічного значення завдяки Соколиній переправі через Дніпро. За часів Тохтамиша біля неї була зведена ханська резиденція Догангечіт. Поселення було зруйноване під час війни Тохтамиша з Тамерланом. На початку XV століття князь Вітовт заснував на її місці власну фортецю і митницю, яку на його честь називали «Вітовтовою митницею» (можливо зіграла співзвучність тюркського слова «доган» — «сокіл» і італійського «догана» — «митниця»).
Невдовзі великий князь Вітовт відновив фортецю, назвавши її Сім Маяків. Скоріш за все, нове ім'я вона могла отримати на честь курганів «кам'яними бабами» (литовці називали їх маяками), які знаходилися на північ від фортеці. Саме під назвою Сім Маяків позначив фортецю князь Миколай-Христофор Радзивілл на одній з карт «Атласу Великого князівства Литовського» 1613 року.
У Х–ХІІ ст. Бериславщина перебувала під впливом тюрських народів: печенігів, половців, татар. Острів біля Берислава назвали Тавань.
Щодо турецько–кримсько–татарської доби, важливо відмовитися від стереотипу про Кримське ханство як ворога українців. Історія взаємовідносин українців та кримсько–татарського народу є складною та неоднозначною. Відомі численні факти дружби, взаємодопомоги та взаємо–підтримки двох народів. Не варто забувати, що ми живемо в одній державі, і немає іншої Батьківщини для українців та кримських татар.
У ХІІ–ХІІІ ст. переправа через Дніпро була у слов'ян–бродників. У 1393 р. хан Тохтамиш побудував переправу на Тавані. У 1398 р. Вітовт збудував на Дніпрі фортецю святого Івана. Після поразки на Ворсклі 1399 р. Вітовт посилив свої позиції на Дніпрі. У 1404 р. він побудував митницю на Таванській переправі. Після смерті Вітовта (1430 р.) татари прибрали його митниці до своїх рук і збудували форпост Кизи–Кермен.
У кінці XV ст. більшість Херсонщини перебувала під владою Кримського ханства. Татари збудували фортеці Тягин, Бургун, Іслам–Кермен на Дніпрі, контролюючи відомий з часів Київської Русі перевіз Таванський. Запорожці, які з'явилися вище за течією, стали загрозою для перевозу.
Після переходу Правобережної України під владу Великого Князівства Литовського у XV ст., князь Вітовт збудував тут митницю. Існує також версія про заснування на о. Тавань фортеці святого Іоанна. У 1492 р. вони напали на турецький корабель біля сучасної Тягинки, що стало першим письмовим свідченням про їхнє існування.
Як свідчить Евлія Челебі: «Потім султан Баєзид Велі на місці згаданого Доган-Гечіт збудував на старому фундаменті велику фортецю й нарік їй ім'я Газі-Керман». У перекладі з тюркської це означає «фортеця Святих воїнів», адже Баязид ІІ мав титул «Султан-ель-Газі» (воїн за віру).
Тягинка, татарське поселення та укріплення, вже існували на той час. Її заснування приписують туркам або генуезцям. Дмитро Яворницький вважав, що фортецю збудовано у 1491 р. і її назва походить від тюркського «тегенек» ― будяк, терник.
Іслам–Кермен, ще одна фортеця, з'явилася близько 1492 р. (або 1505–1506 рр. за деякими джерелами). Її назву можна перекласти з турецької як «Лев» або «Юнак». Ця фортеця, ідентифікована з постскіфським городищем біля с. Любимівка Каховського району, була заснована ханом Шахін–Гіреєм. Вона служила захистом для татарських вояків, які переправлялися через Дніпро.
Ці фортеці залишаються важливими місцями до сьогодні. Вони служать притулком і зручним місцем для переправи. У фортецях є човни і баркаси, а також кілька сараїв і питтєвих будинків. Це є крайній рубіж кримських земель, де зустрічаються хоробрі воїни, які завжди борються з поляками, московітами і бунтівливими козаками.

#### Козацькі і кримськотатарські часи
Іслам–Кермен був важливим перешкодою для запорожців, що намагалися дістатися до Чорного моря та соляних ям. Козаки регулярно атакували цю фортецю, спокушені можливістю здобути здобич. У 1556–1557 роках Дмитро Вишневецький (Байда) захопив Іслам–Кермен, винищивши населення і вивізши гармати на Січ. Того ж року об'єднані сили московських та запорозьких козаків захопили фортецю, здобувши значну кількість коней та артилерії. Похід 1576 року під проводом отамана Богданка (Богдана Ружинського) був невдалим через передчасний вибух вибухівки у підкопі під стіною.
Від постійних нападів запорожців, мусульмани вирішили побудувати ще одну фортецю напроти Іслам–Кермену через Дніпро, на місці сучасного Берислава. Назва цієї фортеці, Кизи–Кермен, є предметом дискусії серед дослідників. Незважаючи на різні трактування, вважається, що назва фортеці була пов'язана з іменем її засновника ― високого кримського можновладця. Щодо року побудови Кизи–Кермену, думки дослідників розходяться від 1450 до 1665 року. Фортеця часто руйнувалася козаками, а потім відбудовувалася. Згадується, що хан Мухамед–Гірей ІІІ пропонував побудувати низку фортець на обох берегах Дніпра для стримування запорожців.
У XIV столітті хан Тохтамиш–Гєрай заснував фортецю Доган–Гечіди. Після поразки від Тімур–Ленка, фортецю відновив Вітаутас і назвав її Сім Маяків. Зараз від фортеці залишилися лише фрагменти кам'яної кладки.
У XV столітті фортеці на південних кордонах Великого князівства Литовського почали занепадати через адміністративні зміни, зокрема ліквідацію Київського князівства.
Оттоманська Порта, новий завойовник на Півдні, завоювала Молдавське князівство в 1484 році. Султан Баязид ІІ Велі здобув фортецю Аспрокастро, перейменувавши її на Аккерман, та збудував фортецю Газі–Керман на Дніпрі. Фортеці Аккерман та Килія стали убезпеченими від козацьких набігів.
У 1500 році в Османській імперії почалася громадянська війна, яка завершилася зреченням Баязидом ІІ Велі престолу. Козаки здобули фортецю Доган–Гечіт і зрівняли її з землею. Вони контролювали цей плацдарм протягом близько 90 років.
У 1504 р. кримський хан Менглі–Гірей планував збудувати на Тавані велике місто, але цього не сталося. Мрії Вітовта про приєднання Північного Причорномор'я до Литовського князівства не здійснилися.
В 1593 році, після спалення Томаківської Січі, кримські хани відновили контроль над Таванською переправою. У 1596 році хан Газі–Герай відновив фортецю Газі–Керман, але вона знову була зруйнована козаками. Французький військовий інженер Гійом–Левассер де Боплан у своєму «Описі України» вже не згадує про фортецю.
У середині XV століття поселення опинилося під владою Кримського ханства, а в кінці XVI століття — османів, які збудували тут кілька фортець, однією з яких була Кизикермен (Казикермен) для оборони Кримського ханства і Османської імперії від походів запорозьких козаків. У 1695 р. фортецю здобули козацькі полки гетьмана Івана Мазепи. Давня запорозька назва Берислава — Таванська переправа (Таванський Перевоз), що отримала назву від острова Тавань.
У середині XVII ст. турки та кримські татари мали дві фортеці у пониззі Дніпра ― Кизи–Кермен та Іслам–Кермен, а також дві менші ― Тягин і Бургун. Останню збудували близько середини XVI ст. На острові Тавань, що зник наприкінці XIX ст., було споруджено ще два укріплення: Мустріт–Кермен та Мубарак–Кермен.
Основним форпостом у пониззі Дніпра став Кизи–Кермен, керований казикерменським беєм, представником султанського уряду. Він контролював усі інші укріплення.
Навколо фортець проживали рибалки, чабани, купці, ковалі, які при небезпеці ховалися за міцними мурами.
У XVII столітті козаки постійно нападали на дніпровські фортеці. Іслам–Кермен був значно пошкоджений після штурму Ружинським, але відновлений у 1627 році. Наступного року гетьман Михайло Дорошенко захопив його, перебивши всіх мусульман і зруйнувавши фортецю. Під час Визвольної війни проти Польщі, Богдан Хмельницький дозволив відновити фортецю.
Щоб ускладнити козакам прохід водним шляхом, мусульмани між Кизи–Керменом та Іслам–Керменом натягували залізні ланцюги. Запорожці часто обдурювали мусульман, прориваючись через ланцюги. Запорожці ворожили подніпровським городкам, які заважали їм, і закликали знести Кизи–Кермен.
У 1642 році Евлія Челебі відвідав руїни Газі–Кермана. Про це він писав: «За старих часів на місці цієї фортеці… хан Тохтамиш-Гєрай з кримських ханів, котрого ще називають Доган-хан, син Дурмуш-хана, заснував велику фортецю. Згодом бунтівний Тімур-хан прийшов у ці місця з Кипчацького степу й зруйнував цю фортецю вщент».
Він та хан Іслам–Герай переправилися через Дніпро, оглянули територію фортеці Доган і визнали її неприступною. Хан висловив думку про необхідність зведення фортеці для захисту від козацьких набігів. Вони відвідали руїни фортечної брами, де Челебі побачив мармурову плиту з написом про заснування фортеці в 1484 році.
На зворотному шляху хан пошкодував про відсутність фортеці на Дніпровій кручі. Запорожці зав'язали бій, внаслідок якого було втрачено багато воїнів і майна.
Незважаючи на руїни Газі–Кермана, Таванська переправа продовжувала функціонувати. У 1648 році нею скористався Богдан Хмельницький для переговорів з ханом Іслам–Гераєм. У 1649 році Османська імперія уклала «морський договір» з Військом Запорозьким, але через війни в Україні, угода не була реалізована. Ідея відновлення фортеці Газі–Керман знову стала актуальною для Оттоманської Порти.
За свідченням Евлія Челебі, у 1665–1666 роках під керівництвом Сулеймана–паші та за наказом Мехмеда–паші Кепрюлю зібралася армія в 150 тисяч воїнів. Фортеця стала неприступною і сильно укріпленою. Сулейман–паша не лише відбудував Газі–Керман, але й розширив його, додавши ще одну лінію оборони. Фортеця має два ряди стін, внутрішню частину з близько 170 будівель, дві брами та велику кількість гармат. Вона розташована на крутому березі Дніпра, як сокіл, що чигає на здобич.
Згідно з Челебі, пізніше у фортеці з'явилися маленькі ятки, шинки, приміщення для бузи, лазня–хамам та заїжджий двір. Мури фортеці прикрашали написи–таріхи, що висловлювали бажання захисту від ворогів. У Херсонському музеї зберігається плита з зображенням битви турка з європейським воїном. Це, ймовірно, молдавська робота, оскільки Газі–Керман будували молдавани та волохи. Плита, можливо, прикрашала одну з будівель фортеці як символ перемоги Османської імперії. Назва фортеці на карті 1764 року ― «Кизил–Керман» ― «Червона фортеця», можливо, через червонувате забарвлення місцевих скель. Існує також версія назви ― «Кадій–Керман», що перекладається як «Суддівська фортеця».
У 1660 році запорожці захопили фортецю Ослам, порубали частину мешканців і взяли інших у полон.
У 1667 році 300 січовиків напали на Аслам–городок, побили близько 50 мусульман і захопили багато стад корів, овець, коней.
У 1670 році Іван Сірко не зміг взяти Кизи–Кермен через відсутність великих гармат.

#### Падіння фортеці
Запорожці розуміли небезпеку від османської фортеці Газі–Керман. В 1673 році, під час походу на Очаків, вони вступили в бій з залогою фортеці та захопили одного з офіцерів. Кіннота, очолювана Іваном Сірком, зайняла «велике місто».
У 1676 р., коли беєм призначили Муравського, він отримав завдання привести запорожців під владу султана.
У 1678 році великий візир Османської імперії Кара–Мустафа наказав відбудувати й укріпити всі подніпровські фортеці.
В 1678 році, після знищення Чигирина, турки посилили свою присутність у пониззі Дніпра. На островах між Газі–Керманом та Іслам–Керманом з'явилися ще дві фортеці. В 1679 році Іван Сірко почав похід проти турецьких фортець на Таванському перевозі. Запорожці здобули Газі–Керман, Мустрит–Керман та Мубарек–Керман і знищили ворожі залоги. У серпні наступного року Іван Сірко помер, а восени Газі–Керман спіткало епідемія чуми.
Через підпал степу татарами, похід верховного воєводи Василя Голіцина та реєстрових козацьких полків гетьмана Івана Самойловича на Крим так і не розпочався. Запорозький кошовий Филон Лихопой та московський воєвода Григорій Косагов вирушили суднами під Газі–Керман. Бій відбувся в урочищі Карайтебен, козаки взяли гору і повернулися на Січ з трофеями. Бей Газі–Кермана Тімур–шах–мурза пропонував розмін полоненими, але січовики взяли участь у другому кримському поході. Дехто з запорожців спробував вкрасти коней під Газі–Керманом, але потрапили в полон. Юшка Гаврилов після захоплення під Газі–Керманом потрапив в полон, був проданий, втік, був знову впійманий, проданий, втік і знову впійманий. Він пережив багато страждань, але врешті–решт втік і дістався до Амстердаму на голландському кораблі, а потім до російського порту Архангельськ. У мирний час козаки вільно приїжджали до Газі–Кермана для торгівлі.
У 1680 р. морова пошесть в Кизи–Кермені призвела до великої загибелі населення. У 1688 р. у Кизи–Кермені залишилося лише до 1000 осіб.
У 1681 році було заключено Бахчисарайське перемир'я на 20 років, за яким турки й татари зобов'язувалися не відбудовувати міст між Бугом і Дніпром і не будувати нових. На початку 80–х років XVII століття казикерменський бей установив велике мито за користування правобережними лісами, добування солі та рибальство.
17 березня 1681 Василій Михайлов та дяк Микита Зотов прибули до Дніпра, де знаходилися старі та нові турецькі кам'яні городки: Шан–кермень, Кизи–Кермень та інші. Городки були міцно укріплені, з п'ятьма баштами, одними входами та виходами, обладнаними пушками та рушницями. 18 березня 1681 р. вони переправилися через Дніпр на Київську сторону. Біля старого городка Кизи–Кермен було споруджено новий кам'яний городок. Губернатором яких був Ян Муравський, литовський татарин.

#### Російсько–турецька війна
Кінець XVII століття був періодом Руїни для України, коли країна переживала війни та зубожіння. Обрання Івана Мазепи на посаду гетьмана створило надію на зміни, але його політика була спрямована на збереження зв'язків з Московією. Це викликало незадоволення серед населення, особливо на Запоріжжі.
В період російсько–турецької війни 1686–1700 рр. російські та українські війська провели ряд походів на Південь, під час яких було зведено нові фортеці та захоплено ключові опорні пункти Османської імперії. Це зміцнило обороноздатність Російської та Української держав і створило бази для подальшої експансії. Основними здобутками стали фортеці на нижньому Подніпров'ї, зокрема Кизи–Кермен, відібрані в турків під час Першого Дніпровського походу 1695 р., а також Азов, взятий у 1696 р. З цих плацдармів планувалося продовження воєнних дій з метою виходу до Чорного моря, для чого потрібно було заволодіти ключовими фортецями на його узбережжі — Очаковом та Керчю.
У 1691 році, після серії природних катастроф та епідемій, Петро Іваненко (також відомий як Петрик) прибув на Запоріжжя. Він був обраний писарем Війська Запорізького і почав агітувати за визволення України від Москви. В 1692 році він з'явився у Газі–Кермані з метою встановити зв'язок з Кримським ханством.
У 1692 році Петрик, представник Війська Запорізького, підписав угоду про «вічний мир» з ханським двором у Кизи–Кермені.
Складався він із 16 пунктів, з яких частина стосувалася загальних зобов'язань сторін, а частина — тимчасових.
Фактично це було оформлення оборонного союзу Козацької України та Криму, спрямоване проти москви, а опосередковано також і проти Польщі. Татари мали допомогти українцям визволитися з-під московського панування, а українці мали відкрити їм «Муравські шляхи», які традиційно використовувалися для нападів татар на московію.
Договір забороняв укладення сепаратної угоди з ворогами обох держав (росія, Польща). Територія Української держави мала охоплювати Лівобережжя і частину Правобережжя, а також частину Слобожанщини: Охтирський та Сумський полки.
Він оголосив створення незалежного «Князівства видільного Київського, Чернігівського і усього війська Запорізького Городового і Народу Малороського». Ця угода передбачала захист від Річі Посполитої та Московії, а також дозволяла козакам безкоштовно добувати сіль, рибу та полювати від Дніпра до Бугу.
Союз з татарами був важливим етапом у визвольній боротьбі, адже татари були союзниками Богдана Хмельницького та інших гетьманів. Петрик вірив у свою мету ― визволити Україну, і сподівався, що його дії спричинять загальне повстання. Однак, його дії викликали суперечливі реакції, особливо з боку гетьмана Мазепи та Кочубея.
Петрик–Іваненко, зібравши ватагу козаків, став загрозою Мазепі. Гетьман розіслав листи з ненавистю до Петрика та погрозами його прихильникам.

##### Перше повстання Петра Іваненка (1692—1693)
У 1692 році Іваненко, заручившись підтримкою кримських татар, розпочав перше повстання проти Мазепи. Він закликав українців до боротьби за незалежність, але не зумів здобути значної підтримки. Мазепа засудив Іваненка як зрадника і самозванця, а також розіслав листи, що описували його як негідного та неосвіченого лідера. Повстання зазнало невдачі, коли кримські татари відступили через внутрішні заворушення в Криму. Іваненко був змушений тікати до Перекопу.

##### Друге повстання Петра Іваненка (1693—1696)
У 1693 році Іваненко очолив нове повстання, знову заручившись підтримкою кримських татар, використавши зміну ханів у Бахчисараї, щоб увійти в довіру до нового господаря і вирушити у другий похід на Україну. Він закликав запорожців до єднання, але знову не зумів отримати значної підтримки. Повстання зазнало поразки біля Полтави, а Іваненко був змушений тікати. За деякими свідченнями, він був убитий у бою від рук козака Якима Вечірки в 1696 році.
Його роль в українських справах зводиться до нуля. Історики мають різні думки про його особу, але більшість вважає його іграшкою в руках влади. Життя і діяльність Петрика потребують подальшого дослідження.
Війна розпочалася з розвідки боєм. Взимку 1694 року фастівський полковник Семен Палій здійснив рейд під Газі–Керман. Справжні бойові дії розпочалися в 1695 році.
Всеросійські самодержці Іоанн та Петро Олексійовичі вирішили відомстити бусурманам за кривди, вчинені протягом 16 років, і пішли з військами на Азов та Казикермен, а полки Білгородського розряду та слобідсько–українські козаки під проводом ближнього боярина Бориса Шереметьєва та військо гетьмана Івана Мазепи, спільно з запорожцями, мала здобути турецькі «городки» у пониззі Дніпра.
Гетьман Мазепа з козацькими військами рушив у похід на Казикермен, а боярин Шереметов з московськими військами рушив у той же похід. Вони зійшлися біля Переволочної, де переправилися через Дніпро. Після переправи вони рушили до Казикермена, де поставили свої обози.

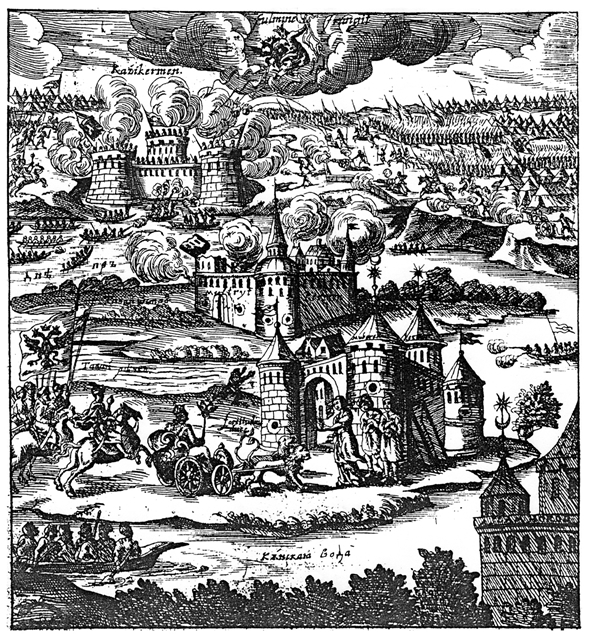
Облога Кази-Кермена в 1695 році

У 1694 році гетьман Мазепа відверто писав московським «государям» Івану й Петру, що козаки не люблять перемир'я з мусульманами, оскільки, повертаючись з рибних, соляних, мисливських промислів, вони мусили 1/10 частину здобичі віддавати до Кизи–Кермена. З воцарінням у Москві Петра І головним завданням зовнішньої політики було визначено боротьбу за вихід до Чорного моря. На перешкоді цим планам знаходилося Кримське ханство, яке ще з кінця XV ст. стало васалом Османської імперії. Головними форпостами мусульман у Північному Причорномор'ї були фортеці Кизи–Кермен та Азов.
З настанням 1695 р. Петро І переходить до відкритої підготовки до війни. Готується величезна армія, основу якої складали Білгородський, Путивльський та Севський полки. До неї мали пристати українські козаки гетьмана Мазепи та запорізькі козаки, що мали величезний досвід бойових дій у цих краях. Головнокомандувачем цієї армади призначили боярина Бориса Петровича Шереметєва.
У XVII столітті було підготовлено два походи: один, щоб обманути турків і несподівано напасти на Азов, і другий, щоб напасти на Азов з полками «нового строю». Обидва походи були заплановані на літо. У першій половині липня об'єднані українські та компанійські полки пішли на Кизи–Кермен. Після невдалої спроби турків здійснити вилазку, козаки увірвалися у приміські сади і городи. Фортеця була узята у повну облогу.
Цар Петро з московською армією та донськими козаками намагався взяти Азов, але безуспішно.
Військо гетьмана Мазепи складали городові козацькі полки, охотницькі полки та стрілецькі полки, загалом 35 тисяч вояків. «Плавне» військо кошового Максима Самійленка нараховувало 2 тисячі запорожців. З генеральної старшини у поході взяли участь генеральний суддя Сава Прокопович, генеральний обозний Василь Дунін–Борковський, генеральний писар Василь Кочубей, генеральний осавул Іван Ломиковський, генеральний хорунжий Юхим Лизогуб та генеральний бунчужний Іван Скоропадський. 24 липня союзні війська прибули під Газі–Керман.
Гетьман звелів військам ступати під стіни Казикермена, і вони ввійшли в Казикерменські садки й огороди без великого спротиву.
На світанку гетьманські гвардійці–сердюки зайняли передмістя фортеці. Проти них вийшло кількасот яничарів, але їх було відразу ж розбито. Почалася регулярна облога фортеці. Шереметьєв зайняв позиції на північ від мурів, Мазепа — на заході, а запорожці заблокували Газі–Керман з боку Дніпра.
Мазепа переконав Шереметьєва, що необхідно «котити до казикерменських стін, такий широкий і високий вал, щоб ним можна було засипати й казикерменський рів і, порівнявшись зі стінами, легко вломитись у місто». Це викликало страх у обложенців Казикермена, і вони змушені були поклонитися гетьману й боярину Шереметову і віддати місто Казикермен на козацьке ім'я. Після цього війська рушили назад. Гетьман щасливо переправився через Дніпро і прибув у Батурин, а боярин Шереметов відійшов до себе.
30 липня 1695 року сердюки полку Дмитра Чечеля, за допомогою підкопу, зруйнували Південно–західну башту, де знаходився пороховий льох, і разом з козаками Полтавського й Миргородського полків і стрільцями вломилися у місто та розпочали рукопашний бій, що тривав біля п'яти годин.
Після підкопу 30 липня 1695 р. стіна була пошкоджена, а в місті виникла пожежа. Нападники увірвалися у місто, де тривали бої протягом п'яти годин. Захисники фортеці здалися, віддавши ключі від міста. Після здобуття дніпровських фортець вирішили зруйнувати Кизи–Кермен, оскільки для його відбудови та утримання не вистачало ресурсів. Усі будинки були знищені, а міські мури й вежі були висаджені у повітря. Лише у Мустріт–Кермені залишили кілька сотень солдатів та козаків.
18 серпня прийшли вісники від боярина Шереметєва з вісткою про взяття Казикермена. Місто було взято підкопом, узято багато полонених і пожитків. Після п'ятиденної облоги місто було взято. Воєводою в Казикермені був амір–бей і вісім агій.
Бей Кеєнан–мурза відправив свого писаря Шабана для переговорів про капітуляцію. Наступного дня запорожці приймали у свої човни вцілілих захисників та мирних мешканців Газі–Кермана. Здобичі реєстровим та найманим козакам, а також московитам дісталося небагато, але запорожці захопили непогану здобич. Переможцям дісталася ворожа артилерія: Шереметьєву — 14 мідних гармат, Мазепі — 40. Гетьманському війську облога та штурм Газі–Кермана коштував 262 козака вбитими та 372 — пораненими. Мури Газі–Кермана були зруйновані під час штурму, тому Мазепа й Шереметьєв вирішили їх зруйнувати. У Мустрит Кермані залишили 300 стрільців та 600 запорожців. У серпні переможці рушили додому: Шереметьєв ― до Білгорода, Мазепа — до Батурина. На зворотному шляху гетьманське військо втратило чимало коней, а козаки розбіглися по домівках.
Після взяття міста, військо відсвяткувало перемогу, п'ючи за здоров'я царя, боярина, гетьмана та всіх вірних слуг в армії. Московський патріарх Адріан, київський митрополит Варлаам Ясинський, префект колеґіуму Київського братства Стефан Яворський вітали Мазепу та козаків з перемогою..
Підсумовуючи кампанію 1695 р., Петро І зазначив, що взято Казикермен та інші міста, відкрито шлях на Чорне море і Дніпро для військ. Наступного року, під час другого походу на Азов, було використано досвід облоги Кизи–Кермена і фортецю було здобуто.
У Москві Шереметєва вітали як переможця. Його подвиги були відзначені не тільки в Москві, але й за кордоном. Навіть Олександр Пушкін у своїй «Історії Петра І» згадує про ці події.

#### Облога Таванська
У 1695–1696 роках українсько–московські війська здобули турецькі фортеці в пониззі Дніпра та Азов, завершивши перший етап боротьби за вихід у Чорне море. Другим етапом було плановане здобуття Очакова. Для цього були здійснені другий та третій Дніпровські походи, які передбачали блокаду Очакова з моря та суходолом через нижньодніпровські фортеці.
Боротьба за Таванськ тривала. У 1696 році Дмитро Чечель замінив померлого полковника Ясликовського. Мазепа надіслав до Казикермена залогу під керівництвом Івана Обидовського.
У жовтні 1696 року в Таванську знаходилися ратні люди В. Бухвостова, які мали відбудувати Кизи–Кермен. У грудні запорожцям відправили припаси для участі у війні. Зиму і весну 1697 року в Україні готувалися до походу, під час якого І. Мазепа на власні кошти побудував 50 суден.
В архіві було знайдено 18 недрукованих листів гетьмана Івана Мазепи до російського царя Петра I, які безпосередньо стосуються другого і третього Дніпровських походів, а також 2 листа до царя за 1699 р., пов'язаних з війною проти Османської імперії.
Наприкінці листа Мазепа зазначив, що з Січі вийшло в міста ще два загони запорожців, загальною чисельністю понад 400 осіб. 14 грудня до Москви надійшов гетьманський лист про труднощі з витратами на запорожців, оскільки значні видатки йшли на городові війська. 26 грудня 1697 року в листі до Петра I гетьман повідомив, що в Батурині прийнято царське жалування для запорожців в Тавані: 1500 рублів, 1100 портищ сукна, 125 пищалей. Але запорожці не хотіли повертатися на Запорожжя до весни.
В 1697–1698 рр. українські та російські війська здійснили другий і третій Дніпровські походи, маючи на меті захоплення Очакова, однак ця мета не була досягнута. Контрпоходи з боку Османської імперії не дали змоги росіянам та українцям реалізувати свої завойовницькі плани. Навпаки, намагання турків і татар відбити втрачений плацдарм змусили до спрямування максимуму зусиль на його захист.
17 березня 1697 р. в листі до Петра I Мазепа писав, що кілька сотень козаків Полтавського полку за його наказом ходили під «бусурманські житла». Цим козакам вдалося відігнати багато худоби та захопити 26 «язиків», серед яких одного знатного татарина, під Перекопом, в урочищі Чингарех.
23 квітня 1697 р. гетьман сповіщав, що за царським указом 18 і 19 квітня зустрічався в Сумах з воєводою Яковом Долгоруковим з метою обговорення воєнних справ. На нараді було вирішено виступати в похід, після доставки суден від Брянська до Переволочни та р. Самари. Російські й українські війська планувалося з'єднати на Коломаку чи Орчику, потім іти до Новобогородицька, а звідти суднами по Дніпру рухатися до Чорного моря.
Другий Дніпровський похід було проведено в травні — жовтні 1697 р. Плани передбачали удар по Очакову з суші, а також блокування його з моря, що мало призвести до падіння міста. У перших трьох з віднайдених листів йдеться про підготовку до походу.
25 травня 1697 року було дано указ про плавний похід у лиман для захоплення Очакова. Головнокомандувачем російського війська було призначено Я. Долгорукова, його заступником — С. Неплюєва. Українсько–російське військо попливло від Кічкаса до Січі. На березі Дніпра обоз залишився під охороною лубенського полковника Л. Свічки. Кілька тисяч молодців компанії І. Обідовського та дворян Ю. Четвертинського рушили суходолом понад правим берегом Дніпра до Кизи–Кермену.
22 липня 1697 року українсько–російське військо прибуло до Кизи–Кермену, де вже очікував їх Г. Яковенко із запорожцями. Вирішивши зміцнити фортеці і спостерігати за діями супротивника, командири об'єднаного війська відмовилися від походу в Лиман.
Після відходу головних частин І. Мазепи та Я. Долгорукова до обложених фортець, 23 серпня кошовий отаман Яковенко побачив чотири турецьких кораблі. Атакувавши їх, запорожці захопили одну галеру, а три змусили втікати в Пониззя.
У 1697 році біля Іслам–Кермана з'явився кримський хан, а під Казикерменом — Буджацька та Едисанська орди. Ногайці напали на табір Обидовського. Залога Таванська відбивала ворожі приступи майже місяць. Несподівано до Таванська прорвалися запорожці. Турки розпочали обстріл фортеці.
25 серпня 1697 року турки підпалили порох у підкопах під Таванськ. Ворог був змушений відійти з втратами. Неприятель готувався до нового приступу, але надійшла звістка про те, що на допомогу обложеним йде московська рать та гетьманські козацькі полки. У таборі розпочалася паніка, і турки втекли до Очакова, татари — до Криму. Втрати захисників Таванська становили: сердюцький полк Чечеля — 57 вбитих, 88 поранених; Ніжинський полк — 89 вбитих, 181 поранений; Чернігівський полк — 19 вбитих, 23 поранених; Лубенський полк — 23 вбитих, 31 поранений; Стародубський полк — 17 вбитих, 24 поранені; Славне Військо Запорозьке Низове — 48 вбитих, 78 поранених. Турки, татари й ногайці втратили під Таванськом 3 тисячі вбитими й стільки ж під Кизи–Керменом.
У віднайденому листі гетьмана до царя від 27 серпня 1697 р. коротко викладено перебіг походу від прибуття військ до дніпровських фортець — 25 липня до часу його написання в таборі біля Томаківки. Мазепа акцентував увагу на причинах відходу основних сил та на заходах, здійснених для підтримки обороноздатності фортець. Отже, коли вони з Долгоруковим з військами прибули до Тавані і Кизи–Кермена, одна частина татар і турків почала наступ на містечко Ісламкермен з кримського боку, а інша на Кизи–Кермен з білгородської сторони. Цим ворог завадив планованому продовженню походу. В такій ситуації прибулі війська при старому Таванському містечку зводили нове місто й давали відсіч противнику. Весь час бої були рівними, лише 2 серпня ворог зумів завдати шкоди. Від основних сил було відірвано сто і кілька десятків кінноти. Частина її була знищена, а інша потрапила у полон. Під час цього бою було багато вбито і поранено людей також з боку противника.
Протягом місяця російські та українські війська, займаючись будівництвом і ведучи бої, відчули нестачу продовольства і боєприпасів. Вони сподівалися на припаси, привезені для таванської залоги, але їх було недостатньо. Противник, дізнавшись про втому військ, зменшив інтенсивність обстрілу Шингірея, сподіваючись втягнути їх в тривале протистояння.
В Таванському місті було залишено 5 тис. осіб з обох регіментів і необхідну кількість припасів. Основні сили відійшли на суднах 20 серпня. На 26 серпня вони прибули до обозів в урочищі Томаківка, де також відчували нестачу припасів.
З Тавані кошовий отаман прислав «язика», взятого на Дніпрі. З його розповіді стало зрозуміло, що противник прагнув здобути Таванське місто. Відповідно до цього, воєвода і гетьман послали до Тавані понад 1 тис. виборних людей.
Лист Мазепи від 1 вересня 1697 р. дає уяву про місцезнаходження гетьмана — був написаний від Кодацької пристані. А вже в посланні до царя від 11 вересня.
24 вересня 1697 року на військовій раді в Опішні вирішили надіслати в обложені фортеці двадцяти–тисячне російсько–українське військо. Наказним гетьманом призначався полтавський полковник Іван Іскра, якому підпорядковувалися Полтавський, Ніжинський, Гадяцький, Лубенський і Сердюцький полки. З російського боку скеровувався Сєвський полк Л. Долгорукова і полк генерала П. Гордона. До Січі військо мало рухатися степом, а від Січі до фортець — плавно і похідним табором понад берегом.
Турецько–татарське військо невпинно атакувало фортеці, використовуючи артилерію. Обложені змушені були насипати додатковий вал для захисту від бомб та снарядів. 8 вересня білгородська орда і яничари розпочали загальний штурм Кизи–Кермена, але завдяки допомозі 1000 бійців, відправлених В. Бухвостовим, штурм було зірвано. Після цього турки використали підкопи, але пролом було негайно засипано, і нападники відступили.
Після цього всі сили були спрямовані на штурм Таванська. Під час облоги було вирито глибокі шанці, але загальний штурм 25 вересня 1697 року був відбитий. Після цього обложені спорудили ще одну фортецю.
1 жовтня 1697 року турки знову використали підкопи для штурму, але і він був невдалим. Після цього було наказано насипати вал поряд з фортецею для обстрілу згори. Але коли турецькі розвідники дізналися про наближення 20–тисячного війська І. Іскри і Л. Долгорукова, вони відступили.
14 листопада 1697 року гетьман повідомив Петра I, що 1100 запорожців, які обороняли Тавань, прибули в українські міста на зимівлю і просили проїзд до Москви для отримання царського жалування. Мазепа зазначив, що не може їх розмістити і не наважується пропустити до Москви в такому числі. Він отримав грамоту, що запорожцям, які були в Тавані, мало бути видано 1,5 тис. рублів, але вони заявили, що цього недостатньо. Запорожці погрожували перейти на службу до короля, якщо не отримають належної нагороди. Мазепа вважав, що їх потрібно пропустити до Москви і розмістити по маєтностях старшини, полковників і духовенства.
У 1697 році, після відвоювання крепостей від турків, російське військо забезпечило їх військовими і робочими людьми, припасами та іншими ресурсами. Однак, через пошкодження від військових приступів, було відправлено додаткові ресурси для ремонту та відновлення цих крепостей. Гетман Мазепа, разом з козацьким військом, відправився до Коломака, де він об'єднався з князем Долгоруким. Вони перевірили свої війська і відправили частину їх на застави проти татар. Після того, як турки почали обстріл крепостей, Мазепа відправив додаткові війська на допомогу. Турки робили ужасні приступи до крепості Кизи–Кермен, але козаки відмовилися здати її, незважаючи на обіцянки турків. Після перемоги під Таванськом, Петро І відправився до Голландії, де він влаштував велике свято на честь перемоги.
За даними С. Величка, під час штурму Таванська і Кизи–Кермена турки втратили 6 тисяч осіб. Він також зазначив, що турки покинули фортеці, дізнавшись про наближення російсько–українського війська.
Отже, другий Дніпровський похід, який завершився в жовтні 1697 року, був характеризований зміцненням нижньодніпровських фортець і їх обороною від спроб турецьких та татарських військ вибити звідти російсько–український гарнізон. Незважаючи на значні втрати, українське козацьке військо продовжувало боротьбу проти Османської Порти і Кримського Ханату.
На раді старшини в січні 1698 р. було ухвалено рішення про новий плавний похід на Таванськ і Очаків.
Цар, перебуваючи у Великому посольстві, був невдоволений відходом основних сил від Тавані. 28 січня боярин Тихон Стрешнєв відповів на лист Петра I, у якому було поставлено питання про відступ від Таванська. Стрешнєв зазначив, що відбувся відхід через нестачу припасів.
Лист гетьмана від 4 січня 1698 р. повертає нас до подробиць походу російських та українських військ в 1697 р. Він відповідає на звинувачення в тому, що вони разом з Долгоруковим без причини покинули Шингірей. Мазепа зазначав, що при їх відході містечко було непридатне для оборони, тому вирішили вивести людей з Шингірею, а стіни підірвати.
Таванський воєвода повідомив царю про утримання Кизи–Кермена, де була розміщена залога. Мазепа відповів, що люди в Кизи–Кермені змінювалися під час їхнього перебування там, а після повернення вони з Долгоруковим наказали його утримувати. В Кизи–Кермені були залишені козаки Чернігівського полку, а Бухвостову було наказано додати людей з Тавані при потребі. Воєвода хотів, щоб війська покинули Кизи–Кермен, але українські наказні полковники і сотники не погодилися, тому було прийнято рішення обороняти його. Щодо відновлення стін Кизи–Кермена, це було залишено до царського указу, оскільки для оборони обох міст потрібно багато людей.
Бухвостов повідомив, що війська відійшли, не завершивши будівництва Таванського міста. Мазепа відповів, що місто було побудовано ще при їхньому перебуванні там. Мазепа зазначив, що рішення про відступ було прийнято через нестачу продовольства. Українські полковники повідомили про труднощі з продовольством, про це говорили їх полчани. Гетьман особисто посилав осавулів в полки, які підтвердили, що в полках не вистачає запасів. Російські полковники, які перебували при гетьмані, свідчили, що в їх полках подекуди ще були запаси до 2–х тижнів.
Мазепа зазначив, що у випадку подальшого перебування військ біля містечок довелось би користуватися припасами, залишеними для таванської залоги. Тому було прийнято рішення відійти. Для підтримки залишених сил від Томаківського острова на допомогу Тавані було відправлено частину війська, а також було ініційовано прихід туди запорожців і охочих людей з українських міст.
8 січня 1698 року гетьман повідомив, що наказав виготовити 430 суден, які могли розмістити по 20 осіб з припасами. Але великих суден виготовити не було змоги. Ці 430 човнів було виготовлено в Гетьманщині протягом перших 4–х місяців 1698 року.
Російське керівництво прийняло точку зору Долгорукова й Мазепи. 10 лютого 1698 р. до Батурина було послане царське жалування гетьману, генеральній старшині й полковникам. В інструкції царським посланцям, котрі його везли, було зазначено, що рішення про відхід, прийняте спільно з Долгоруковим, оцінювалося позитивно, бо завдяки цьому були збережені як російські, так і українські війська, схвалювалися також гетьманські заходи щодо охорони прикордонних міст.
Не суперечить версії гетьмана щодо причин відходу військ і свідчення Григорія Грабянки, який зображує події так: внаслідок нападу турецьких військ Долгорукий та Мазепа мусили відмовитися від планів походу на Очаків, зосередившись на тому, «як би самим від турків вирватись, та як у містах такі залоги поставити, щоб їх не взяв ворог. Турки, звичні до морської справи, і тому їх повсякчас більшало: вони підходили з суші та з моря, а у своїх військах уже вийшов хліб та й крім того вони ще не призвичаїлись до морського бою». В таких обставинах воєначальники вирішили залишити в містах залоги з росіян та українців, передавши їм запаси продовольства, а самим відходити. А в Літописі Самовидця зазначено, що гетьман відступив, бо мав мало війська, що не давало змоги протистояти у відкритій битві. Отже, до основної причини, яка пов'язувалася з нестачею припасів, можна додати й інші, які стосуються неможливості відкритого протистояння з переважаючими силами противника й потреби захисту території держави. Врешті, воєначальникам вдалося не тільки утримати завойований плацдарм, завдавши значних втрат ворогу — близько 6 тис. осіб, а й зберегти свої війська, втрати серед яких були незрівнянно меншими. Про це можна судити, знаючи втрати в українських частинах, — 253 вбитих та 425 поранених осіб.
У травні 1698 року українсько–російська армія рушила на південь. Полки Я. Долгорукова, Л. Долгорукова і С. Неплюєва з'єдналися на Коломаку, де прибув гетьман І. Мазепа. Під час нього було укріплено захоплений плацдарм та здійснено розвідувальну виправу до Очакова. Вони рушили до Перекопу, але через пожежі та відсутність паші відійшли назад і стали біля Ісламкермену. Вони вирішили відбудувати і зміцнити Таванськ та Кизи–Кермен. Але, як свідчать донесення воєначальників, надісланий туди наплавний загін Луки і Бориса Долгорукових повернувся ні з чим. Похід корпусу набув розвідувального характеру.
Невдовзі розвідка повідомила, що турецька армія на галерах підійшла до Євпаторії та Очакова. За кілька днів, залишивши флот у Дніпровському лимані, турецько–татарські загони рушили на Корсунь. Надіславши до Таванська Хотмижський солдатський полк, зміцнивши фортечні укріплення, змінивши в них залоги і залишивши припаси, Я. Долгоруков та І. Мазепа перейшли на правий бік Дніпра і понад Інгульцем рушили в зворотний шлях.
Похід у Пониззя Я. Долгорукова та І. Мазепи 1698 року став останньою в XVII столітті спробою оволодіти Очаковом. Їхній поспішний відступ пояснюється тим, що між Туреччиною і державами «Священної ліги» на мирній конференції в Карловицях було досягнуто угоди про перемир'я.
7 червня 1698 року гетьман Мазепа повідомив Петра I про заходи щодо залучення Низового Війська до воєнних дій. Він двічі писав на Січ, закликаючи запорожців до підготовки до походу на Чорне море. Запорожці відповіли лише 6 червня, вимагаючи додаткових коштів для оплати праці майстрів і ковалів, які мали робити судна.
Військовий екзактор прислав до Мазепи волоського купця, який повідомив про дії та наміри «бусурман».
Запорожці влітку взяли участь у воєнних діях. Вони виступили в похід, захопили одне турецьке судно, а потім діяли у лимані спільно з російськими ратними людьми та гетьманськими частинами.
Мазепа зазначав, що він доклав немало зусиль для оборони й укріплення Таванська і Кизи–Кермена, відправивши туди 4 городових полки.

#### Відбудова Казикермену
Мазепа з городовими козацькими полками в 1697 році вирушив до Таванської переправи для відновлення фортець Казикермена й Таванська. Вони провели літо, відбудовуючи обидві фортеці. Казикермен став земляною фортецею з бастіонами замість кам'яних веж. Після завершення робіт, вони вирушили назад.
В 1698 році розпочалися мирні переговори між Московським царством та Османською імперією. Обидві сторони прагнули припинення бойових дій. Цар Петро І погодився на знищення Казикермена й Таванська. Землі між Дніпром та Бугом стали «сірою зоною», де обом сторонам заборонялося будувати міста. Це викликало невдоволення серед українського козацтва. Конфлікт між українським козацтвом та Московським царством поглиблювався. Невдала спроба Мазепи та Костя Гордієнка позбутися залежності від Москви, підтримавши шведського короля Карла ХІІ, призвела до поразки козаків і руйнації Батурина і Старої Січі. Запорожці знов з'явилися поблизу Казикермена як біженці і стали новим кошем в Олешках. Сімейним запорожцям дозволили оселитися в Казикермені.
Місто отримало нову назву — Кизи–Кермен, через помилку писаря. Це породило легенду про «Дівочу фортецю», що стала основою для герба Берислава у ХІХ столітті: червона вежа на чорній горі в золотому полі, де дівчина в блакитному.
А 26 січня 1699 року підписано мирну угоду на 25 років.
Влітку 1699 року цар Петро І відправив до Стамбула повноважне посольство, очолене Омеляном Гнатовичем Українцевим, котре в червні 1700 року підписало Константинопольський мир на 30 років. Росії не вдалося зреалізувати власні вимоги щодо Північного Причорномор'я, проте все ж миру було досягнуто на вигідних для неї умовах: Москва діставала Азов, за нею остаточно визнавалася влада над землями Війська Запорозького, її звільнено від щорічної обтяжливої данини кримському хану.
За умовами Константинопольського миру 1700 р. всі укріплення мали бути зруйновані. Царські посли пропонували залишити фортеці Азов і Кизи–Кермен за Москвою, але турецькі дипломати не погодилися. Переговори тривали три місяці. Під час цих переговорів єрусалимський патріарх та кримський хан надсилали поради. Згідно з умовами миру, наступного року московський князь Кольцо–Масальський зруйнував усі зазначені фортеці. Острів Тавань потрапив під владу запорожців. Виходу до Чорного моря, економічно і політично необхідного Росії та українським землям, не вдалося здобути. Це зумовлювало подальшу гостру боротьбу з Туреччиною та Ханатом, яка тривала впродовж усього XVIII століття і завершилась приєднанням Криму і Північного Причорномор'я до Російської імперії.
Після укладення перемир'я напруження на південних кордонах залишалося, і ще в березні 1699 р. гетьманська влада вживала заходів для збору інформації щодо потенційного противника. 10 березня 1699 р. гетьман писав до царя про воєнну акцію, зазначаючи, що козаки Полтавського полку захопили в полон 6 татар і одного перебіжчика. Всіх цих полонених він відправляв до Москви.

### Російські часи

#### Костянтин Гордієнко і Кам'янська Січ
У степах Херсонщини, біля села Республіканець, стоїть кам'яний хрест з написом, що свідчить про поховання Костянтина Гордієнка, отамана Запорізької Січі. Він був обраний кошовим у 1702 році, після смерті Богдана Хмельницького, коли в Україні відбувалися внутрішні конфлікти.
Гордієнко протистояв Московії, Річі Посполитій та Кримському ханству, які прагнули підкорити Україну. Він відмовився від присяги царю Петру Першому, який намагався знищити незалежність Запоріжжя.
У 1704 році Гордієнко відправив 3000 козаків руйнувати російські фортеці. Однак, у той же час, інша група запорожців брала участь у війні на боці царя проти Швеції.
Ці події викликали напруження між запорожцями та російським урядом. Коли в 1707 році до Січі прибув Кіндрат Булавін, керівник повстання на Дону, частина козаків підтримала його. Проте Гордієнко відмовився допомагати Булавіну, що свідчить про складність взаємин між козацькими ватажками.
Після від'їзду Булавіна, шведський король Карл XII звернувся до України. Чутки про приєднання Мазепи до нього здивували Гордієнка, який отримав два листи восени 1708 року: від Мазепи, що закликав Січ захистити Вітчизну від Москви, та від Петра, який закликав запорожців бути відданими цареві.
Гордієнко відповів Петру, докоряючи йому за порушення вольності Січі та України. Він вимагав скасувати панство, повернути простому народові всі його вольності, знищити російські фортеці у пониззі Дніпра.
Навесні Гордієнко з тисячею козаків їде на зустріч з гетьманом. Мазепа прийняв Гордієнка 26 березня 1709 року в селі Диканьці. Він висловив бажання вірно сприяти Мазепі, жертвувати кров'ю та життям, повинуватися йому, аби досягти бажаної мети.
27 червня 1709 року сталася Полтавська битва, де московські війська перемогли. Відступаючи, Мазепа, Карл та Гордієнко встигли переправитися за Дніпро.
У Бендерах Гордієнко підписав угоду з кримським ханом Девлет–Гіреєм про верховенство Туреччини над запорожцями. Він отримав ранг паші, штандарт з двома кінськими хвостами, двокольоровий прапор, сибірське соболине хутро, а решта козаків — зброю та хутро.
Іншій частині запорожців на чолі з Петром Сорочинським була виділена земля вище Кизи–Кермена. Це було перше перебування запорожців на Кам'янській Січі, що дістала назву від тамтешньої р. Кам'янки.
У Кам'янській Січі зібралося 8 тисяч козаків, які були оголошені зрадниками царем. Вони продовжували сподіватися на кращу долю, пов'язуючи її з Карлом Великим. У 1710 році вони надіслали листи до шведського короля, виражаючи готовність боротися. Гордієнко, серед інших представників старшини, їздив до Стамбула, щоб домогтися відкритого виступу Туреччини проти Москви. Після смерті Мазепи, від'їзду до Швеції Карла XII, еміграції Орлика, Гордієнко залишився один і повернувся на Січ. У 1730 році козаки знову стали кошем на річці Кам'янці. Тут знайшов свій останній притулок Кость Гордієнко, якого дванадцять разів обирали кошовим отаманом. Він помер 4(15) травня 1733 року. У 1734 році припинила існування Кам'янська Січ.
Історія Кам'янської Січі слабко вивчена, а її існування довгий час замовчувалося. Запорожці, очолювані Костем Гордієнком, протистояли Московській державі. Вони двічі ставали Кошем на Кам'янці, але оселитися в глибині татарських володінь було складно. На місці Кам'янської Січі здавна селилися люди, археологічні розкопки свідчать про залишки скіфо–сарматської культури. Після закріпачення України ці землі перейшли у поміщицьке володіння. У 1856 році місця, де колись стояв козацький кіш, відвідав О. С. Афанасьєв–Чужбинський. Зараз встановлено нові меморіальні дошки на могилі кошового та на території місцезнаходження Січі. Зараз ведуться підготовчі роботи по створенню Національного історико–культурного заповідника «Кам'янська Січ» у с. Республіканець.

#### Заснування Берислава
У 1717 році кримський хан передав Таванський перевіз запорожцям, і Кизи–Кермен почав розвиватися. Після переходу запорожців під російський протекторат у 1734 році, вони заснували Нову Січ на Підпільній. У війні 1735–1739 років Кизи–Кермен став базою для армії Мініха та його запорозьких союзників. У 1775—1783 роках Кизикермен був центром Казикерменського повіту. План реконструкції Кизи–Кермена у бастіонну фортецю не здійснився. Флотилія Мініха, що базувалася в Кизи–Кермені, планувала похід на Стамбул. Але плани Мініха зірвала чума. Після відступу, кораблі прибули до Кизи–Кермена, де вирішили знищити укріплення. За зиму всі солдати й козаки вимерли від чуми, а судна затонули. У 1765 році хан Селім–Герай вирішив відновити контроль над Кизи–Керменським перевозом. Це викликало конфлікт, який було вирішено компромісом. Після війни з Османською імперією, Катерина ІІ вирішила ліквідувати Запорозьку Січ. Згідно з планом, загін генерала Лопухіна блокував територію від Олександрівського шанця до Кизи–Кермена.
Після ліквідації Січі, команда гетьманських козаків була відправлена до Кизи–Кермена. Містечко продовжувало розвиватися, збільшуючи населення завдяки переселенцям.
У 1783 році сюди перевезли дерев'яну Воскресенську церкву, яка збереглася до сьогодні.
У 1784 році Кизи–Кермен став містом Бериславом. Залишки колишньої фортеці почали розбирати на будівельні матеріали. На території знаходяться цікаві археологічні знахідки, включаючи шийну печатку з арабськими літерами. У 1995 році було розроблено проект меморіалу на честь здобуття фортеці Газі–Керман, але його реалізація ще не відбулася.
В 1786 році, коли Катерина ІІ відправилася в Крим. У цей час була видана книга «Путешествие её императорского величества в полуденный край России, предприемлемое в 1787 г.», де згадується Бериславль. За легендою, місто було засноване греками Мілезіянами, але підтверджень цьому не знайдено. Після цього в 1787 році вона відправилася до Петербурга. На початку ХІХ століття було спробувано відновити укріплення.

#### Берислав в Херсонському повіті
Берислав ― місто, розташоване на північному окрузі, з видимими вітряками. Вид на нього кращий з–за Дніпра. Берислав розтягнувся на три версти в довжину і двісті сажень в ширину, поділяючись на три частини: власне місто, південне та північне відділення. Північна частина, відома як Пойдунівка, була заселена чернігівськими вихідцями, яких полтавці назвали «пойдунами». У місті немає старожитностей, хоча в одного купця є кілька старовинних монет.
Берислав був населений переважно малоруським населенням. Місцеві звичаї схожі на ті, що в Малоросії, але вплив торгового шляху і різноманітного населення надав місцевому колориту. Жінки носять довгі сукні, чоловіки ― широкі шаровари. У свята дівчата одягаються яскраво. Місто має дві ресторації низької якості, де серед місцевих споживачів популярні чай, вино і оселедець. Є багато шинків, де відвідувачі досліджують змішання спирту з водою. Бериславська ратуша контролює продаж квасу, віддавши його на відкуп одному утримувачу, який продає низькоякісний продукт за високу ціну.
Дворянська громада у Бериславі найкрихітніша, тому що коло чиновників обмежується городничим, поштмейстером, листоводом поліції, секретарем ратуші, лікарем, наглядачем переправи і інвалідним начальником. За згодою пойменованих осіб ще можна якось перебувати час, хоча ці зібрання і не відзначаються різноманіттям. Література не популярна; з почасових видань я зустрічав лише «Одесскій Въстник» і «Сынъ Отечества».
Зовнішність міста навесні та улітку доволі гарна, тому що у різних місцях будиночки обсаджені деревами. Берислав перше містечко на Дніпрі, зовнішність якого відрізняється від інших однією оригінальністю: рідко біля якого будинку ви не побачите високої жердини з віхтем сухих гілок угорі, з порожнім висушеним гарбузом або дерев'яним будиночком. Це тимчасові притулки для шпаків, які, зустрічаючи готові помешкання, охоче у них селяться і співом своїм винагороджують привітного господаря за гостинність. Спів цей, особливо навесні, із світанком, надзвичайно приємний; коли співають разом декілька шпаків, виходить оригінальний концерт, якому я віддаю перевагу усіляких чижиків, снігурів і щигликів.
Навесні, ранками, помітно у Бериславі особливе багатолюддя. Це збираються чорнороби, за якими присилають поміщики з далеких місцевостей.
До річки кілька спусків, на одному з яких збереглася кам'яна бруківка, зроблена ще у двадцяті роки; але спуск цей відзначається надзвичайною крутизною, і тому як тепер, так, мабуть, і раніше, бруківкою цією неможливо було користуватися.
Біля бериславської пристані або, краще сказати, уздовж берега, від казенної переправи і угору до річки Космахи, стоять морехідні човни, дуби і шаланди. Останні є власністю бериславців, а човни і дуби є й заїжджі, зафрахтовані євреями задля відвезення хліба у Херсон більш заможним спекулянтам. Тут однак немає жодного вільного матроса. Власне бериславські човни і дуби збудовані за зразком нікопольських, з тим само озброєнням і з тим само порядком управління. Шаланди — це невеликі ялики для переправи піших; за попутнього вітру ставиться невелика щогла, а ні то шаландник працює обома веслами, як невські човнярі, і спритно управляє своїм корабликом. На цьому березі завше життя і рух, і він усипаний народом: матросами, пасажирами, пралями, рибалками.
Ходили чутки, що мешканці хотіли улаштувати залізно–кінний шлях від Перекопу до Каховки, і якщо це здійснилося б, то Бериславу можна було чекати значного і швидкого покращення.
Берислав — місто в Херсонському повіту з 1542 дворами та 13167 мешканцями. Мало три православні парафії, чотири церкви та єврейську синагогу.
Міське поліційне управління складається з пристава, урядника та дванадцяти городових. Міська земля становить 3 390 десятин, з яких 700 дес. були садибні, 828 дес. — орні, 881 дес. ― пасовища, 633 дес. — плавні, а 348 дес. — незручні.
Місто мало міщанську управу, сирітський суд, камери міського судді, судового слідчого та земельного начальника 10 дільниці Херсонського повіту, будинок купця та будинок наглядача казенної переправи.
Крім того, місто мало земську лікарню, міського лікаря, двох вільно практикуючих лікарів, пунктового ветеринарного лікаря, вільну аптеку, три аптекарські магазини та міську скотобійню також були присутні.
Бюджет міста у 1894 році складав 27,6 тис. руб., з яких 27,4 тис. руб. були видатками.
Пожежна команда мала 9 робітників, 10 коней та 3 машини.
У місті також були: морехідний клас (16 хлопців), міське чоловіче 2–класне училище (194 хлоп.), міське жіноче народне училище (142 дівч.), міське чоловіче народне училище (52 хлоп.), чотири школи грамотності (108 хлоп., 25 дівч.) та два приватних училища (26 хлоп., 4 дівч.), друкарня, громадська бібліотека, фотографія, поштово–телеграфна контора, агентство російського товариства пароплавства і торгівлі, пароплавна пристань, земський понтонний міст через Дніпро до Каховки, казенна і земська кінно–поштова станції, контора омнібусів, вісім номерів для приїжджих, три заїжджих двори, два агентства транспортних контор, три агентства страхових товариств та контора нотаря.
Із промисловості були: рибний завод, заклад штучних мінеральних вод, два прянично–цукеркових заклади, паровий млин, конний млин, шеретовку, 58 вітряних млинів, цегельний завод, вапняну піч, 7 столярних майстерень, 2 бондарні, шість колісних, чотирнадцять кузень. Місто має 6 лісних складів, 3 склади землеробських знарядь, 1 склад лантухів, 28 хлібних комор, 118 крамниць, 4 оптових склади вина та спирту, 5 винних погребів, 4 пивні крамниці, 2 винні крамниці, 10 трактирів, 14 ренскових погребів, чайну, ресторацію, 2 базарних майдани та щоденні базари.
У крамницях можна знайти усі необхідні товари, а з ремісників немає у жодному нестачі, починаючи від коваля і чоботаря, до годинникаря і срібляра. Ремеслами, як заведено, займаються євреї. Існує розповідь одного старожила, що наплив юдейського племені стався лише з часу вигнання євреїв з Миколаєва. Але що до того часу жив один лише юдей у Бериславі, який користувався загальною прихильністю. «Лейба був такий славний», говорив мені оповідач, «що коли ми почули, що з Миколаєва збираються до нас сотні євреїв, і, звичайно, сильно налякалися, він також тримав руку за нас і мовив: „аби це була неправда, я б поставив півпудову свічку у вашу церкву, так я не люблю своїх“.
Козацька волость мала села Бургунка, Журавського хутір, Козацьке сільце, Козацьку економію, Миколаївку, Миколаївську економію, Ольгівку, Ольгівську економію, Одрадо–Кам'янку, Писарєва хутір, Соколи хутір–1, Трубецького хутір–1, Трубецького хутір–2, Трубецького економію.
Качкарівська волость мала Агаркову економію, Безіменний хутір, Григорієво–Бізюків чоловічий монастир, Григор'ївку хутір, Качкарівку, Комарівську економію, Мелове село, Меловську казенну кінно–поштову станцію, Полуденних хутір, Рогулеві хутори, Саблуківку, Сільверсвану (Саблуківська) економію, Старий хутір, Блажкову (Ново–Кам'янська) економію.
Старо–Шведська волость мала Дрімайлівку, Клостердорф (Костирку), Мюльгаузендорф (Мюльгаузен), Старо–Шведське (Альт–Шведендорф), Шлангендорф (Гадюче).
В Тягинській волості було декілька сіл та хуторів, зокрема Волохіна В. І. (Тягинська) економія, Волохіна І. І. (Тягинська) економія, Дем'яненка хутір, Дем'яненка економія, Червоно–Бургунський (на землі Ульянової) хутір, Червоний Бургун, Медведя хутір, Спиридонівка хутір, Тягинка, Ульянової (Червоно–Бургунська) економія.
В казенних єврейських колоніях було дві колонії: Львова та Ново–Берислав.
У 1858 році для міста було створено проєкт герба з екзотичною символікою: в золотому щиті, на чорній горі, — червона кругла вежа, на якій стоїть дівчина в блакитному убранні; у вільному куті щита — герб Херсонської губернії. Герб мав символізувати колишню назву фортеці (османське „Кизикермен“ — „Дівоча фортеця“).
У кінці ХІХ — на початку ХХ століття в Бериславі діяло морехідне училище. Відкритий 17 вересня 1873 року, цей заклад був одним з небагатьох такого типу в Російській імперії. Училище відповідало на потреби швидкого економічного розвитку імперії, зокрема, відбудови військового та торговельного флотів на Чорному морі.

#### Шведська колонія
Переселення шведів в Україну відбулося у 1780–х роках за ініціативою князя Потьомкіна. Шведські селяни з острова Даго були переселені на землі колишнього Війська Запорозького. Полковник Іван Синельников, який виконував указ Катерини II, переконав 960 шведів переїхати в українські степи. Після тримісячної подорожі, вони оселилися в околицях Берислава.
Так з'явилася перша шведська колонія в Україні ― Старошведське. З 1800 року її жителям були надані права іноземних колоністів, а через чотири роки було засновано ще три шведські колонії. Це створило національний колоністський округ.
Шведи з'явилися в Україні в кінці XVIII століття. У XIX столітті в селі Альт–Шведендорф було 84 двори і 604 жителі, які володіли 3245 десятинами орної землі. Була побудована школа та лютеранська церква. Шведська громада збереглася до сьогодні, незважаючи на тісні стосунки з українськими та німецькими селами.
ДОКУМЕНТ
Висновки щодо еміграційного руху шведів у Старо–Шведській сільраді, Бериславського району, Херсонської округи:
1. „Еміграційний рух шведів зумовлений економічними причинами, зокрема недородом і не урожаєм. Неправильний підхід до шведського села як до куркульського сприяв поширенню цього процесу;
2. Відсутність правильного керівництва в шведському селі призвела до зміцнення єдиного національного фронту під керівництвом пастора та куркульської верхівки;
3. Культурно–національні вимоги та потреби шведського населення були недооцінені органами влади;
4. Помилки та перекручування з боку органів радвлади та їх представників ускладнили положення в шведському селі;
5. Все вищенаведене дало можливість куркульській верхівці села на чолі з пастором використати незадоволення середняків останніми заходами радвлади.

Пропозиції щодо виправлення існуючого положення в шведських селах:
1. Провести господарчі заходи для піднесення бідняцьких і середняцьких господарств шведських сіл;
2. Вжити заходів до відриву бідноти з–під куркульсько–клерикального впливу та організувати розпорошену бідноту в КНС;
3. Провести систематичну роз'яснювальну роботу серед шведського населення національної політики радвлади.“

ДОКУМЕНТ
Лист шведських емігрантів з України до Центрального комітету по справах національних меншостей при ВУЦИК, 16 листопада 1929 року:
„Ми, емігранти з деревні Альт–Шведендорф, виїхали в Швецію 22 липня цього року. Ми змішаного німецько–шведського походження. Ми звернулися до Шведського уряду і полпреду СРСР з проханням про дозвіл на повернення в Україну. Ми просимо Нацмен і нацсекцію допомогти нам отримати дозвіл на повернення в Україну.
Підписали: Петер Генріхович Кнутас, Вольдемар Вільгельмович Утас, Іозеф Вільгельмович Утас, Адаліна Утас, Анна Утас, Емілія Кнутас.“.
Клостердорф — німецька колонія поблизу Бізюкового монастиру, входить до шведського округу. Це рибальське село з простими будинками. Жителі працелюбні, але не багаті. Вони вивчають російську мову, але зберігають свою національність, незважаючи на спроби німців їх понімечити. Шведи відзначаються своєю чесністю і добродушністю. Вони займаються рибальством, платячи відкупну суму окружному приказу. Вони також варять хлібний квас, який подібний до пива за смаком і кольором. Шведи — вмілі ремісники, особливо ковалі і теслі. Вони виготовляють фургони, які цінуються так само, як і кичкасівські. Інші дві колонії, Мільгаузендорф та Шлангендорф, схожі на Клостердорф, але остання — католицька, а перші дві — лютеранські. Шлангендорф отримав свою назву через велику кількість змій, які там водилися під час первісного поселення.
Після знищення Запорізької Січі, Катерина II доручила Потьомкіну заселити Новоросійський край. Були розіслані емісари для вербування переселенців. У 1781 році Катерина II видала указ про переселення шведських селян з Гогенгольма. Потьомкін запропонував їм сприятливі умови, включаючи виділення землі, податкові пільги, матеріали для будівництва та допомогу при переїзді. За допомогою Ревельської канцелярії Синельников склав список бажаючих переселитися, яких було близько 960 осіб. Переселенці мали рушити 20 серпня 1781 року, але через невирішені майнові питання їх від'їзд затримався. Потьомкін надіслав новоросійському губернатору Язикову „ордер“ про відведення землі та інші умови для шведських переселенців. Вони прибули до Решетилівки 26 листопада. На шляху та в зимових квартирах померло 86 осіб, але 880 осіб вижили.
У середині квітня колоністи почали роботу на відведених ділянках, отримавши продукти та посівний матеріал. Потьомкін наказав Язикову під наглядом майстрів з Курляндії спорудити будинки з плиточного каменю, щоб зберегти тип будівель, звичний для шведів. Потьомкін звернувся до пастора Європеуса з пропозицією поїхати на Південь України і одержав від нього згоду. Європеусу було видано церковний інвентар для створюваної шведської колонії. Російський уряд зробив все можливе для заснування першої шведської колонії на правому березі Дніпра поблизу Берислава, яка отримала назву Старошведської.
За царювання Павла І у 1800 р., шведам надали права „іноземних колоністів“, а за Олександра І, у 1804 р., було засновано ще три шведські колонії. Чотири шведські колонії володіли 8709 дес. родючої землі, а окрузі належало 300 дес. У цих колоніях мешкало 585 осіб.
У другій половині 1920–х років, відомій як „Велика Перерва“, відбувалося національно–культурне будівництво в молодих союзних республіках. В цей же період Наркомат земельних справ УСРР надав шведській сільраді кредитування та допомогу. Ця допомога включала посівний матеріал, який був наданий в обсязі, який бажали селяни, кредит на фураж, організацію дитячого харчування, обладнання амбулаторії та хати–читальні.
В роки репресій відбувався пошук „ворогів народу“ в усіх сферах суспільства, зокрема серед корінних національностей. Справа 5060–ф/с, що зберігається в архівах обласної служби безпеки, свідчить про переслідування шведів за національністю з с. Старошведське Бериславського району. Вони були визначені як „шведська контрреволюційна націоналістична організація“.
Незважаючи на це, влада продовжувала вважати їх „ворогами народу“. Заарештовані лише через місяць з лишком — 5 вересня (якщо вірити протоколам допитів) — були викликані до слідчого для дачі показань. Протоколи допитів свідчать про те, що зустрічі з ним мали місце раніше. У затриманих немає найменшої спроби захистити себе, заперечити слідчому.
У 1926 році в Бериславському районі була створена єдина шведська сільрада. Її населення складали шведи, нащадки переселенців з острова Даго. Вони зберегли мову і традиції, а також бажання повернутися на батьківщину.
У 1928 році через посуху та недород виникла загроза голоду. Це спричинило посилення еміграційних настроїв. Шведи подали клопотання про виїзд у Швецію для збору допомоги, але отримали відмову. За результатами допиту, проведеного представниками радянської влади, виявилося, що шведи впевнені в тому, що їх відпустять, і знають, що в Швеції на них чекає земля. Вони не мали претензій до радянської влади.
Документ від жовтня 1928 року, адресований Раднаркому України, висловлює подяку за увагу до питання еміграції шведів в Україні. Він включає вирази поваги до української культури та мови, а також сподівання на позитивне вирішення питання еміграції. Автори документу згадують про важливість Великої Жовтневої революції, яка звільнила борців за свободу, і про трагічну долю своїх предків, які були вигнані на Україну. Вони також згадують про шведські могили під Полтавою та в селі Решетилівка, де зимували впродовж 1781/82 років.

Автори висловлюють своє бажання повернутися до Швеції, зберігши при цьому любов до України та її культури. Вони закликають Раднарком вступити в переговори зі Шведським урядом та прискорити вирішення питання про їх виїзд. Авторство документу невідоме, але він вперше публікується. Його зміст відображає важливість любові до Батьківщини та визвольної боротьби. На жаль, подальша доля емігрантів невідома.
»Копия
В Совнарком Украины.
Харьков.
Гражд. населенных пунктов
Старо–Шведскаго сельсовета,
Бериславского района,
Херсонского округа.
ЗАЯВЛЕНИЕ
За великое внимание и оказанную нам честь посещением представителя власти Нашей колонии в Сентябре с/г. для выяснення всех деталей по вопросу об эмиграции в Швецию, мы еще раз засвидетельствуем перед Совнаркомом наши чувства глубокой благодарности, преданности и высокопочитания, пожелая от полнаго сердца развития и процветания украинской культуры и языка до полнаго размаха и Правительству Украины преуспеяния и сил для поднятия культуры до надлежащаго уровня.
Слова представителя власти т. Слинько на общем собрании 13 Сентября с/г. о том, что он понимает и сочувствует нашим национальным чувствам и что они естественны, преисполняют нас самыми радостными впечатлениями и дают нам надеяться, что очередь разрешения нашего национального вопроса в благоприятном для нас смысле настала и что пробил час возврата обратно в лоно общей родной семьи.
Мы представляем себе радостые чувства и волнения душевные борцов за свободу, томывших в ссылке или тюрьмах там или сям, когда пробил величайший в истории человечества момент — великая октябрская революция. В миг она открыла в всю ширь ворота темниц и выпустила борцов за благо человечества. Моментально она сняла кандалы с ног тех, которые желали идти по путьям братства к высям свободы, счастья и света. Революция разбыла вдребезги оковы с рук тех, которые вели человечество к освобождению, защищая преследуемых, слабых, угнетенных и униженных. Не только к родным семьям и братьям, не только к родному очагу вернулись страдальцы за правду. Народ выбрал их своими предводителями и указал им почтенные места у кормила власти или возвысив их на командные высоты.
Наши предки ссылкой их в отдаленный, дикий, чужой край были прикручены к позорному столбу, материально влача самое жалкое существование, физически погибая и нравственно страдая неописуемо. Отрезанные как ветка от живого дерева они должны были исчезнуть с лица земли. Предание говорит, что лекарь, данный им для лечения, отравлял их, подкупленный мстительным помещиком. Когда–же больные отказались от лекарства, смертность приостановилась.
Мы не ожидали снятия оков отприсками Екатерины, ибо их руки были запачканы кровью как и ея; мы и предки ожидали, чтобы оковы и цепи их были сняты и разбыты чистими руками отпрыска /нерозбірливо — Ю. К./. Поэтому мы обращаемся к вам, борцам за свободу и страдальцам за правду снять оковы Екатерины.
Наши предки не шли добровольно сюда, чтобы накинутся на богатства Украины, чтобы как старые варяги княжить и владеть и установить свои порядки. Нет, они сосланы сюда в ссылку. Их гнали сюда как стадо овец на заклание в жертву отмстителям за неподчинение и проявление воли к свободной жизни.
Недалеко от Шведской могилы под Полтавой, где покоятся Каролины — павшие воины Карла XII, в той–же Полтавск. губ. в деревне Решетиловке находится другая шведская могила. Здесь зымовали ссыльные 1781/82 гг. Предание говорит что смертность была велика. Русское население, усвоив текст и мелодии похоронных песнопений, принимали живое участие в отпевании покойников.
Если старые Каролины могли–бы теперь прервать вековое гробовое молчание, то они сказали–бы: «Мы не шли походом на Украину с завоевательной целью, мы шли освободить ее. Мы полегли костьми не добившись цели, но наша кровь недаром пролилась, наши идеи о великой свободной Украины не были убыты грохотом пушек и пулями Петра, они были восприняты украинским народом, который в силу заветов воспрянул духом, когда настало время, и прогнал погромщиков Петлюры и Деникина и восстановил свободную незавысимую Украину в братском союзе со старшей сестрой.
Украина, раздавленная под сапогом Петра и его приемников, не могла отблагодарить нас за пролитую кровь и добрую волю, она могла только предоставить нам место вечнаго упокоения, но теперь представляется возможность отблагодарить, не сооружением чугуннаго или мраморнаго памятника, а нерукотворнаго — великодушным актом возвращения живущих на территории Украины единоплеменников в лоно общей родной семьи. Они были оторваны как живой кусок от тела родной матери Швеции, благодаря нашему поражению под Полтавой.
Пребывание их на Украине не прошло безследно, за гостеприимство и приют они оставляют вам высокий идеал, так любить Украину, как они любили Швецию, сохранив за 146 летнее пребывание на чужбыне язык и культуру, обичаи, нравы и традиции предков. Любите Украину, ибо „кохання к рідний мати“ есть залог светлой будущности и могучества и силы и славы и защиты, и процветания и развития украинского народа».
В заключительной речи т. Слинько сказал, что по поводу лучшаго устройства нашей судьбы Украинское Правительство вступить в переговоры со шведским правительством.
В выду вышесложеннаго еще имеем честь просить Совнарком, если это еще не зделанно, вступить в переговоры с Шведским правительством и затем ускорить ответ. Мы уповаем что Совнарком отклыкнется сочувственно к нашему обращению о разрешении выезда в Швецию и о принятии деятельного участия в устройстве дальней нашей судьбы, снискав этим нашу общую любовь и уважение всего шведскаго народа, что послужить укреплением дружественных отношений и смычкой между обоими народами.
Подлинный за 394 подписями
Херсонскому ОкрИсполкому для сведения.
С подлинным верно: Уполномоченные
/подпись, неразборчиво — Ю. К./
Сигарт А. Хр.
Бускас И. П.
17.Х.–28 г."
У 1928 році пастор колонії Альт–Шведендорф Христофор Грос виїхав на лікування в Швецію. Він закликав своїх колишніх парафіян наслідувати його приклад. Місцеві жителі отримали дозвіл на виїзд до Швеції від уряду СРСР.
Спокійне життя шведів в Україні закінчилося після встановлення більшовицького режиму. Колективізація та обмеження релігійної діяльності та національної культури спричинили еміграційний рух.
У лютому 1929 року ВУЦВК видав дозвіл на виїзд до Швеції. Шведи відреагували миттєво, подавши заяву про відмову від отримання весняного посівматеріалу і почали активно готуватися до виїзду. У червні 1929 року 140 сімей виїхали до Швеції, але через два роки 62 родини повернулися, а в 1931 році — решта. Але праця на чужині та суворий скандинавський клімат спонукали їх повернутися в Україну.
У кінці 30–х років було ліквідовано шведську національну сільраду та згорнуто національно–культурне будівництво.
В останні десятиліття асиміляційні процеси серед шведського населення прискорюються. Зараз у селах Зміївка та Костирка (колишні Альт–Шведендорф і Клостердорф) є близько 80 шведських сімей. Старожили володіють рідною мовою, зберігають традиційні риси національної культури, молоде покоління швидко асимілюється.

#### Єврейська колонія
У 1800–х роках біля м. Берислав існувала єврейська колонія. Після проїзду двох верст та села Дрімайлівка, можна було в'їхати в колонію, де біля будинків посаджені дерева. Це єврейська колонія. Новий Берислав, населений вихідцями з Литви та Курляндії. Життя в колонії відрізнялося оригінальністю, але не залишало приємного враження. Відсутність інших національностей, окрім євреїв, робило колонію унікальною.
Після приїзду в колонію, можна було зустрітися з доглядачем, який навчав євреїв господарювати. Він пропонував квартиру, яка вражала своєю чистотою та видом на Дніпро. Ви також помічав, що довкола будинку ростуть кущі маслини та шипшини.
Євреї займалися дрібною промисловістю, але декілька з них успішно вели господарство, перетворюючи надані їм ресурси на засоби для торгівлі, замість того, щоб використовувати їх для землеробства.
Крім того, можна було зустрітися з євреєм, який намагався продати продукти за завищеними цінами. Якщо відмовитись від його пропозиції, він знижує ціни.
Новий Берислав розташований в гарному місці, але було помітно, що він забруднений. Євреї не доглядають за своїми подвір'ями та будинками, але деякі з них мають городи. Вони також тримають кози та візки для поїздок до міста та сусідніх сіл.
Була також група євреїв, які висловили незадоволення умовами життя в колонії, керованої меноністом. Вони стверджували, що не можуть жити без торгівлі, незважаючи на те, що уряд надав їм землю і гроші для створення землеробського господарства.
Євреї, які весь час жили в містах і займалися ремеслами, важко адаптувалися до сільського життя. Їхній перехід до землеробства був спровокований обіцянками уряду про забезпечення житлом, землею та засобами для переїзду. Однак теорія і практика не завжди збігаються.
В колонії була велика синагога і школа, де діти вчилися читати і писати єврейськими літерами. Ново–бериславська колонія складалася з двох типів євреїв ― литовських і курляндських, хоча останніх невелика кількість. Вони схильні до бурлакування, і коли б не пильне око меноніста, половина колонії стояла б пусткою.

Промисловість і ремесла ― дві галузі, властиві ізраїльському племені. Землеробство, як зазначено вище, не квітне серед народу, немов створеного для іншої мети. Однак є кілька євреїв, зокрема й шульц, у котрих землеробство доволі порядне.
Прохання
«До Його Величності, Генерал–губернатора Новоросійського та Бессарабського, Генерал–ад'ютанта та кавалера графа Михайла Семеновича Воронцова.
Від повірених товариства землеробів колонії Новий Берислав, Бороха Кагана та Абрама Мошевича.
Ми, землероби колонії Новий Берислав, звертаємося до Вашої Величності з проханням про допомогу у вигляді грошової допомоги для виплати за зимівлю худоби. Через навколишню бідність ми втратили можливість отримати належну нам худобу, яка була віддана на зимівлю.
Ми, від імені всього товариства наших вірителів, звертаємося до Вашої Величності з проханням про надання нам грошової допомоги для оплати зимівлі худоби, в такій же пропорції, як і в 1842 році, тобто по десять рублів сріблом на кожного господаря.
Борох Каган, Абрам Мошевич 27 квітня 1843 року.»

#### Італійці на Бериславщині
Після приєднання Південної України до Росії наприкінці ХVIII ст., представники різних національностей, включаючи італійців, брали участь у її заселенні. Ця історія починається у 1713 році, коли Велика Британія відібрала в Іспанії острів Менорка. Нова влада запросила на службу євреїв, греків–християн та італійців з Корсики. Однак у 1781 році, після війни за незалежність колоній у Північній Америці, іспанці повернули Менорку і вигнали всіх іноземців з острова.
Без притулку та роботи, вони відпливли до Ліворно, де опинилися у важких умовах. Частина з них повернулася на Корсику, де приєдналася до боротьби місцевого населення з новими володарями. У той час у Росії Катерина II з Потьомкіним вирішувала проблеми заселення Південної України. Вони дізналися про вигнанців з Менорки і розробили плани їх переселення до Херсона. За 1782–83 рр. до Херсона відправили 5 кораблів з 1056 переселенцями, більшість з яких були італійці.
Але невдовзі виявилося, що італійці не бажають займатися рільництвом. Вони почали розбігатися, і на початку 1784 р. в Зміївці залишилося лише 160 італійців. Вирішивши, що такий ненадійний елемент не можна тримати на прикордонні, царська влада переселила більшість італійців на північ — до Павлограду та Кременчука.
На початку ХIX ст. італійці знову з'явилися у Херсоні. Вони зарекомендували себе як вправні мореплавці, кораблебудівники, ремісники, кондитери.
№ 77, 13 червня 1810 р. Землевпорядник Юрков доповідає землеміру Херсонської губернії Петру Юрійовичу Анадольському про неможливість точного виконання плану перекопування гори на Бериславській переправі через скелясті породи. Завтра буде завершено першу половину гори.
№ 858, 30 листопада 1822 р. Цивільний губернатор Комстадіус просить Херсонського губернського землеміра поїхати до Берислава і призначити сквер на горі та дорогу для зручності солевозів.
Бурштин на березі Дніпра. Протоієрей Іоанн Назаревський повідомляє про знахідку бурштину на берегах Дніпра, особливо в німецьких колоніях. Бурштин знаходять після великого весняного розливу вод. Шматок бурштину, вагою 14 золотників, знайдений у 1841 році, був подарований Одеському товариству історії та старожитностей.

### Берислав і Східна війна
Східна (Кримська) війна 1853—1856 рр. включала Росію, Туреччину, Англію, Францію та Сардинське королівство. Чеченська держава під керівництвом імама Шаміля також відіграла важливу роль. Війна зосередилася на обороні Севастополя російською армією.
Берислав вніс внесок у воєнні події. Місто стало домом для сімей багатьох захисників Севастополя. Через Берислав до Криму йшли підкріплення. Поранені й хворі поверталися назад для лікування. У Бериславі було встановлено карантинний пункт і військовий шпиталь.
У Бериславі було поховано моряків 34, 35, 41, 42 флотських екіпажів, солдати різних полків. Зокрема, 10 лютого 1856 р. тут помер завідувач артилерійським депо Кримської артилерії полковник Олександр Іванович Іванов.
У часи Кримської війни, Берислав став важливим пунктом, де зосереджувалися великі маси військ, транспортів з хворими і різними припасами. Лікуванням хворих займалися сестри милосердя. Згадується, що в місті бував відомий лікар Микола Іванович Пирогов. Умови пересування були важкими через грязюку, замерзлу дорогу, мокрий пісок, круті гори та слизьку крижану дорогу.
Після війни, вдячні бериславці спорудили на братському кладовищі кам'яний хрест з написом: «Вокруг креста сего покоятся русские воины, умершие от ран и болезней, подъятых при защите Отечества в Крымскую войну 1853–1856 гг.» Пізніше тут постала і велична каплиця, яка разом з військовим кладовищем згідно Постанови Кабінету Міністрів України є об'єктом культурної спадщини Національного значення.
Указом імператора Олександра ІІ від 2 (14) березня 1856 р. надано Бериславу за тягарі, понесені у часи війни, протягом 10 років отримувати з міської оброчної статті, що залишалася за державною скарбницею, 2 664 крб. 27,5 коп. щорічно. Однак, виплати за наймання шпитальських приміщень так і не були здійснені.
Евакуйовані з Криму принесли з собою ще й тиф, унаслідок якого навіть у рік закінчення війни смертність у місті перевищила народжуваність на 289 осіб за тодішньої чисельності населення Берислава у 6 300 чоловік.

#### Бюджет Берислава 1884р.
Закон про державний бюджет є ключовим офіційним актом країни. Україна переживає виклики у цьому контексті. Розглядаючи минуле, розглянемо виконання бюджету Берислава у 1884 році. Місто отримало звичайні та надзвичайні доходи з різних джерел, включаючи міське майно, документи на право торгівлі, засвідчення актів, оцінковий збір з нерухомості, трактирні установи, візничий промисел та інші. Видатки бюджету включали утримання міського управління, навчальних закладів, громадських будинків, пожежної команди, міської поліції, медичної служби, добродійних закладів, утримання та укладання бруківок, опалення та освітлення в'язниці, військові потреби та інші міські потреби. Фінансовий рік закінчився з прибутком для міста.

#### Берислав у 1896 році
У 1896 році в Бериславі, з населенням понад 13,5 тисяч, діяли три православні церкви. За той рік було зареєстровано понад 728 новонароджених і 152 шлюби. Шлюбний вік варіювався, а також було зареєстровано 19 позашлюбних дітей. Метричні книги відображали і людські драми, наприклад, смерть матері та її дочки. Багато мешканців міста мали черкаське, чернігівське, київське походження, оскільки тривав процес заселення південноукраїнських степових районів. Порівняння демографічної ситуації Берислава 1896 року з сучасною є некоректним, оскільки у місті реєстрували народження, смерть і шлюб не лише місцевих жителів, а й православних найближчих сіл, а також вірних інших релігійних конфесій.

##### Освіта

###### Бериславська морехідка
Училище мало два класи, які готували штурманів та шкіперів каботажного плавання. Загальна кількість учнів у класах варіювалася від 17 до 34 осіб за рік. Для отримання свідоцтва на звання штурмана або шкіпера, учні мали здати іспити з ряду предметів, включаючи математику, навігацію, астрономію, географію, російську мову та морську практику.
У 1905 році в Бериславі була відкрита 2–класна морехідна школа. За документами, школа надавала ґрунтовні знання за обраним фахом та загальноосвітню підготовку. 
На жаль, інформація про подальшу діяльність школи після 1912 року відсутня. Невідомо, чи продовжувала вона свою роботу до розвалу царської імперії або закрилася ще у роки Першої світової війни.
За даними загальноросійського імперського перепису 1897 року, у Бериславі проживало 12 149 осіб. Серед них були:
- Українці: 8 852 (72,86 %);
- Євреї: 2 639 (21,72 %);
- Росіяни: 524 (4,31 %);
- Німці: 43 (0,35 %);
- Поляки: 35 (0,30 %);
- Цигани: 21 (0,17 %);
- Білоруси: 20 (0,15 %);
- Татари: 5 (0,04 %);
- Греки: 3 (0,02 %);
- Молдовани: 3 (0,02 %).

###### Бериславський морехідний клас 1881–82 рр.
Документ з Російського Державного Історичного Архіву вказує на плани Берислава створити новий професійний навчальний заклад з 5–річним курсом, перетворивши існуюче жіноче початкове училище. Заплановано витратити 25 тисяч рублів, з яких 15 наддасть Міністерство народної освіти, а 10 тисяч — Н. Н. Пономаренко. Місто виділило для училища місце з новим просторим будинком.
Жіноча прогімназія має близько 150 учениць і потребує більшого простору. Закликають до допомоги батьків, які можуть забезпечити фінансування для створення відповідного приміщення.
22 січня відбулися вибори, на яких переміг С. Т. Костогриз, кандидат від партій, що стоять лівіше партії народної свободи. Це було результатом гонінь на умерені партії та арештів місцевих жителів. Лідер «партії» г. Е. Пономаренко отримав лише один голос.
Це свідчить про перший етап виборів до Державної Думи Росії.

###### Бериславське міське чотирикласне училище: Протоколи педагогічної ради 1900 року
Протоколи педагогічної ради Бериславського училища 1900 року відображають вічні освітянські проблеми: фінансування, розподіл навчального часу, зацікавленість учнів, роль учителя в суспільстві.
9 березня 1900 року рада підбивала підсумки III чверті 1899–1900 навчального року. Виявилося, що другокласники вивчали вдвічі більше предметів, ніж у першому класі. Учні надавали перевагу кресленню (100 % успішності), а не Закону Божому (80 % успішності).
Обговорюючи причини низького рівня знань учнів, рада вирішила ввести додатковий урок зі слов'янської мови в першому класі, а в другому класі — присвятити їй частину уроку російської мови.
Бериславські педагоги були стурбовані проблемою «неправильності речі учнів», які часто вживали малоросійські слова і обороти. Рада ухвалила рішення про наступні запобіжні заходи: «…наблюдать, чтобы ученики во время перемен отнюдь не употребляли в разговорах друг с другом малороссийской речи.».
29 березня 1900 року рада обговорювала питання передплати періодичних видань і вирішила підписатися на три часописи на загальну суму 18 рублів.
13 квітня 1900 року в протоколі зазначено, що за перше півріччя 17 учнів заплатили за навчання по 2 рублі 50 копійок. Крім того, бериславський купець Дмитро Данилович Санжаровський вніс 150 рублів «за 60 нуждающихся учеников».
21 травня 1900 року рада обговорює підсумки навчального року та майбутні екзамени. Після екзаменів рада зібралася, щоб обговорити підсумки та долю тих учнів, що не витримали випробувань.
В жовтні 1900 року, після відвідання училища інспектором народних училищ Херсонської губернії, було зроблено зауваження з приводу розкладу занять: «Количество еженедельных уроков может быть изменено лишь Министерством Народного Просвещения».

#### Основні події1899—1905років в Бериславі

##### 1899рік
Освіта
Міська дума обговорювала питання про прохання Херсонського губернатора замінити морехідний клас в училищі якимось іншим навчальним закладом.
Дума також розглянула питання про перетворення жіночого училища на 6–класне професійно–господарське.
Міністерство народної освіти зацікавилося проектом училища і пообіцяло виділити кошти.
Міські справи
Міська дума обговорювала питання про допомогу міністерству народної освіти на прилаштування парафіяльного училища для потреб 2–класного.
Дума ухвалила позику 25 тисяч рублів під заставу землі для покриття міських боргів.
Дума вирішила частіше проводити раптові ревізії міського банку.
Придбано екземпляр видання «Початкова народна освіта в Росії» для місцевої громадської бібліотеки.

##### 1901рік
У 1901 році до Берислава приїхав єпископ Киріон.
Міністр шляхів сполучень відхилив клопотання мешканців Берислава і Каховки про прокладання залізниці через їхні міста.
На ливарному заводі Р. Айзенштока сталася пожежа.
Селяни шведської колонії подали прохання про відновлення прав, дарованих їм імператрицею Катериною II.
Німецькі колоністи, які оселилися на землях шведів, чинять їм опір.

##### 1903рік
Берислав відзначив два свята просвіти. Перше було присвячене пам'яті поета М. О. Некрасова, зібравши місцеву та окружну інтелігенцію. Друге свято — училищне, організоване для учнів місцевих шкіл, включало літературний вечір, дитячі ігри та вистави.
Відкрито міський громадський банк імені Д. Д. Санжаровського, який має надавати кредити бідним трудівникам. Запропоновано заснувати дві стипендії при місцевому училищі.
Сталася пожежа у сараї Воскресенської церкви.
У Бериславі на засіданні думи було прийнято рішення про відведення землі для свята деревонасадження. Землю відвели біля старого кладовища. Також було прийнято рішення про встановлення портрета Є. Н. Пономаренка в будинку міського училища.
У Львові відбувся 50–річний ювілей С. Н. Сомова. У місцевій синагозі був відслужений молебень з цієї нагоди.
У Бериславі обговорювались питання міського благоустрою. Зокрема, було висловлено незадоволення станом освітлення міста та пожежної безпеки.
Московському губернському предводителю дворянства кн. П. М. Трубецькому було присуджено премію імені Імператора Олександра ІІІ за найкраще російське виноградне вино.
У херсонському окружному суді було розглянуто справу А. Бенісовича, який був обвинувачений у крадіжці гаманця. Він був виправданий.
У Бериславі відкрилася навігація. Місто не пожвавилося, а масляна минула без веселощів.
Снігова буря пошкодила комунікаційні лінії та спричинила нещастя на Дніпрі, де дуб з с. Британ перекинувся під час переправи до с. Козацьке. З дев'яти осіб, що переїжджали, троє загинули, решта врятувалися.
Інтелігенти Берислава намагалися об'єднати місцеву громаду на літературному ґрунті, але їхні заходи не зустріли підтримки через надмірне акцентування на літературі та відсутність інших форм розваг. Це свідчить про глибоко вкорінені в суспільстві інтереси до картярських ігор та пліток, що переважають над інтересами до літератури.
У Бериславі відбулися збори членів товариства взаємного кредиту. Звіт правління за перший рік показав чистий прибуток 557 крб. 80 коп. Збори висловили подяку керівництву товариства. Пропозиція знизити мінімальний членський внесок до 10 крб. не була прийнята, що свідчить про незадоволення потребами бідних трудящих класів.
У Новому Бериславі сталася пожежа на фермі М. Гольдштейна, знищивши будівлі та майно на суму 1860 крб. Збитки частково покриті страховкою. 4 квітня випав дощ, полегшивши ситуацію з сухостоєм і давши надію на урожай.
Сестра милосердя Емма Екарстедт звернулася до херсонської земської управи з проханням дозволити відкрити притулок для хворих у с. Старошведському. Вона планує фінансувати його за рахунок зібраних коштів та пожертв.
У Бериславі відбулися гастролі малоросійських артистів під управлінням П. К. Саксаганського. Виступи були успішними, але обмеженість приміщення піклування про народну тверезість створює перешкоди для подібних заходів.
3–я сотня 7–го донського козачого полку виступила з Херсона до Каховки через Берислав.
Гастролі малоросійської трупи П. К. Саксаганського у Бериславі та Каховці
12 вистав, 6 у Бериславі та 6 у Каховці.
Виступили П. К. Саксаганський, Л. П. Ліницька, Паньківський, Ласкавий та інші.
Саксаганський та Ліницька отримали золоті брелки, плато та інші подарунки.
Ярмарок у Бериславі
Пройшов без успіху, приїжджих було мало.
Ціни на худобу були високими.
Продавали вино, багато людей вживали його.
Судова хроніка
Розбійний напад на будинок Ісака Полнера.
Зловмисники просвердлили дірку у дверях, вистрілили з револьвера, побили сторожа.
Затримані Федір та Кирило Москаленки, Іван Спицький та Федір Легенко.
Молодші Москаленки зізналися у злочині, Спицький та Легенко заперечували.
Молодші Москаленки засуджені до 8 років каторги, Спицький до 9 років, Легенко до 3 років 3 місяців ув'язнення.
Трагедія на пароплаві «Ліхой»
Три селяни без квитків загинули та отримали травми, ховаючись під румпелем.
Проект дороги Миколаїв–Берислав–Каховка–Джанкой визнаний «дурницею» у Петербурзі.
Скарлатина забрала життя багатьох дітей, населення звертається до знахарок, а не до фельдшера.
Знахарки шкодять здоров'ю та життю людей, земству рекомендується організувати читання та бесіди з гігієни.
Повідомлення про прийом судових, адміністративних та нотаріальних справ Андрієм Петровичем Рудико–Тристановим.
Міська влада байдужа до проблем вчителів.
Чудотворна Касперівська Ікона Божої Матері прибула до Берислава з Херсона. Її зустріли тисячі людей. Ікона побула в місті до 5 червня.
У Новобериславській єврейській колонії дощі рясно зволожили ґрунт після посушливого квітня. Очікується хороший урожай.
Виникла суперечка щодо доступу дітей німців до шкіл в єврейських колоніях. Єврейські колоністи не хочуть приймати сторонніх дітей через брак місць та фінансування.
Колоніст І. Г. Емман з Клостердорфа був покусаний скаженою собакою і відправлений до Одеси.
Міська дума Берислава вирішила взяти позику в 15 000 рублів для покриття дефіциту бюджету.
Лист до редакції газети «Юга»
Автор спростовує інформацію про те, що міський громадський Санжаровський банк був заснований за кошти міста. Банк був заснований на приватні кошти Д. Д. Санжаровського. Банк просить у думи позику в 10 000 рублів, щоб мати можливість надавати більше кредитів дрібним землевласникам. Автор статті заперечує твердження, що банк «збагатить» міську казну, але стверджує, що банк зможе погасити позику та надавати допомогу місту в майбутньому.
В Берислав прибув підполковник Черданцов з метою зв'язати тріангуляцію Таврійської губернії з новоросійськими вимірюваннями.
Геодезичні знаки на Бериславських степах знищуються шукачами скарбів, що шкодить науці.
Місцева влада не приділила уваги гостям.
Відкриття жіночого професійного училища в Бериславі затримується через канцелярську недбалість.
У Бериславі відкривається приватна жіноча прогімназія завдяки енергії М. Д. Парамонової.
У Бериславі відбувся спектакль за участю акторів трупи Мейєрхольда. Гра акторів, особливо Болотіна та Воліної, справила сильне враження на публіку. Виручка від спектаклю виявилася значно нижчою за очікувану.
Єврейське колонізаційне товариство постачило колоністам у Новобериславі неякісні жниварки за високими цінами. Колоністи звернулися до «єко» з проханням повернути їм гроші, але отримали відмову.
Князю Трубецькому дозволено заснувати у своєму маєтку школу підвальних і виноградних робітників.
Міська дума Берислава обговорює питання про заміну морехідного класу іншим навчальним закладом, перетворення жіночого початкового училища у 6–класне професійно–господарське та інші освітні проблеми.
У маєтку князя Трубецького відкривається школа підвальних робітників.
В Бериславі відкривається приватна жіноча прогімназія пані Парамонової. Прогімназія має два підготовчих та три основних класи, повний штат викладачів. У ній викладаються всі предмети, передбачені курсом прогімназій Міністерства народної освіти, а також французька мова, музика, співи та рукоділля.
У Бериславі вирубують дерева у міських плавнях та закликає владу вжити заходів для захисту природних ресурсів.
З 1 листопада припинилося доставлення пошти до Берислава пароплавами, через що місто отримує пошту лише 3 рази на тиждень.
Херсонське губернське земське зібрання ухвалило закрити морехідний клас у місті Берислав та замінити його ремісничим училищем.
На 4–му засіданні судноплавного з'їзду в Києві було заслухано доповідь про незручності та перешкоди для судноплавства, які становить міст через Дніпро біля міста Берислава. З'їзд ухвалив клопотання про заміну Бериславського мосту буксирною чи поромною переправою.

##### Непорядки в Бериславській бібліотеці
Незважаючи на значну кількість книг, просторе приміщення та передплату на газети та журнали, Бериславська бібліотека має низку суттєвих недоліків:
- Нерегулярний режим роботи: бібліотека може бути зачинена всупереч оголошеному графіку;
- Обмежений доступ до книг: не всі книги доступні для читання, а ті, що й доступні, складно знайти через відсутність систематизації;
- Неможливість вибрати книгу: читачу можуть нав'язати книгу, яку він не хоче читати.

Ці проблеми ставлять під сумнів ефективність роботи бібліотеки та потребують негайного вирішення з боку її керівництва.

##### 1904рік
У № 1652 газети «Юґ» була кореспонденція з Берислава, де були вказані потреби нової прогімназії. Автор зазначив, що приміщення є тісним і незручним, а двір — малим для ігор. Проте, училище розташоване в одному з найбільших будинків міста з 13 кімнатами, 8 з яких призначені для учнів. За медичним свідоцтвом, 5 класних кімнат можуть вмістити 136 учнів, хоча зараз їх лише 90. Подвір'я, хоч і невелике, але достатньо для ігор.

###### Лист до редакції
З приводу кореспонденції з Берислава про «непорядки у бібліотеці», дирекція бериславської громадської бібліотеки відзначає, що бібліотека розташована в тісній кімнаті, переповненій книгами. Приміщення є незручним, але воно відповідає потребам читачів. Бібліотека не відмовляє своїм абонентам у користуванні книгами, які вона має. Щодо годин роботи бібліотеки, вони точно вказані в правилах.
Поштово–телеграфний чиновник Бериславської поштово–телеграфної контори Леонід Чепурін виключений із списків.
16 січня міський банк святкував річницю свого існування. Присутніх ознайомили з діяльністю банку за 1903 р., що виявилася в одних лише вкладах на поточний рахунок у сумі 144, 411 крб. 45 коп., а загалом, рух сум банку завершився чистим прибутком у сумі 392 крб. 36 коп. Відбувся скандал між пп. К. і Д.
17 січня відбувся танцювальний вечір з продажем конфетті, серпантину і летючою поштою. Вечір притягнув величезну публіку, гості з'їхалися з Каховки, звеселялися і танцювали до ранку.
У міській лікарні проблема з клопами не дозволяє служницям проживати більше 3 днів.
Бериславська громада виявила патріотизм через маскарад та демонстрацію на користь Червоного Хреста, а також благодійний спектакль на користь поранених воїнів. Заходи були успішні, зібрали багато коштів та привернули увагу громади. Проте, за останні 10 років число абонентів бібліотеки зменшилося майже вдвічі.
Місцеве благодійне товариство провело збори, де розглянуло звіт за 1903 р. і кошторис на 1904 р. Товариство допомагає грошима різним групам населення та звертає увагу на їхні духовні потреби, придбавши на 50 крб. корисних брошур. Збори висловили подяку великим офірувачкам та членам правління.
У приміщенні думських засідань відслужений молебень про перемогу російської армії і флоту на Далекому Сході. Ухвалено офірувати 300 крб. на посилення флоту.
Громадська бібліотека збагатилася науковими творами європейських учених на суму біля 200 крб. Ці твори були безкорисливо видані К. Т. Солдатенковим. Загальні збори членів бібліотеки ухвалили виділити ці книги у особливий відділ і назвати їх «Солдатенківська бібліотека».
На будівництво флоту та інші потреби військового часу надійшло додатково 43 крб. 35 коп.
Не всі задоволені підсумками загальних зборів членів Бериславського товариства взаємного кредиту. Незадоволені заявляють, що голова зборів М. М. Давидов поводив себе не зовсім коректно. М. Давидов відповідає на ці звинувачення.
Міністр Землеробства і Державного Майна затвердив землероба Таврійської губернії князя Льва Сергійовича Ґоліцина і Предводителя Херсонської Губернської Земельної Управи графа В. В. Стенбок–Фермора у званні співробітників із завідування школи підвальних і виноградарських робітників.
Нижчепойменовані установи та товариства ухвалили асигнувати 500 крб. на воєнні потреби і 500 крб. на користь Червоного Хреста.
Судовий пристав Херсонського Окружного Суду Л. І. Гржибовський оголошує про продаж з прилюдних торгів одноповерхового будинку, критого залізом, з будівлями і дворовою землею, що знаходиться у місті Бериславі, по Каховській вулиці, під № 353, що належить міщанину Андрію Йосиповичу Лещенку.
Місцева Бериславська єврейська громада одноголосно ухвалила офірувати з коробочних сум тисячу карбованців на потреби Червоного Хреста та інші знадоби у зв'язку з війною. На панахиді за передчасно загиблим адміралом Макаровим та його споборниками, що була відслужена у місцевій синагозі, була присутня маса молільників. Усі крамниці у цей час були зачинені.

« — Рабин м. Берислава лікар Р. Г. Говберґ та уповноважений купець М. І. Гінзбурґ подали учора п. начальникові губернії ухвалу єврейської громади м. Берислава про офірування із сум коробочного збору 500 крб. на посилення флоту та 500 крб. на користь поранених. Окрім того, п. губернаторові були вручені 62 крб. 90 к., зібраних за підписним листом серед незаможного люду, який офірував по 50, 20 і 10 к.».
«БЕРИСЛАВ
Міські справи
Вирішення питання про виїзну сесію Херсон. окружн. суду до Берислава як і раніше гальмується нашою міською управою, яка не звикла своєчасно відповідати на запит навіть таких осіб, як товариш голови окружн. суду, котрий уже понад місяць чекає відповіді від нашого голови відносно приміщення для виїзної сесії. Пора б відповісти, якщо не з люб'язності, то за обов'язком служби і в ім'я інтересів місцевого населення, — Місяця півтора тому по місту були розклеєні друковані нагадування управі про те, аби будинковласники обов'язково обсадили з боку вулиць свої будинки акаціями; та на жаль ця обов'язкова ухвала думи, завдяки зашкарублості та некультурності будинковласників, з одного боку, й недбалості осіб, за цим пильнуючих — з іншого, так і лишилася на папері: дурість, як і завше майже у нас, перемогла, й місто як і раніше лишилося без насаджень. Та й бульварні насадження чекає сумна доля, якщо поливання їх буде як і раніше залежати від кількості дощових опадів, а охорона буде полишена завжди п'яному сторожу і благобаченню тих хунгузів, котрі „для розваг“ зривають гілки туй, ламають цілі дерева, трощать палісадники та залізну огорожу, потішаючи при цьому слух публіки відбірною лайкою».
«Призначений намісником Григорієво–Бізюківу монастиря ієромонах Веніамін представлявся високопреосвященному Іустину, архієпископу херсонському й одеському. Владика благословив нового намісника і надав йому інструкцію для подальшої діяльності».
«У поточному році будуть відкриті лікарсько–продовольчі пункти у Херсонському повіті: у Бериславі… Для завідування… запрошуються студенти старших курсів Новоросійського університету».
«Ветеринарний лікар херсонського губернського земства повідомляє повітовій управі дані про рух чумацької худоби через Бериславський земський худобопригонний тракт у 1903 р. Усього було перегнало 815 штук. Головним чином худоба переганялася з Кременчука, Золотоніського та Чигиринського повітів до Криму».
«18 травня, на пароплаві р.[осійського] т.[овариства] п.[ароплавства] і т.[оргівлі] „Поспєшний“, чудотворний образ Касперівської Божої Матері буде перевезений до Берислава. У Бериславі образ пробуде до 21 травня. Не можна не відзначити люб'язність р.т.п. і т., що надає пароплав для перевезення Образа і пасажирів до Берислава та назад».
«Бізюків монастир, Херсонськ. повіту. Екскурсантки.
О 9 год. вечора 10 травня прибули на пароплаві до Бізюкового монастиря екскурсантки — вихованки одеського єпархіального жіночого училища.
Наступного дня, на свято св. першоучителів слов'янських Кирила та Методія усі екскурсантки з начальницею училища та виховательками були присутніми на літургії, після якої інспектором єпархіального училища сказано було відповідне святу слово. Після закінчення церковної служби гості відвідали монастирське училище і взагалі оглядали монастир. Того–ж дня після обіду екскурсантки попрощалися з монастирем і рушили до пароплава, на якому й відбули до Одеси. Усім начальствуючим та вихованкам училища намісник монастиря ієромонах Веніамін підніс у благословення срібні іконки й на пам'ять про відвідування — опис Бізюкового монастиря; окрім того, о. намісник передав для роздавання вихованкам у дорозі „гостинці“ — різного роду солодощі».
«БЕРИСЛАВ.
Новини для єврейської громади.
На свято п'ятидесятниці у молитовному будинку, перед вечірньою молитвою рабин передав присутнім висловлену паном губернатором подяку місцевому єврейському населенню за ретельне офірування на потреби військового часу, а також і те, що п. губернатор вельми уважно поставився до порушеного рабином клопотання про асигнування з наявного залишку коробочних по м. Берислав сум необхідної суми для закінчення початого будівництва синагоги, висловивши побажання видати для цієї мети більшу половину наявного залишку, що складає 8300 крб., окрім боргу за херсонською жіночою Маріїнською гімназією у сумі 11000 крб. Єврейське населення міста, яке покірливо очікує закінчення будівництва синагоги уже кілька років і зневірене у можливості колись побачити його закінченим, дещо підбадьорилося у надії, що потрібна для цього сума буде губернським начальником дозволена, і синагога буде, нарешті, закінчена».
«На Бериславському лікувально–продовольчому пункті з 3–го по 15 травня був записаний 551 робітник. Найбільше число їх (375) прибуло з Полтавської губ. Ціни на робочі руки стоять дуже високі. Пояснюється це насамперед ряснотою дощів, а головний чином тим, що, у порівнянні з минулими роками, сільських робітників нині прибуло значно менше…».
Бериславці цього року готувалися відсвяткувати 3–річний ювілей травневого ярмарку і розраховували на великий успіх його порівняно з минулими роками завдяки новому місцю, котре планувалося відвести для ярмарку на площі серед зерно–торговельних комор. На жаль надії бериславців не справдилися, оскільки Бериславський міський голова, визнав геть зайвим рахуватися з думкою більшості гласних думи, і мешканці Берислава та його околиць не були оповіщені про перенесення ярмарку на нове місце.
У Херсонському повіті влаштовані ясла–притулки, що стають популярними серед селян. У Бериславі та Каховці планується проведення телефонного сполучення. Місцеві плавні стали місцем конфлікту між міщанами–орендарями та селянами. Рясні дощі сприяли роботі землеробів і хліборобів.
Повітове земське зібрання відхилило клопотання про улаштування додаткового з'їзду на спуску у с. Качкарівці.
Бериславська міська управа запитала про допомогу для виплати сімействам запасних нижніх чинів у разі їх призову на дійсну службу.
станом на 1 (14) липня 1904 року населення Берислава — 14.030 осіб.
В Бериславі відсутні купальні. Місце для забору води перетворено на купальню і пральню. Бульвар не поливається, дерева гинуть, на доріжках пил. Херсонський міський оркестр виступив на бульварі.

А. І. Ведмедю в Бериславі дозволено торгувати пивом у неділю та святкові дні до 10 вечора. В Новобериславі з початком літа починається сезон пожеж.
«БЕРИСЛАВ. Порядки на продовольчому пункті.
Лікувально–продовольчий пункт у м. Бериславі являє собою кам'яний навіс, критий черепицею. Ані підлоги, ані стелі у бараку немає і робітникам доводиться валятися на голій пильній землі. В амбулаторії та кухні усі речі й меблі щоденно покриваються товстим шаром пилу, що просочується крізь дах. Робітники воліють спати на площі просто неба, а в дощову чи холодну погоду туляться під млинами, яких на площі вельми багато. Під навісом же більше 30–40 осіб поміститися не може. Не менш важливою незручністю треба вважати також розташування пункту далеко від базару. Робітники, що проходять через м. Берислав, не заходять на пункт, а декотрі з них навіть не знають про існування пункту, і реєстрацію робітників довелося вести на базарах, на пристані і побіля мосту. Усього було зареєстровано 1,328 людей. До херсонського ярмарку, м. Берислав слугував лише прохідним пунктом, а після ярмарку сюди повертаються усі робітники, не найняті на інших базарах або ж які пішли від своїх хазяїв. Чимало з останніх робітників розповідають, що декотрі поміщики умисно занижували ціни або давали погані харчі, аби примусити робітника відмовитися від умов найму».

###### Насіннєве господарство Є.М.Пономаренка у Бериславі.
Рекомендує для осіннього посіву: «Жито — Тріумф» акліматизоване відрізняється від інших сортів сильно розвинутою кореневою системою, крупним колосом, крупно–тонко–шкірим овальним зерном, добре витримує зими, не лягає і рано достигає. Урожай 1904 року загалом дав: 12 п. 10 ф. копа; вага чверті — 9 п. 30 ф., ціна 1 карбованець за пуд. Просять завчасно звертатися із замовленнями".
«БЕРИСЛАВ.
Урочисте богослужіння у синагозі. у Неділю, 1 серпня, о 10 1/2 годині ранку у місцевий молитовний будинок були зібрані усі діти, що навчаються у місцевих хедерах та училищах, у присутності яких та їх керівників, а також маси молільників був відслужений благодарствений Господу Богу молебень з нагоди щасливого народження Государинею Імператрицею Спадкоємця Цесар.[евича] Олексія і проголошено багатоліття усьому Царюючому Дому; рабином дітям роз'яснено значення цієї великої для Росії події, і вони були звільнені цього дня від занять.
На закінчення будівництва синагоги губернським правлінням дозволено узяти з коробочних сум 5000 крб., котрі уже отримані і роботи уже початі; до осені будова начорно буде завершена.».
У липні керівники відділу внутрішніх водних шляхів і шосейних доріг разом з іншими офіційними особами провели огляд річок Південного Бугу та Дніпра з метою визначення можливостей для проходження морських суден до м. Берислава. Встановлено, що це можливо за допомогою землечерпальних робіт у декількох місцях, але потребує спеціальної техніки, придбання якої було відкладено через воєнні обставини.
Зазначено, що поглиблення Дніпра може негативно вплинути на значення Херсонського порту, оскільки судна не будуть зупинятися там для перевантаження зерна. Обговорюється можливе розширення портової території Херсона за умови співпраці міста та міністерства шляхів сполучень, що може запобігти поглибленню русла річки вище Херсона і зберегти значення порту.

Губернатор запропонував міській раді Берислава та представникам земства, міському лікарю і поліції розробити план контролю за проституцією у місті. Бериславська міська рада звернулася до повітової земської управи з проханням надіслати свого представника для участі в обговоренні.
«Берислав. Проводи запасних. Сьогодні 31 серпня відбули з Берислава до Херсона призовні із запасу армії нижні чини. Усіх зібралося біля 100 осіб. Усіх проводжали дружини, діти, батьки та родичі. Увесь берег річки і уся пристань були запруджені народом».

###### На збірному пункті.
«Учора на збірному пункті була помітна значно більша кількість призваних запасних, ніж у попередні два дні.
…З медичного персоналу губернського і повітових земств поки що призвані 15 фельдшерів: з… Берислава — п. Шолтик…».
Урожай зерна виявився високоякісним і перевищив очікування. Висока ціна на зерно стала плюсом для землеробів. Проте, через посуху, земля стала твердою, що ускладнило пашу і призвело до голодування худоби. Посуха також призвела до обміління Дніпра, що ускладнило судноплавство. Вантажі застрягли на пристанях, а судновласники зазнали збитків. У міських плавнях продовжується порубка і розкрадання лісу. Одна з учительок школи захворіла на тиф і була госпіталізована. Капела В. І. Завадського виконала концерт.
Було засновано нове товариство взаємної допомоги на випадок смерті. Це товариство планує відкрити професійне училище. Статут товариства передбачає допомогу від 200 до 600 карбованців. Усі розважливі годувальники сімей поспішають записатися у члени нового товариства. На перших зборах були обрані члени правління і ревізійної комісії.
Херсонський губернатор отримав телеграму від голови церковної ради колоній Шланґендорф та Мюльґаузендорф, пастора Ф. О. фон–Тьорне, з проханням висловити Імператору почуття вдячності за милості, любов та захист.
Повітова земська управа виділила 7500 крб. сім'ям призваних на службу. Задоволені клопотання про допомогу.
Звіт про діяльність старошведського повітового піклування «Червоного Хреста» за вересень 1904 р. Прибуток: 116 крб. 48 коп. Видатки: 116 крб. 48 коп.
Берислав. Подяка О. М. Куропаткіна. Отець Микола Турчановський, священник Бериславської Воскресенської церкви, зібрав 2 тюка різної білизни для потреб нижніх чинів діючої армії на Далекому Сході.
У Бериславі та Березнегуватому Херсонського повіту закінчився прийом новобранців.
Бериславський землевласник Пономаренко убитий у поїзді між Варшавою та Вільною.
Берислав. Вітання думи міністру внутрішніх справ. Гласні Бериславської думи вітають довір'я громадському самоврядуванню.
Місто страждає від поганих поштових послуг. Пошта приходить з великою затримкою, що викликає незадоволення громадян.
Помічник Начальника Каховської поштово–телеграфної контори Ольшевський призначений Начальником Бериславської поштово–телеграфної контори.
Листоноша Олександр Курбач призначений поштово–телеграфним чиновником В.–Лепатиської поштово–телеграфної контори.
Пошта з Херсона до Берислава йде 5 днів, що викликає збитки для комерційних інтересів населення.
Надійшли пожертви від землеробів єврейських колоній Новоберислав та Львово для херсонського дамського комітету із заготівлі для поранених та хворих воїнів.
На зібранні херсонського губернського земства обговорювалися питання щодо безкоштовних розведень Бериславського мосту. Земство визнало це обтяжливим і вирішило подати клопотання про зворотне прийняття переправи у відання уряду.
Херсонське Повітове по військовій повинності Присутствіє оголосило список осіб, які підлягають призову у 1904 році.
Стан озимих засівів у Качкарівській волості задовільний, земля насичена вологою, шляхи у повіті у задовільному стані.
Надійшли пожертви від учителів земських шкіл для Червоного Хреста.
Георгію Сулиму подаровано звання персонального почесного громадянина.

##### 1905рік
В Григоріє–Бізюковому монастирі сталася бійка між монахами та запасними солдатами, що призвела до серйозних травм. Того ж дня в монастирі сталася пожежа, внаслідок якої загинув чернець Герман.
Управляючий економією Іванівкою О. І. Брексмайєр і М. Бердичевський арештовані за побиття двох євреїв.
На засіданні думи обговорювалося питання про оренду землі п. Гаджи. Гласний А. М. висловився за задоволення прохача, що викликало незадоволення серед єврейських гласних.
Відбувся спектакль групи місцевих любителів драматичного мистецтва, де були представлені драми Федорова «Старий будинок» і «Ювілей» Чехова.
Нещодавно створене товариство взаємного страхування на випадок смерті нараховує понад 150 членів. Збори товариства вирішили надіслати телеграму міністру фінансів з проханням піднести до стоп Государя Імператора почуття вдячності за рішення про оновлення державного устрою Росії.
Відбувся благодійний спектакль, де була представлена малоросійська драма «Гайдамаки» Милославського.
Загальні збори членів місцевого взаємного кредиту показали прогресивний розвиток товариства. Число членів досягло 575. Обіговий капітал = 40.725 крб., капітал забезпечення зріс до 366,525 крб.
Міський лікар А. М. Коган, який працював у місті 13 років, переїхав до Костроми.
Директор народних училищ Херсонської губернії звернувся до повітової земельної управи з проханням про влаштування та утримання ремісничого навчального закладу у Бериславі замість морського класу.
Попечитель одеського навчального округу відвідав місто для ревізії приватної прогімназії М. Д. Парамонової, яка має бути перетворена на прогімназію міністерства народної освіти.
11 червня у Херсоні помер учитель Бериславського міського училища Олімпій Аркадійович Литвинов. Він був молодий (26 років) і здоров'я його було слабким. Після приїзду у Херсон виявилося, що він хворий тифом, від якого й помер. Освіту отримав у Глухівському учительському інституті. Після закінчення курсу він працював в Оренбурзькій губернії, а потім був призначений у Берислав.
Замітка в газеті «Юґ» про Бериславську міську бібліотеку: бідність журналів і газет бібліотеки пояснюється тим, що зайве передплачувати більше, коли й те, що є, ніким не читається. Висновок — винна публіка, а не бібліотека, не її дирекція.
Усюди чекають страшну гостю — холеру, усюди йдуть поспішні і діяльні підготування до її прийому; а у нас же — нічого.
29 червня о 6 годині вечора над колонією спалахнула гроза із зливою. Один з ударів блискавки попав у млин місцевого поселянина Фрідріха Шетліха.
У ніч на 2 липня 1905 року на пристані Російського товариства пароплавства і торгівлі, що знаходиться за два квартали від поліційного управління, відбувся напад хуліганів.
Невдало проведений спектакль «Драма біля телефону» зумовлений незнанням ролей та поганою обстановкою. Пані Золотаревська виконала свою роль гарно. Поставлений водевіль не відповідав афіші. 10 липня очікується вокально–музичний літературний вечір.
Грабіж: У ніч на 30 червня1905 року два зловмисника викрали 14 крб. у баби Ганни Захарової. Місцевий пристав п. Жуковський затримав злочинців у м. Каховці.
Санітарне становище міста залишається низьким. Переварена вода існує лише на папері, народ п'є заражену воду.
17 липня 1905 року відбувся музично–вокальний літературний вечір. Вистава «Пропозиції» А. Чехова була зіграна добре. Музичні виконавці мали успіх, вокальні — менше.
Минулої суботи любителями–початківцями були представлені комедія «Сто тисяч» І. Тобілевича (Карпенка–Карого) і водевіль «Репетиція», де узяв участь сам автор (Ф. Литвиненко).
4 серпня 1905 року у камері міського судді розглядалася справа по обвинуваченню Матюшова, І. Орла, Воропая і Орла Я. у нападі на пристань р.т. Усі звинувачені, за винятком Я. Орла, присуджені до тримісячного арешту.
У неділю 7 серпня 1905 року відбувся другий концерт. Вистава «Опудало» пройшла добре. Публіка задоволена.
м. Берислав з населенням у 14,529 душ має лише 33 особи, які володіють виборчим цензом. Можливо, варто приєднати м. Берислав до м. Херсона.
2 вересня 1905 року виявлений один випадок захворювання холерою. Назва міста написана була у телеграмі помилково: Берислав замість Бреславль (у Силезії).
Приватна жіноча прогімназія М. Д. Парамонової визнана «міністерською». Вихованки цієї прогімназії не будуть їздити до Херсона для іспитів. Нещодавно помер мільйонер К. С., не полишивши на добру згадку про себе. Чому б не збудувати корпус для жіночої прогімназії?
Бериславські сіоністи вшанували І. Д. Каминського, голову, який залишає Берислав.
Околиці Бізюкового монастиря мають археологічний інтерес. Знайдено рештки стін і валів стародавнього містечка, людські кості, глиняний посуд і кістяні підвіски.
В Бериславі почали з'являтися захворювання віспою. Заходи ужиті для припинення епідемії. Будови кордегардії і приміщення для коней пожежної команди майже закінчені.
В Бериславі біля берега Дніпра є небезпечне глибоке місце, де загинули коні. Місцева влада не вживає заходів для попередження небезпеки.
Аграрний рух охопив Бериславський район. Селяни розгромлюють власницькі економії, особливо постраждали Є. і П. Пономаренки та Г. Карабан. Відсутня допомога, солдатський захист неефективний.
У Бериславі відбувся мітинг під головуванням А. А. Гржибовського, де обговорювалася програма народної партії. Учасники мітингу вирішили приєднатися до партії і обрали місцевий комітет.

##### 1906рік
17 жовтня 1906 року була пограбована садиба поміщиці Блажкової, розташована в 20 верстах від Берислава. Злочинці, що складалися з 10 осіб, викрали гроші, срібло та інші цінності, а потім втекли на конях, залишивши їх за містом наступного ранку.
В іншому випадку, група злочинців увірвалася до будинку поміщиці Блажкової, де знаходилися вона та її гість. Вони викрали цінні речі та гроші, а потім втекли на бричці, яка належала поміщиці. Підозрюються три особи, які раніше працювали в економії.

#### Промисловість Берислава на1912р.
У таблиці представлено підприємства, їх кількість, сума виробництва та кількість працюючих.
| Підприємства                            | Кількість | Сума виробництва | Кількість працюючих |
| Тулубні майстерні                       | 2         | 600              | 3                   |
| Малярні майстерні                       | 3         | 5000             | 6                   |
| Кравецькі й картузні майстерні          | 3         | 1200             | 3                   |
| Модні майстерні                         | 7         | 4500             | 12                  |
| Капелюшні майстерні                     | 1         | 450              | 1                   |
| Палітурні                               | 2         | 1500             | 2                   |
| Друкарні                                | 2         | 3000             | 11                  |
| Фотографії                              | 2         | 800              | 2                   |
| Бондарні майстерні                      | 2         | 3600             | 6                   |
| Меблево–столярні й теслярські майстерні | 4         | 6000             | 8                   |
| Слюсарні й мідно–бляшані майстерні      | 4         | 2400             | 6                   |
| Кузні                                   | 15        | 4300             | 24                  |
| Завод чавуноливарний                    | 1         | 12000            | 30                  |
| Завод цегельно–черепичний               | 2         | 10500            | 13                  |
| Вапнякові печі                          | 2         | 3000             | 5                   |
| Шорні майстерні                         | 1         | 600              | 2                   |
| Чобото–черевичні майстерні              | 20        | 44000            | 50                  |
| Рибні заводи                            | 3         | 7500             | 36                  |
| Млини парові (або газодвигунові)        | 1         | 20000            | 6                   |
| Вітряки                                 | 25        | 13000            | 25                  |
| Пекарні й кондитерські                  | 6         | 19500            | 25                  |
| Заводи фруктових вод                    | 1         | 1000             | 2                   |
| Ковбасні заклади                        | 3         | 4000             | 4                   |
| Бойні                                   | 2         | 1684             | 2                   |
| Фарбові майстерні                       | 2         | 500              | 2                   |

### Основні події 1913—1919 років в Бериславі
Влітку 1913 року В. І. Гошкевич провів археологічні розкопки на території маєтку Ф. С. Агаркова. Він знайшов багато древностей, які були передані до Херсонського музею.

#### Проект мережі хлібних елеваторів 1915 року
Пристань Качкарівка планується обладнати елеватором ємкістю 500 тис. пудів. Враховуючи зростання хлібної торгівлі та можливість надходження хліба з лівого берега Дніпра, необхідно збільшити ємкість елеватора до 500 тис. пудів за рахунок зменшення ємкості Бериславського елеватора.
Пристань Берислав планується обладнати елеватором ємкістю 400 тис. пудів.

#### Питання про постановку хлібної торгівлі в м. Бериславі
8 квітня 1917 року відбулося засновницьке засідання. Обговорено питання про постановку хлібної торгівлі в м. Бериславі. Підписанти зобов'язалися відтепер складати в цьому союзі та підкорятися всім постановам, раді та правлінню нашого союзу.

#### Бериславські чиновники 1914 року
Перелік чиновників Берислава 1914 року, включаючи учителів, священників та працівників громадських об'єднань, не перевищує 70 осіб. Дані узяті з «Памятной книжки Херсонской губернии на 1914 г.»:
- Міський голова і Голова міського сирітського суду: Георгій Йосипович Сулим;
- Помічник: Олексій Лук'янович Рогов;
- Секретар: Іван Васильович Фролов;
- Пристав: Пимен Гаврилович Крижанівський;
- Земський начальник 10–ї дільниці: Іван Іванович Герасимов;
- Лікарі: Пейсах–Герш Якович Вишневський (міський), Роман Григорович Говберг, Петро Андрійович Антоновський;
- Ветеринарний лікар: Віктор Петрович Бедін;
- Зуболікарські кабінети: Розалія Лейб, Фейга Симхівна Камінська;
- Поштово–телеграфна контора: Йосип Степанович Шиманський (начальник), Сергій Іванович Ясинський (помічник);
- Священики: Костянтин Брижицький (Успенський собор), Василь Голоносов (Введенський собор), Олександр Аксьонов, Олександр Вишегородський (Воскресенський собор);
- Товариство допомоги бідним православної віри: Антін Іванович Живодар (голова), Зінаїда Петрівна Сулим (товариш голови);
- Жіноча гімназія: Василь Максимович Домбровський (голова педагогічної ради і викладач), Марія Данилівна Парамонова (начальниця);
- Міське 4–класне училище: Микола Савович Мільчевський (інспектор), Костянтин Брижицький (законовчитель);
- Міський громадський Санжаровський Банк: Максим Никанорович Полуденний (директор), Степан Гнатович Школенко (касир), Антін Федотович Бобров (член), Іван Лук'янович Рогов (бухгалтер);
- Товариство Взаємного Кредиту: Антін Іванович Живодар (голова), Роман Григорович Говберг, Іван Георгійович Логвиненко (члени), Петро Гнатович Ноздрачов (бухгалтер);
- Товариство Сільськогосподарського Взаємного Кредиту: Яків Іванович Шило (голова), Филимон Михайлович Полуденний, Павло Дементійович Чечель (члени), Валентина Єгорівна Секачова (бухгалтер);
- Старший контролер 1–ї округи Херсонського губернського Акцизного Управління: Михайло Федорович Пінчук–Жуєвський;
- Судовий слідчий 3–ї дільниці Херсонського Окружного Суду: Микола Назарович Московченко;
- Нотар: Михайло Миколайович Давидов;
- Міський суддя: невідомо (можливо, дільничний мировий суддя Г. І. Сербов).

### Перші визвольні змагання
28 травня 1917 року у місті відбувся мітинг українців.

### Радянський період

#### Революція
Згідно Наказу № 8 Воєнно–Революційного Комітету м. Берислава від 18 квітня 1920 року:
«Всі лікарі, фельдшери, студенти медичних університетів, сиділки та сестри милосердя об'являються мобілізованими. Всі приватні особи, які мають термометри та клізмальні кружки, повинні їх передати відділу охорони здоров'я. Всі нетрудові елементи м. Берислава об'являються мобілізованими.».
Наказ № 06459/оп, 28 вересня 1920 р., Берислав, говорить таке:
- Інженер групи, дивізійний інженер 51–ї стрілецької дивізії, товариш Зуєв, призначений для координації інженерних робіт на Каховському плацдармі;
- Зуєву наказано продовжити роботу по виносці флангів плацдарма, забезпечити їх взаємозв'язок та створити загальну оборонну лінію.[94]

Відповідно до Наказу № 08/опс, 3 жовтня 1920 р., Берислав:
- Важливість координації роботи артилерії та піхоти підтверджена досвідом останніх бойових операцій;
- Піхотні частини повинні навчитися швидко та точно визначати відстані оглядом, відрізняти недоліт та переліт снарядів.[94]

Наказ Бериславської комгрупи  № 030/опс, 8 жовтня 1920 р., Берислав:
- Зуєву наказано розробити план протитанкової оборони, враховуючи можливість дій противника з 13 танками.
- Мінування дороги Каховка — Перекоп та дороги Терни — Цукур вже проведено.[94]

Наказ військам Бериславської групи про взаємодію артилерії з піхотою, 3 жовтня 1920 р., м. Берислав:
- Нещодавні бойові дії підтвердили важливість координації артилерії та піхоти. В умовах боїв на укріпленому Каховському плацдармі це особливо важливо;
- Піхотні підрозділи повинні допомагати артилерії своїм спостереженням, швидко і точно визначати відстані, розрізняти недостріли і прольоти снарядів;
- Командирам бригад Каховського укріпленого плацдарму було наказано ознайомити молодших командирів з видимими місцями за схемами та з артилерійських спостережних пунктів;
- Командирам усіх бойових ділянок було приділено увагу кулеметному захисту секторів.[94]

Наказ військам Бериславського угруповання про створення протитанкової оборони на Каховському плацдармі, 8 жовтня 1920 р., м. Берислав:
- Керівнику інженерної групи Зуєву було доручено розробити план протитанкової оборони з урахуванням того, що противник може використовувати до 13 танків;
- Мінування дороги Каховка — Перекоп і дороги Терни — хати. Виробляється цукур;
- Командиру групи Яновичу було доручено стріляти в щілини між ровами, щоб створити загородження проти танків;
- Повідомляється, що дорога Любимівка — Антонівка вже замінована.[94]

Наказ частинам 51–ї стрілецької дивізії про важливість Каховського плацдарму та загальне завдання дивізії, 13 жовтня 1920 р., м. Берислав:
- Ворог активний на лівому фланзі нашої армії в районі станції Токмак. Загальна активність противника передбачає його активні дії проти Каховського плацдарму;
- Важливим є значення плацдарму як відправного пункту майбутніх операцій дивізії та армії. Плацдарм має бути збережений;
- Загальним завданням нашої дивізії є активна оборона плацдарму, парирування спроб противника вести наступ і відкидання його назад;
- Всім командирам, військовим комісарам, червоноармійцям було доручено бути справжніми воїнами революції, виконувати завдання по обороні плацдарму.[94][119]

#### Суспільно–політичне життя Берислава у1920–1924рр.
За даними документів з Державного Архіву Херсонської області та газети «Херсонський комунар», суспільно–політичне життя Берислава у 1920–1924 роках було таким:
1920 рік завершив період громадянської війни в Україні, було розгромлено Врангеля, підписано договір про перемир'я з Польщею, про господарський і військовий союз з Радянською Росією. В Україні утверджувався комуністичний режим.
У документах згадуються події, пов'язані з діями Махна, відступом червоних військ, конфіскацією будівельного дерева, набиванням льодовель. Вказано перелік «нетрудових господарств, що підлягають ліквідації».
На території Бериславщини тоді діяли п'ять волостей, які в 1922 р. були об'єднані в дві ― Бериславську та Дудчанську.
Бериславське політбюро шукало колишнього завідувача земвідділу тов. Медведева.
Громадяни повинні були здавати тваринні відходи на утилізацію, інакше вони будуть покарані.
У суді працювали 8 осіб.
Після заборони полювання з собаками, було знищено багато ховрахів.
Було проведено обшук у громадян, де знайдено дерево, викрадене з маєтків. Це дерево вважалося власністю Радянської Росії.
Було затверджено перелік господарств, що підлягають ліквідації. Голова волревкому пропонував громадянам набивати льодові водойми, оскільки крига може скреснути, а лід необхідний улітку при хворобі тифу.
Відкриття більярдної в Бериславі викликало проблему через відсутність спортивного майданчика. Інструктор «Всевобуча» звернувся до голови ревкому з проханням дозволити відкриття більярдної, де власник Захарченко Семен Андрійович буде інструктором. Він обіцяє надавати більярд безкоштовно для допризовників у визначені дні. Після листування з Херсоном, зав. Відділом управління повіт–виконкому Гебель відповів, що не має перешкод для відкриття більярдної.
Любительський самодіяльний гурток с. Бургунка планує поставити спектакль «Наталку Полтавку» у селі Ольгівці. Крім більшовицьких політ–просвіт, діяли «Просвіти». Уповноважений бериславської організації просив Козацьку волнаросвіту «надати приміщення театру для концерту „Просвіти“ у неділю 22/5 ― платний».
У першій половині 20–х років минулого століття СРСР впровадив нову економічну політику (НЕП) та процес коренізації.

##### Освітні заклади Бериславщини у1920–іроки
1. Союз Работпрос обговорив матеріальне становище шкільних працівників у 1922 році. Вони виявили, що учителі зазнали значних матеріальних труднощів через систематичну невиплату зарплати. Союз закликав Бериславський Ревком обговорити це питання та вирішити його;
2. Бериславський райвиконком повідомив у 1923 році, що зерно шкільного фонду було роздано на виплату зарплати шкільному персоналу;
3. Ново–Тягинська сільрада повідомила у 1923 році, що в шкільних бібліотеках немає антирадянської літератури;
4. Забалковська трудова школа № 2 в Бериславі подала звіт за 1922/23 навчальний рік. Школа обслуговувала район Забалка і Слобідку. У школі працювали 4 вчителі, а учнів було 142 на початку року, 109 в січні, і 69 на даний момент;
5. Члени КНС селища Тараса Шевченко обговорили у 1923 році питання про вчителя селища Раковського т. Зеленкевича Л., який не відповідав своєму призначенню.

Примітка: Зеленкевич був звільнений з роботи учителя 16 липня.
20 вересня 1923 року відбулася 2–га районна конференція вчителів Бериславського району. За доповіддю секретаря паркому про міжнародне становище, конференція прийняла резолюцію. В ній вчителі зобов'язалися готувати нове покоління для робітничого класу та Червоного воїна, вшановуючи вождя світового пролетаріату Леніна. Були обговорені питання українізації школи, договірних шкіл та інші. Вирішено негайно розпочати заняття в усіх школах. Вчителі зобов'язалися виконати всю роботу на 100 %.

##### Звіти шкіл до Бериславської Райінспектури Наросвіти
Козацька школа: Після районової наради 14/І–30 р., школа отримала інструкції для переведення масової колективізації. Обговорення відбулося на засіданні шкільної ради. Після обговорення, школа приступила до практичної роботи. 22/І–30 р. були скликані загальні збори батьків, де була поставлена доповідь: «Ленін о колективізації». Вчителі переводили вербовку членів комуни, а тому вчителі були прикріплені до СОЗів, де переводили підготовчу роботу до організації села–комуни.
Школа Імені Леніна: Школа проробляла питання «Массовая Коллект. і весняна посівна кампанія», головне увага було звернено на поглиблення розуміння учнями суті масової колективізації. Для уяснення різниці між індивід. госп. і госп. Союза і Артели, школою було проведено 2 екскурсії: одна в Соз і друга в Артель «Вперед к Победе».
Бургунська трудова школа: Школа брала участь у таких кампаніях: Антипасхальна, Боротьба зі шкідниками, Пам'яті Коцюбинського, 1–го Травня.
Дрімайлівська школа: Участь учителя: за колективізацію висвітлювалась на зібраннях, провадила жіночі збори, агітувала в індивідуальних розмовах. Участь учнів школи під керівництвом вчителя: Писали плакати, бюлетені до кожної кампанії, все це вивішували на видному місці.
Костирська трудшкола: Костирська трудшкола ще 10/IV почала антипасхальну кампанію. Учні виготували відповідні матеріали. гасла, плакати для с/р. й х/ч. та випустили стінчасописи, посвячених походження пасхи. Свято 1–го травня проводили так: 1–го травня демонстрація з прапорами, плакатами, мітинг. Потім в школі дитячий ранок. 2–го травня екскурсія в Зміївську та Михайлівську школи з метою з'єднання з іншими націями.

###### ЗвітРаковськоїтрудшколи
В рамках антипасхальної кампанії в школі проведено антирелігійні бесіди. Учні створили стінгазету для їдальні, писали плакати. З дорослими обговорювали теми, такі як хрестовий похід проти СРСР, роль релігії в капіталізмі та класовій боротьбі, процес СВУ, підвищення врожайності на основі науки.
Школа також активно боролася з ховрахами, використовуючи воду та капкани.

###### Антипасхальна кампанія в школі артели «Імені Леніна»
Антирелігійна пропаганда проводилася протягом всієї предпасхальної неділі. Учні організували антирелігійний куточок в Червоному кутку артели, де розклеїли плакати та лозунги.

##### Акт перевірочної комісії при Старофеїнській трудовій школі
Учні всіх груп мали гарні знання. Загальна кількість учнів — 101, з них 2 вмерли, 4 залишили школу через виїзд батьків, 23 учня, діти розкуркулених, вислані з УСРР.

##### Звіт шкіл Бургунського педоб'єднання
Протягом 3–го триместру 1929–30 навчального року звільнено 2 завідувачів шкіл, переміщено 9 вчителів. Учні брали активну участь у збиральній кампанії, організовані бригади по збору колосків.

##### Повідомлення Окружного земельного управління1921року
«Великий недосів полів, викликаний війною і дворічною посухою, призвів до заростання полів бур'янами і появи шкідників. На це треба звернути увагу, оскільки вони можуть знищити врожай. За результатами спостережень минулого року, можна очікувати появи сусликів. Президіум Окружного виконкому вирішив оголосити боротьбу з сусликами.».

##### З щоденного зведення інформаційного відділуЧК(10.04.1921р.)
За даними Бериславського районного Політбюро, працівники заводу колишнього Іванушкіна хотіли звільнитися з роботи через невидачу обмундирування та пайків. Конфлікт залагоджено. До Берислава прибула баржа з мануфактурою та металовиробами для обміну товарами з селянами.

##### Секретне інформаційне зведення Херсонської повітовоїЧК(19 червня1921р.)
Робота Бериславського Політбюро протікає нормально. Виникає спекуляція через введення продналогу. Населення Бериславського району майже вороже до Компартії. Бандитизм в Бериславському районі проявляється рідко, маленькими групами роблять нальоти на різні села і хутори.
У 1922 році Жеребцов був виключений з ревкому через свою нездатність виконувати обов'язки. В тому ж році в міліції було повне безладдя, міліціонери щоденно напивалися і створювали паніку серед громадян.
Крім того, були проблеми з кадрами: завідувач земвідділу Тоцький не відповідав своєму призначенню, а голова сільвиконкому Новик через хворобу не міг продовжувати свою роботу.
Базарні ціни у Бериславі навесні 1922 р. дуже коливалися: фунт хліба ― від 100 до 360 тисяч рублів, м'яса ― 130—160 тис., сала ― 160—850 тис., масла ― 140—600 тис., а цукру доходила до 1 мільйона 200 тис. рублів. Зустрічається багато крадіжок із застосуванням зброї.
У той час, коли в Херсонському повіті було зареєстровано понад 30 тисяч смертей від голоду, трійка повіт–виконкому вирішила перейменувати декілька волостей. Наприклад, Великоолександрівська волость була перейменована на ім'я Леніна, а Володимирівська ― на Фрунзе. Херсонський Виконком підтвердив рішення Львівської сільради про перейменування колонії Львове на Володарського. В жовтні 1922 року головна повітова газета «Херсонский коммунар» опублікувала частушки «Продналог и крестьянство» від «Дяді Якова», які відображали життєві реалії того часу.

##### Матеріали розширеного пленуму Херсонського повітвиконкому (квітень1922р.)
У Бериславській волості зростає злочинний бандитизм через голод. Голодаючих в Бериславі 10 тисяч, щоденна смертність від 30 до 40 осіб. За березень і квітень померло понад 200 осіб. Озимими засіяно 610 десятин, весняна посівна кампанія йде дуже слабко через відсутність посівного матеріалу.

##### Робота правоохоронних органів Берислава в1922році
За даними радянської газети «Херсонський комунар» від 9, 17 та 30 травня 1922 року, Бериславська міліція затримала групу злочинців, які вчиняли грабежі та напади. Затримано 14 осіб, включаючи головного організатора Чернишова Микиту. Після арешту злочинні дії в місті припинилися, а населення допомагає міліції в охороні порядку.

###### Суд над злочинцями
14 березня в Бериславі розпочалося слухання справи проти затриманих. Замість 14 обвинувачених на лаві підсудних фігурують 25 осіб. Захист здійснює адвокат Шапіро. Процес триватиме чотири дні.

###### Вирок
17 травня вирок було винесено. За недоведеність обвинувачення громадянина Сорочинського Віктора вважають виправданим. Руденка Василя та Соколовського Семена засуджено до одного року ув'язнення. Ляшенка Тимофія, Сербієнка Павла та Білоусова Омеляна засуджено до двох років ув'язнення. Гниду Григорія, Чернова Федора, Гришка Методія, Кузнецова Павла, Білоусова Якова, Сербієнка Федора, Лаврова Прокопія, Бутенка Кузьму засуджено до п'яти років ув'язнення. Чернишова Никифора, Золотаревського Павла, Запорожця Дорофія, Ляшенка Прокопія, Йоржа Федора, Прилипка Романа, Шагуна Йосифа, Бутенка Григорія, Стародубця Григорія засуджено до страти. Вирок є остаточним і виконується негайно після затвердження Губвиконкому.
2 квітня 1923 року Бериславський райвиконком, складаючись з п'яти осіб, розглянув питання про поїздку Гольдербіта по району та бездіяльність Уповноваженого Львівських Отрубів Бабича. В результаті було прийнято рішення про зняття Середенка з посади та відправлення Бабича до суду. Тодішній Бериславський ревком складався з різних осіб, включаючи Мшара, Каретникову, Бондарчука, Мазуренка, Коробкіна, Файнгольда та Федосеєва. Вони мали тісний зв'язок з міським партійним комітетом та комітетом незаможників.

##### Протокол засідання Бериславського райвиконкому (16 лютого1923р.)
З доповіді т. Мшара видно, що голова с. Дремайлівка т. Погорелий належить до кулацького елементу, не виконує розпоряджень Виконкому, замість відкриття Народної школи він подав клопотання про відкриття церкви.
Бериславському райвиконкому: «Голова Сільради колонії Львово видає наказ про обов'язкове святкування суботи, що свідчить про нерозуміння політики Радянської влади в релігійному питанні. Пропонується скасувати цей наказ і зробити пояснення. Ваша слабка обізнаність про дії в Сільрадах Вашого району ставиться на вигляд».
В Парком більшовицької партії: «Ми, червоноармійські сім'ї, звертаємося до вас, щоб ви звернули увагу на наше скрутне становище. Ми просили насіння для посіву, але нам відмовили. Ми хотіли посіяти хоча б половину десятини, щоб забезпечити свої сім'ї в майбутньому, але нам відмовили. Ми просимо Парком звернути увагу на нас, червоноармійців, які віддали своїх синів, чоловіків і братів для захисту Радянської влади.».

##### Обов'язкова постанова №7 Бериславського райвиконкому (5 травня1924р.)
На основі обов'язкового постановлення Херсонського Окрвиконкому за № 22, Бериславський Райвиконком забороняє куріння та гризіння насіння в державних установах, театрах, клубах та інших громадських місцях. Порушникам загрожує штраф або арешт.

##### Українізація в Бериславі
Згідно з рішеннями Х та ХІІ з'їздів РКП(б), було встановлено вимогу використовувати рідну мову в усіх державних органах та установах, а також розширити мережу навчальних закладів з викладанням місцевими мовами. В Україні цей процес отримав назву «українізація».
17 серпня 1923 року група громадян Берислава подала заяву про відкриття української школи. Бериславський райвиконком відгукнувся на заяву, дозволивши відкриття школи з викладанням українською мовою і ухвалив перехід Рад. апарату на українську мову.. Проте, процес українізації зустрів опір з боку зрусифікованого управлінського апарату.
12 листопада 1923 року Бериславський райвиконком видав розпорядження про обов'язкове викладання українською мовою. З того часу звіти із шкіл району свідчили про повний перехід на українську мову навчання.
Перехід Рад апарату на українську мову в 1924 році був визнаний вірним, але через 80 років цей процес так і не завершився. Мовна проблема була лише однією з численних труднощів. Незважаючи на труднощі, процес українізації вважається успішним, оскільки більшість шкіл району використовують українську мову викладання.

#### Суспільно–політичне життя Берислава в1925–1930рр.

##### Лист до голови Херсонського Окрвиконкому т. Касперовичу (21 січня1925р.)
Бериславський райвиконком повідомляє про святкове відкриття електрифікації в Бериславі 21 січня о 21:00.

##### Справа продискредитаціюБериславської сільради
Згідно Постанови народного слідчого Берислава від 31 грудня 1925 року та Державного архіву Херсонської області, у Бериславі, народний слідчий 4 уч. Херсонського округу ― Богатирьов, розглянув справу № 180. Встановлено, що 22 жовтня на засіданні Президії Бериславського райвиконкому, член Президії  Пляшко Ігнатій заявив про дискредитацію голови Бериславської сільради Журавльова Григорія.
4 листопада 1925 Пляшко подав письмову заяву про п'янство Журавльова. Вказано, що Журавльов привів жінку до Сільради, заперся і пив, а коли алкоголю не вистачило, він запер жінку в Сільраді і пішов купувати алкоголь. Жінки, які живуть в одному дворі, помітили це і підняли крик.
Під час розслідування виявилося, що в липні громадянка Берислава Голуб Марія прийшла в Сільраду заявити про отруєння свого баштану. Вона залишилася в ній, очікуючи Безрученка, і була заперта Журавльовим.
Журавльов стверджує, що Голуб Марія була заперта ним в Сільраді не навмисно, а випадково, через розсіяність. Це підтверджує і секретар Сільради Безрученко.
Таким чином, факт закриття Журавльовим Голуб Марії в Сільраді може бути пояснений випадковістю. Їхні вчинки можуть бути підведені під ознаки 109 з наслідками за 2 ч.105 КК.
Постановлено: справу направити в порядку, передбаченому ст. 215 КПК, прокурору Херсонського округу для вирішення в дисциплінарному порядку.
Розпорядче засідання Херсонського окружного суду від 9 лютого 1926 р. вирішило: «Настоящее дело в уголовном порядке производством прекратить, сообщив подлежащему учреждению о наложении дисциплинарных взысканий на обвиняемых».

##### Обов'язкове постановлення №13 Бериславського райвиконкому (4 листопада1925р.)
Бериславський Райвиконком вносить зміни до раніше виданих обов'язкових постановлень про поведінку на вулицях, в установах та громадських місцях. Забороняється п'янка, бійки, брань, крики та спів, що порушують громадський спокій, куріння в державних та громадських установах, забруднення приміщень, перешкоджання руху на вулицях, швидка їзда, знищення оголошень, непристойна поведінка, копання ям на вулицях. Порушникам загрожує штраф або арешт.

##### Лист до директора заводу ім. Петровського (8 січня1925р.)
Окружний виконком повідомляє про погане становище Бериславського заводу «Червоний Хлібороб». Завод може припинити роботу через брак коштів та замовлень. Запропоновано з'ясувати ситуацію.

##### Напад на Івана Кравченка (5 січня1927р.)
За даними херсонської повітової міліції від 31.01.1927 р., 5–го січня було здійснено напад на Івана Кравченка та його дружину Анну Бондаренко поблизу Берислава. Невідомі особи викрали у них 18 рублів і поранили Кравченка. 7–го січня Кравченко був доставлений до Бериславської лікарні невідомою жінкою. 13–го січня Кравченко втік з лікарні, забравши лікарняні речі і залишивши свій одяг. Дознання триває.

##### Витяг з Інфоматеріалу №551 від23/V—27
24 травня 1927 року до адміністративного відділу Херсонського окрвиконкому надійшла секретна інформація. Після перевиборів Райвиконкомів, зокрема Чаплинського, на посаду голови Ради Виконкому Чаплинського району був обраний Патлис, який раніше обіймав посаду голови Ради Виконкому м. Берислав. Патлис змінив колишніх співробітників, взяв 30 десятин землі з державного фонду і продав її кулаку Грабко. Це викликало незадоволення серед співробітників Ради Виконкому та селян. Патлис також любив кінь, купивши для Ради Виконкому цілий табун коней. Він часто їздив на конях зі своєю нареченою Никитиною та дружиною секретаря Паркома Дубровиною. Це також викликало багато обговорень. Крім того, Патлис мав схильність до алкоголю та вечірок.
Заява: В січні 1926 року вчитель 7–річної трудової школи при руднику ім. «Артема» Криворізького округу Костенко був позбавлений права голосу Бериславським Райвиконкомом через його службу в Бериславській релігійній громаді. Він просить Бериславський Райвиконком відновити його в правах голосу.
Протокол № 46/40 Бериславського райвиконкому від 30.11.1927 р. вказує на незадовільні результати місячника безпритульним: зібрано лише 122 крб. 42 коп. через конкуренцію з іншими компаніями. Профспілки «Металіст», «Тягинська с/р», «Костирська» та «Червоно–Костомарівська» не брали активної участі. Комісія не виявила безпритульних у районі та Бериславу, що обумовлено недбайливістю деяких членів комісії. Рекомендовано виявити безпритульних за допомогою сільради.

##### Витягз протоколу ч. 9 Засідання Президії Бериславської Селищ. ради12 квітня1928р.
12 квітня 1928 року на засіданні Президії Бериславської Селищної ради було розглянуто клопотання Костенка про відновлення виборчих прав. Він був підтриманий, оскільки Костенко був помилково позбавлений права голосу.

#### ЗаяваТовариства «Червоний Пахар» до Бериславської Сільської Ради
5 червня 1928 року член Товариства «Червоний Пахар» Полуденний подав заяву до Бериславської Сільської Ради з проханням відновити його в праві голосу, з якого він був позбавлений через майновий ценз.

##### ЗаяваТовариства «Світлий шлях» до Бериславської Сільської Ради
12 серпня 1928 року член Товариства «Світлий шлях» Валуєв подав заяву до Бериславської Сільської Ради з проханням відновити його в громадському праві, в праві виборчого голосу.

##### План проведення свята 1–го Травня по м. Берислав1928року
План святкування 1–го травня в м. Берислав включав безкоштовний кіносеанс для учнів шкіл, урочисте засідання сільської ради, дитячі ранки в школах, концерт, мітинг, катання по Дніпру з оркестром та хором, відкриття Районного піонерського клубу та вистава в театрі сільського будинку.
25 грудня 1929 року три родини старошведців, що складаються з 18 осіб, виїхали зі Стокгольма до СРСР через Фінляндію. Вони виклали причини свого повернення в заяві, опублікованій в «Стормилокан», і закликали шведських робітників та селян слідувати їхньому прикладу. Раніше 18 колоністів емігрували до Швеції, але розчарувалися і повернулися до СРСР.

### Голодомори
Докладніше: Голодомор в Україні (1921—1923), Голодомор в Україні (1932—1933), Голодомор в Україні (1946—1947)
У міжвоєнний період Берислав мав статус селища міського типу, був адміністративним центром Бериславської селищної ради Бериславського району Одеської області.
У селищі відбувались арешти українців органами ДПУ за розповсюдження чуток про голод. За даними різних джерел у місті під час Голодомору, проведеного радянським урядом у 1932—1933 роках, загинуло близько 10 осіб. Встановлено імена шести. Мартиролог, укладений на підставі свідчень очевидців Голодомору, опублікований у Національній книзі пам'яті України.
У ХХ столітті Україна пережила три голодомори ― 1921–1923, 1932–1933 та 1946–1947 років. Події 1921–1923 років менш відомі, хоча масштаби цієї катастрофи були величезні, особливо на півдні України та Херсонщині.
Смертні випадки від голоду на Херсонщині почалися ще з літа 1921 року. З настанням холодного січня 1922 року ситуація різко погіршилася. Вже на 1 лютого голова Бериславського ревкому доповідав про катастрофічне становище: з 25 тисяч населення голодували до 16 тисяч людей. З перших чисел весни почався повальний мор.
Відразу варто зазначити, що в офіційні зведення не входила величезна кількість померлих і похованих без усілякої реєстрації чи обрядів, зусиллями рідних на власних обійстях, а також померлих від вживання макухи, абрикосових кісточок, сурогатів. До цього лиха додалися холера й висипний тиф.
Єдино, від кого можна було чекати порятунку, були закордонні організації. Перші вантажі АРА (Американська адміністрація допомоги), Шведського червоного хреста, місії знаменитого полярного дослідника норвежця Ф. Нансена, єврейського «Джойнту» почали надходити до України навесні, коли голод був у розпалі.
Важко зараз назвати загальну кількість померлих. В одному з архівних документів зазначається, що ще у вересні 1922 р. з 7374 мешканців Берислава голодували 4790 людей. А у самому Херсоні навіть у грудні 1922–го голодували 27 тисяч людей, що становило 54 % населення міста. Подальші дослідження мусять виявити чимало нового в історії першого українського голодомору, дати відповіді на численні запитання. Але одна уже визначена однозначно. Це щодо причин тієї трагедії.
Безумовно, довгі роки І Світової і громадянської війни, розруха економічного життя, посуха негативно вплинули на урожай 1921 р. Та головною причиною було безупинне викачування більшовицьким керівництвом Москви усіх наявних ресурсів з України. Читаючи багатотомні опуси «вождя світового пролетаріату» В. Ульянова–Леніна, раз по раз здибуєш його вказівки своїм пахолкам в Україні: «Хліба, хліба, хліба!», «Продовжуйте, ради бога, з усієї сили добувати продовольство, організовувати спішно збір і зсипку хліба», «Усіма засобами просувати вагони у Петроград, інакше загрожує голод» [у Росії!], «Головне ― сіль. Усе забрати, обставити потрійним кордоном війська усі місця добування, ні фунта не пропускати»… Немає ліку подібним телеграмам. Сам «вождь» якось одного разу обмовився, що живе «особливо ясно усвідомлюючи і відчуваючи несправедливість обжерливості багатих селян в Україні». Звикнувши за десятиліття ніде не працювати, ніжитися на західноєвропейських курортах, він ніяк не міг збагнути, яка пекельна праця стоїть за тією міфічної «обжерливістю».
Улітку 1921 р. у поволзьких губерніях Росії почався голод, полетів рішучий наказ: «тепер головне питання усієї радянської влади, питання життя і смерті для нас ― зібрати з України 200—300 мільйонів пудів» і «негайно відновити відправку хліба на північ, не менше тридцяти вагонів у день». Догідливі члени «української» влади (де навряд чи стрінеш бодай одного українця), плазуючи, ухвалили з перевиконанням ленінського плану вантажити до Росії по 55 вагонів зерна щодня. І пішли тисячопудові вагони: з Миколаєва ― по 5, з Запоріжжя ― по 7. Тут варто нагадати, що ніякого Радянського Союзу ще не було (його «сколотили» аж в останні дні 1922 р.) і на словах більшовицьке керівництво твердило про якусь «незалежність» України.
Офіційна історія вказує, що політика ліквідації «куркуля» як класу була започаткована після виступу Сталіна у 1929 році. «Куркули» були розподілені на три категорії: активні вороги, найбагатші та ті, хто не виявив ворожих намірів. Вони були арештовані, ув'язнені, розстріляні або виселені.
Документи Державного архіву Херсонської області свідчать, що масове розкуркулювання почалося значно раніше, ніж вказано в офіційних документах. 25 лютого 1929 року комісія з розкуркулювання Бериславської сільської Ради провела акцію описування та вилучення майна «куркулів». Зокрема, було вилучено майно сім'ї Федора Ксенофонтовича Скрипки.
Після розкуркулювання, майно Скрипки було передано місцевій управлінській конторі та колгоспу «Вільна праця». Його будинок зараз розташований на вулиці Луначарського. Ціна, яку довелося заплатити за життя в Радянському Союзі, була висока: мільйони невинних людей були виселені та знищені, а їхнє майно було розділене між тими, хто залишився живим.

#### Інформаційний лист про розкуркулювання,16 лютого1930р.
«Бериславський районний виконавчий комітет Херсонського округу провів підготовчу роботу по розкуркулюванню. Збори проведено в усіх населених пунктах району, зокрема збори КНС, бідноти, колгоспників і середняків.
Розкуркулювання пройшло в усьому району, за виключенням двох німецьких сільрад. Розкуркулено 262 господарства, конфісковано робочих коней, молодих коней, корів, молодих корів, складних машин, нескладних машин, будинків, сараїв.
Куркульство залишилося винним державно–фінансовим організаціям на суму 7.895 крб. по усьому району.
Викривлення лінії партії під час розкуркулювання: в одному випадку чотири члени партії арештували куркулів, не давали їм їсти, після чого уночі вивели їх у двір і стріляли мимо голови з рушниці.
Секретар Бериславського РПК (районний партійний комітет) ― Дедичко, Голова Бериславського РВК (районний виконавчий комітет) ― Хріненко.», ― Інформаційний лист про розкуркулювання, 16 лютого 1930 р.

##### Підсумки ліквідації куркуля як класу по Херсонському округу станом на01.03.1930
З «Відомості про підсумки ліквідації куркуля як кляси по Херсонському округу станом на 1.03.30»
| Показник                            | Бериславський район | Качкарівський район | Разом  |
| Загальна кількість господарств      | 4053                | 10931               | 14984  |
| Кількість розкуркулених господарств | 260                 | 524                 | 784    |
| %                                   | 6,5 %               | 5,6 %               | 5,2 %  |
| Відібрано будівель:                 |                     |                     |        |
| – житлових                          | 250                 | 344                 | 594    |
| – господарчих                       | 432                 | 565                 | 997    |
| Оцінка за актами (в крб.):          |                     |                     |        |
| – житлових                          | 73387               | 50851               | 124238 |
| – господарчих                       | 43019               | 23191               | 66210  |
| Передано:                           |                     |                     |        |
| – колгоспам                         | 537                 | 903                 | 1440   |
| – громадським організаціям          | 145                 | 6                   | 151    |
| Відібрано коней                     | 320                 | 951                 | 1271   |
| Оцінено                             | 11905               | 32091               | 43996  |
| Відібрано корів                     | 188                 | 479                 | 667    |
| Оцінено                             | 13259               | 23192               | 36451  |
| Відібрано іншої худоби              | 10                  | 396                 | 406    |
| Оцінено                             | 455                 | 3352                | 3807   |
| Відібрано:                          |                     |                     |        |
| – молотарок                         | 10                  | 50                  | 60     |
| – оцінено                           | 455                 | 1792                | 2247   |
| – сівалок                           | 58                  | 185                 | 243    |
| – оцінено                           | 1407                | 4262                | 5669   |
| Іншого реманенту:                   |                     |                     |        |
| – відібрано                         | 909                 | 2420                | 3329   |
| – оцінено                           | 13169               | 32457               | 45626  |
| Разом в крб.                        | 15031               | 38511               | 53542  |
| Різного зерна та фуражу:            |                     |                     |        |
| – кількість                         | 8006                | 10676               | 18682  |
| – оцінено                           | 7464                | 9746                | 17210  |
| Інших цінностей на суму в крб.      | 21794               | 9815                | 31609  |
| Разом на суму в крб.                | 187249              | 190749              | 377998 |

Колективізація сільського господарства в Україні, що відбулася у 1931–33 роках, призвела до масового голодомору та смерті мільйонів селян. Цей період в історії України характеризується як трагічний. Документи про цю подію були приховані у архівах КДБ до отримання Україною незалежності.
11 січня 1932 р. політбюро ЦК Радянського Союзу зобов'язало партійні організації країни продовжувати заготівлю понад встановлений річний план. Це спричинило нову істерію виконання завдань більшовицької партії, що були оцінені як геноцид українського народу.
Бериславська ― 55 % Новобериславська ― 52 % Зміївська ― 52 % Старошведська ― 63 % Костирська ― 57 % Старофеєнська ― 68 % Козацька ― 72 % О–Кам'янська ― 49 % Бургунська ― 37 % Тягинська ― 63 % Новотягинська ― 36 % По району ― 58 %.
Компартійні лідери обґрунтовували невиконання плану хлібозаготівель ["буржуазними тенденціями", «куркульськими вилазами», «правоопортуністичним викривленням партійної лінії» та іншими причинами. Вони вимагали негайної ліквідації цих проблем, нещадної боротьби з куркулями та опортуністами, а також мобілізації колгоспників для цієї боротьби.
Однак, у цих умовах були випадки спротиву. Наприклад, Каленик Вітасик голосував проти виконання плану хлібозаготівель, а Іван Горбань не висловлював підтримки весняному сіву. Інші, як Микола Мальченко, відверто заявляли про нереальність плану.
Газета «Соціялістична перемога» закликала до більшовицької боротьби за виконання завдань 3–ої більшовицької весни. Однак, це призвело до тисяч безіменних жертв геноциду Українського народу. Це нагадує, що історія вчить лише тому, що нічому не вчить.

В повідомленні радянської газети «Соціялістична перемога», від 18 березня 1932 р., № 22, вказано, що Бериславський район не виконав завдання по хлібозаготівлі у січні. Центральний комітет партії вимагає завершити хлібозаготівлю у лютому, але темпи не дозволяють це зробити. За перші три п'ятиденки лютого заготовлено лише 70 тонн замість 3169. Причина — недостатня активність місцевих організацій. Низькі темпи хлібозаготівлі спостерігаються у багатьох селах. Одноосібники та куркулі здали незначну кількість хліба, що свідчить про відсутність рішучого натиску на них. Необхідно зосередити всі сили на завершенні хлібозаготівлі, встановити облік виконання пляну куркулями, забезпечити виконання контрактаційних умов одноосібниками–контрактантами. Залишилося дві п'ятиденки до кінця лютого.
«В Тягінській сільраді виявлено неправомірні дії керівництва сільорганізацій, включаючи Гавриленка, Середенка, Чеснюка. Це не вичерпує всіх проблем, наприклад, Тягинський млин під керівництвом Шайноги та Галючеєнка, де відсутній контроль сільорганізації. Шахраї використовували млин для заробітку, дозволяючи іншим розпродавати хліб, бравши за це плату. Вони приймали більше на перемол, ніж дозволяла сільрада, і навіть обманювали сільраду, приймаючи пшеницю замість кукурудзи. Млин став джерелом розпродажу хліба. Необхідно притягнути шахраїв до відповідальності та вдосконалити роботу млина.», ― йдеться в повідомленні учасників Сількорівського рейду: Федорова, Тонконога, Завальної.
Протокол засідання президії Бериславського РВК, 29 грудня 1932 р.: За опір хлібозаготівлі в «Єстер–мей», Талер Василь, Рогалевський Іван, Рогашевський Лев, Рибергер Андрій, Фельдмани Густав та Йосип, Березовський Захар, Вебер Лор., Клейни Іван та Е. були виключені з колгоспу та позбавлені права користування садибою.

#### МТС та її підготовка до сівби
МТС почала готуватися до 3–ої більшовицької сівби, але темпи недостатні для своєчасної підготовки. З 36 тракторів, що потребують ремонту, відремонтовано лише 13. Запасні частини до тракторів майже відсутні. МТС не провела масової роботи, не зібрала насінні фонди та не обміняла посівний матеріал. Це загрожує своєчасно розпочати сівбу. Керівники МТС не впровадили 6 історичних умов Сталіна. Керівництву МТС потрібно негайно перебудуватися на готування до сівби.
Тягинська МТС За приховування хліба директора Тягинської МТС звільнено. МТС залишилася без керівництва, реманент у безгосподарному стані. Необхідно забезпечити колгоспи чистим сортним насінням та призначити нового господаря.

#### Бериславська МТС та ремонт тракторів
Бериславська МТС повинна відремонтувати 82 трактори, відремонтовано 54. Тягинська МТС відремонтувала 16 моторів та 8 тракторів. Підшипники у тракторах поплавилися під час їхнього транспортування до Тягінського МТС. Повільні темпи ремонту пов'язані з неправильним розподілом сил, відсутністю соцзмагання та вдарництва, а також ігноруванням дирекції поліпшення умов праці. МТС не виконує 6 вказівок Сталіна. Дирекція МТС, МТМ, партосередок повинні негайно розгорнути масову роботу соцзмагання та вдарництво, щоб забезпечити ремонт тракторів до 25 лютого 1932 р.
За даними 14 випуску радянської газети «Соціялістична перемога» від 21 лютого 1932 р., у Колгоспі «Калінін» у лютому 1932 р. йшла недостатня підготовка до весняної посівної кампанії в артілі села Тягинки. Необхідно покращити організацію праці та усунути помилки, що можуть завадити посівній кампанії.
Рада комуни та партосередок Після злиття Комарівської артілі «14 Жовтня» з комуною ім. Цюрупи, худоба мала бути усуспільнена, але залишилася в індивідуальному користуванні. Необхідно звернути увагу на цю проблему, покращити господарювання та притягнути до відповідальності тих, хто порушує правила.

#### Опортуністичні гальма в готуванні до сіву
Згідно з повідомленням радянської газети «Соціялістична перемога», від 18 березня 1932 р., № 22, «за останній п'яти–денник збір насінних фондів по району збільшився лише на 1 %, досягаючи 58 % від плану. Ново–Бериславська, Бургунська та Ново–Тягинська сільради не зібрали жодного центнера насіння. Одноосібні господарства зібрали лише 3 центнери з планованих 681, а куркульські господарства не зібрали жодного кілограма з 738 центнерів. Зібрано лише 9 центнерів до фонду соціальної допомоги, хоча потрібно 4000 центнерів.»
Згідно того ж повідомлення, збирання насінних фондів було під загрозою зриву через відсутність боротьби за насіння в більшості сіл і переважання опортуністичного покладання на самоплив. Широка масово–політична робота замінена голим адмініструванням. Боротьбу за насіння не перенесено у виробничу бриґаду в багатьох сільрадах району.
Крім того, уповноважені при сільрадах не відчували відповідальності за мобілізацію насіння. При складанні робочих планів порушували визначений від уряду термін засіву ранніх та пізніх культур. Тягинська МТС створила спеціалізовані бриґади, що протирічить настановам від колгоспного центру. Факти свідчать про опортуністичне занедбання важливих директив партії про організаційно–господарське зміцнення колгоспів. Час виходу в поле короткий, вимагає напруження всіх сил та посилення боротьби проти куркуля та його агента опортуніста.

В радянській газеті «Соціялістична перемога», від 18 березня 1932 р., № 22 , вийшли такі повідомлення щодо підготовки до посівної:
«Актив п'яниць: Вже дві декади артіль ім. Комінтерн не отримує посівматеріалу, оскільки актив зайнятий п'янкою. Необхідно розігнати цей „актив“ п'яниць.»;
«Потурають клясовому ворогу: Нещодавно в Козацькій сільраді були розтрощені опортуністи та ліві закрутники, які потурали куркулеві. Сільрада повинна зібрати 723 центнери насіння, але зібрали лише 1,30 центнера. Треба негайно домогтися рішучого зламу в підготовці до сівби.»;
«Черепашачі темпи: Артіль ім. Буденного готується до сівби млявими темпами. За 10 днів березня не зібрали жодного кілограма. Треба розтрощити всякі настрої та куркульський вплив.»;
«Зламу нема й досі: Артіль „Вільний Робітник“ має зібрати насінному фонду 425 цент., але не зібрали жодного кілограма. Бригада та правління не змогли мобілізувати на збір насіння колгоспний актив.»;
«Добрий заготувач: В Н. Тягинці голова сільради Рибальченко підриває роботу замість допомоги. Він продав та зарізав кабанця, а від держави приховав. Треба притягнути до відповідальності.».

#### Історія газетним рядком
У 1933 році газета «Соціалістична перемога» писала про наступне:
1. Привчання корів: Правління артілі «К. Маркс» привчає корів до роботи в ярмі для весняних робіт. Комісія, обрана для цього, не здійснює активних дій;
2. Відповідь на постанови: Колгоспники артілі «Комінтерн» (Козацьке) посилили боротьбу з шкідниками–ховрахами. Колгоспник Тимофієнко Іван знищив 1100 штук ховрахів за 6 днів;
3. Знущання над коровами: Їздові на коровах Ноздрачов Іван та Бойченко в бригаді № 2 комуни «Пам'ять Леніну» знущаються над коровами;
4. Партчистка: Партосередок комуни імені Цюрупи (Тягинка) проробив постанову ЦК КП(б)У від 26 травня про чистку партії;
5. Перебудова партзв'язку: Робітники Бериславського райвідділу зв'язку зобов'язалися перебудувати свою роботу по безперебійному обслуговуванню колгоспів і радгоспів району всіма засобами партзв'язку;
6. Покарання ворогів народу: Вартового артілі ім. Сталіна (Одр. Кам'янка) Ткаченка засуджено на 5 років ув'язнення за кепську охорону ланів і зрізання колосків. За обкрадання колгоспників, Олексієнка О. Л.; засуджено на 5 років позбавлення волі. За знищування колгоспного врожаю, Лизунову Т. та Щітину Н. засуджено до позбавлення волі на 10 років.

У 1933 році під час чистки Бериславського зернорадгоспу відбулися численні інциденти. Слюсар Ткач був покараний за невиконання обов'язків, а бригадир тракторної бригади Бичков був засуджений до примусових робіт за приховування власності під час декулакізації. Секретар партосередку Семен Калюжний був виключений з партії за п'янку та зв'язки з колишнім офіцером. Леонтій Лазоренко, голова сільського ради, був викритий за підтримку кулацької артелі. Марія Цвіркун, кандидат у члени партії, була покарана за бійку в їдальні. Іван Горбань, голова артілі ім. Сталіна, був виключений з партії за невиконання обов'язків та антирадянські настрої. Всі ці події були частиною широкої кампанії, спрямованої на тиск на український народ після Голодомор
Трагедія Голодомору в СРСР довгий час була прихована, але стала відомою під час «перебудови» за часів М. Горбачова. Свідчення жертв та очевидців заповнили ЗМІ.
Було зібрано багато свідчень про штучний голод, який спіткав народ 75 років тому. Збирання таких матеріалів було важким і моторошним процесом. Люди плакали, згадуючи тих, хто помер.
Постанова Бериславського районного відділення ДПУ, 3 лютого 1933 р.: Горбунов Савелій Данилович обвинувачується в наданні завідомо неправдивих відомостей про соціально–політичну фізіономію жителів села Козацького.

#### Свідчення про Голодомор 1932–33 років
1. Скрипець О. Ф. згадує, як люди в Бериславі збирали їжу з сміття, бились за кишки тварин.[6][186]
2. Воловенко Г. М., бригадир тракторної бригади, розповідає про те, як вони ловили ховрахів, щоб вижити.[6][186]
3. Щасний Д. А. згадує спробу вживати корінь собачої рози, який виявився непридатним для їжі. Задорожній О. І. розповідає про те, як їх батько намагався зробити їжу з дріжджів.[6][186]
4. Кузьменко О. Д. згадує, як він ловив їжаків, щоб вижити.[6][186]
5. Погорєлова О. С. та Пономаренко Т. М. описують страшні умови поховання померлих.[186][6]
6. Каневський М. Х. та Кузьменко О. Д. розповідають про те, як вони ховали своїх рідних.[6][186]
7. Сергєєв Л. Я., Хороводова Є. Ф., Польщан О. Д. та Кузьменко О. Д. розповідають про те, як комуністи забрали все від людей, включаючи їхній урожай, худобу та зерно.[6][186]
8. Свідчення Ткачука К. Н., Погорілої Г. І. та Чорнобая О. Й. розкривають жахливі події того часу, включаючи випадки канібалізму та важкі умови виживання.[6][186]
9. Ткачук К. Н.: «Ми жили на центральній вулиці Козацького ― Тараса Шевченка. На розі жила Є. (з етичних міркувань прізвищ не подаю ― С. Г.). Чоловік у неї помер раніше, двоє дітей було. Так вона з однією жінкою, що у тієї чоловік був і четверо дітей, порізала своїх дітей ― двох хлопчаків. Старшому 10 років було, а меншому і не знаю. І з тією жінкою поїли. А в ящичку „похоронила“ ― відвезла на кладовище порожній ящик, сказала, що помер. А за другого питають люди, він все бігав, гуляв: „Що це вашого Колі не видно?“. А вона: „Та десь гуляє“. А якось прийшла нерідна її дочка та й на піч залізла. А вона завішена. От дочка одсунула, а там усе у крові, усі стіни. Вона підняла крик. Приїхала комісія, перевірила. Голівки вона поховала у погребі, викопала ямку і там голівки зарила. А останнє усе поїли».[6][186]
10. Погоріла Г. І. (жила у Бериславі): «Колись бігла я до церкви. Спішу, а на зустріч якась жінка йде. І летить вітром звідкілясь газета. Жінка підібрала її, сіла на лавку. Я думала, вона її читати буде, а вона сидить і ту газету їсть–їсть. І тут же померла».[6][186]
11. Чорнобай О. Й. (жила у Бериславі): «Повз наш двір все жінка якась ходила з мішком. Я все думала: і що вона там носить? А вона дітей усіх своїх на кладовище виносила, то одного, то другого ― трьох хлопчиків, чималих уже. На Пойдунівці (східна частина міста ― С. Г.) це було, там наша хата стояла».[6][186]

### Німецько–радянська війна 1941—1945 років
Докладніше: Німецько–радянська війна, Друга Світова війна
20 червня 1941 року в районному Будинку культури відбувся випускний вечір, на якому 34 десятикласники привітали своїх учителів кошиками квітів. Відбувалася урочиста частина вечора, під час якої випускників вітали представники партійних, радянських установ. З напутнім привітанням виступив Герой Радянського Союзу Володимир Опанасович Назаренко. Після офіційної частини випускники продовжили святкування у шкільному залі, прикрашеному зеленню і квітами. Вони танцювали, сміялись, мріяли про майбутнє, уявляючи себе в різних професіях і місцях, включаючи геологічні розвідки, Північний полюс і навіть Марс.
Випускники були активними учасниками шкільного життя, займаючись спортом, художньою самодіяльністю, громадськими справами. Вони обговорювали театральні вистави, слухали музику свого однокласника–композитора Олексія Петренка, а найсерйозніші серед них були повноправними господарями фізичного та хімічного кабінетів.
Проте через два дні після випуску в їхнє життя увірвалася війна. Випускники звернулися до свого вчителя О. Ф. Бицая, який допоміг їм організувати комсомольський загін. Вони дісталися до Бердянська, де передалися до військової частини.
Випускники пройшли різними дорогами війни. Деякі з них загинули, деякі повернулися додому з бойовими нагородами. Після війни вони стали простими трудівниками різних галузей народного господарства. Незважаючи на те, що вони не стали відомими, їхній вклад у захист Вітчизни і працю в мирний час не забувається.
Берислав був окупований 26 серпня 1941 р. У балках поряд з скотобійнею на півночі міста відбувалися масові розстріли у 1941—1943 рр. (більше 1200 військовополонених та 400 цивільних). Знищення євреїв тривало у вересні-жовтні 1941 р., потім настала черга військовополонених. Також відбувалися окремі групові розстріли у ближніх селах. Поряд з Бериславом було створено концтабір для військовополонених, який містив близько 4000 ув'язнених. Бургомістром міста був призначений етнічний німець Йосип Йосипович Фальман, колишній бригадир, про якого у населення залишилися переважно добрі спогади. Під час відступу у листопаді 1943 р. німці примусово евакуювали більшість населення, яка повернулася після визволення.
Спогади А. Шокурова про початок Другої світової війни. Автор, який був тоді хлопчиком, згадує пекучий червень 1941 року, коли війна стала реальністю для його рідного міста Берислава. Він згадує епохальну подію ― повернення Героя Радянського Союзу Назаренка В. О. після фінської війни, а також день, коли було оголошено мобілізацію. Автор описує, як місто було переповнене військами, а літаки регулярно здійснювали нальоти. Він згадує, як бомби, скинуті на парк і переправу, стали могилою для людей, коней і усього живого. Ці спогади ― це важливий свідчений про те, як війна вплинула на життя звичайних людей, і як вони сприймали ці події.
Євгенія Андріївна Задорожня (Надієва), тавричанка за родоводом, працювала у Бериславі у комсомольському райкомі, редакції газети, районній організації Товариства охорони пам'ятників історії та культури. Була депутатом міської Ради. 19 червня 1941 року вона відсвяткувала випускний бал у школі № 1. Через два дні вона вирушила до Херсона здавати документи в інститут, але почалася війна. Вона була евакуйована 9 серпня з Берислава і опинилась у Сталінградській області, де вела щоденник.
В щоденнику вона описує своє життя під час війни, включаючи труднощі з медичним обслуговуванням для її матері, чутки про переміщення військ, і вплив війни на її юність. Вона також описує своє бажання поступити на курси медсестер і відчуття самотності без своїх друзів і знайомих. Вона згадує про святкування великого свята, яке було зіпсовано війною, і про своє бажання повернутися до своєї юності. Вона також описує своє спостереження за природою, включаючи веселку навколо сонця. Вона згадує про те, як вона отримала ржане борошно і як її мати випекла ржані лепешки. Вона також згадує про те, як вони живуть у порівнянні з іншими людьми в їхній області.
Миколу Шкуропата, корінного бериславця, арештували у 17 років під час шкільного вечора. Він був засуджений до розстрілу за бандитизм, але покарання замінили на 25 років у таборах суворого режиму. Повернувшись з таборів через 12,5 років, він не мав образ на Радянську владу.
Шкуропат був розумною, ерудованою, делікатною, надійною в дружбі, чесною і порядною людиною. Він розповідав про життя під німцями, в окупації Берислава. Зокрема, про те, як він бачив розстріл євреїв у балці, та про випадок, коли він вкрав прапор з німецької управи. Його спогади не претендують на істину, але вони відображають темну сторінку історії, яку важливо знати, щоб розуміти, хто ми такі і як ми пережили лихоліття.
Василь Решетников, радянський солдат, потрапив у полон до німців після оборони Одеси та Криму. Він описує жахливі умови життя у таборах для полонених: голод, холод, жорстокість охоронців. Одного разу Решетникова засудили до розстрілу, але його помилково порахували та врятував комендант табору, який мав сина такого ж віку на фронті. Решетников отримував подвійну порцію їжі, що допомогло йому вижити.
Пізніше умови у таборі погіршилися. Багато полонених були кинуті до підземелля, де їм бракувало повітря. Решетников описує жах цієї ночі та дивом порятунок. Після цього він працював муляром на будівництві дороги, а потім був відправлений до іншого табору.
Михайло Полтавченко, корінний милівчанин, був звичайним селянином, який під час Другої світової війни був призваний до армії. Після потрапляння в оточення він повернувся додому, де був змушений стати поліцейським під німецькою окупацією. Він служив чесно, допомагаючи місцевим жителям уникнути відправки в Німеччину та конфіскації харчів. Після звільнення села він здався нашим військам і був призваний назад до армії, де він відзначився у боях. Проте, його минуле як поліцейського виявилося перешкодою для отримання нагород, і він був засуджений до 25 років у таборах. Після відбуття покарання він повернувся в Милове, де провів решту свого життя. Таким чином, війна змінила його долю.
У першій половині XIX ст. царська влада заохочувала переселення євреїв на Херсонщину, що призвело до заснування єврейських колоній. На початку XX ст. було створено Калініндорфський єврейський національний район. Євреї відіграли значну роль у соціально–економічному розвитку Бериславщини, контролюючи торгівлю і зернокупівлю. Напередодні II Світової війни, євреї займали важливі посади, але їхнє населення зменшилося після подій 1917–21 рр. Під час війни, нацистська влада реалізувала план «остаточного вирішення єврейського питання», що призвело до Голокосту. Українці, євреї, росіяни, шведи, німці жили поруч на Херсонщині до початку війни.
Під час війни багато євреїв евакуювалися з Червоною армією, але більшість залишилася, вважаючи, що їм немає чого боятися. Однак, після приходу окупаційної влади, євреї були змушені носити особливі знаки. У Бериславі та Новобериславі було вивішено накази про збір євреїв для переселення, але замість цього їх розстрілювали. За легендами, декілька осіб вдалося врятуватися, але більшість були вбиті. Ці події були частиною більшого плану нацистської влади щодо «остаточного вирішення єврейського питання».
25 вересня біля Заможного розстріляли 13 євреїв, аналогічні злочини відбулися в Куйбишеві та Максимі Горькому. Олександр Солдатський у «Слові» від 24.10.2003 р. згадував про братські могили біля Раківки. Євреїв гнали до місця страти, де їх розстрілювали. Ці події були частиною «остаточного вирішення єврейського питання». Після війни деякі євреї повернулися з евакуації, але більшість виїхала за межі України. За переписом 1989 р. на Бериславщині лишалося 22 євреї, за переписом 2001 р. — 11 осіб. Після війни було порушено питання про спорудження пам'ятника розстріляним євреям у Бериславі, але воно так і не було вирішене. У Новобериславі місце поховання доглядали школярі, але після будівництва Каховської ГЕС могила потрапила під затоплення. У селі немає пам'ятного знаку. У Львовому євреї спорудили пам'ятник, але пізніше було збудовано новий, без згадки про єврейську людність. Братська могила була знесена радгоспними тракторами.
Життя під час німецької окупації бургомістра Берислава Фальмана. Його родичі, що проживають у місті, попросили розповісти про нього.
Олександр Задорожній, місцевий житель, розповідає, що Фальман був товариським, розсудливим і делікатним. Він працював бригадиром садівничого колгоспу «Інтенсивник» і був відомий своєю ґрунтовністю, господарською жилкою, точністю і пунктуальністю. Коли місто було окуповано, Фальман, як німець, очолив міську управу. Фальман допоміг багатьом уникнути арешту, врятував молодь від висилки в неволю і передавав імена зрадників, які носили доноси в німецьку військову комендатуру. Він також допоміг «підставити» німцям зрадника, якого пізніше розстріляли.
Олександр також розповідає про жандармерію, яка стріляла місцевих майже щодня. Він згадує, як мало не потрапив у колону смертників, коли гнали євреїв по вулиці. Він також згадує про розстріл євреїв, включаючи жінку з дитиною, в канаві, де був «Заготскот». Одяг з убитих розхватали мародери з місцевих. Коли він розказав про це своїй матері, вона наголосила, що не варто брати одяг з убитих, і що Бог покарає тих, хто це робить.
Людмила Дармостук, дружина Петра Фальмана, розповідає про Йосипа Фальмана, бургомістра, який врятував багатьох бериславців від розстрілу. Володимир Скрипка, комсомолець, який після війни став доктором медичних наук, згадує, що його сім'ю врятував Фальман. Шура Бугайова, секретар райкому комсомолу, також була врятована Фальманом. Він влаштував Ларису Божко на роботу в комендатуру, щоб вона могла спостерігати за тим, хто доносить на своїх німцям. Лікарі Лідія Мільчевська і Олена Тимченко надавали медичну допомогу пораненим за вказівками Фальмана.
Ольга Гейко, подруга Людмили, розповідає про випадок, коли її брат приніс додому кулемет, а в хаті було повно німців. Фальман забрав кулемет і втопив його в Дніпрі. Після війни до редакції газети прийшов лист матерів двох радянських льотчиків, які загинули під Бериславом. Вони дізналися, що їхніх синів допомагав рятувати Фальман. Льотчики померли від ран і були поховані на кладовищі, ніби місцевими жителями.
Йосип Фальман був арештований у перші дні після визволення Берислава. Його доля невідома. Незважаючи на те, що він врятував багатьох людей під час окупації, ніхто не наважився сказати за нього слово.
Доля сім'ї Фальманів склалась непросто. Йосип Фальман був одиноким. Його брат Леонтій мав сина Піуса, який провів всю війну в блокадному Ленінграді. Після війни він хотів вступити до Військово–медичної академії, але його документи були відхилені через близькі родинні зв'язки з зрадником Батьківщини. Він вчився на фармацевта і пізніше закінчив ще один медичний ВНЗ. Він працював начмедом районної лікарні, а потім став рядовим терапевтом–ординатором.
Родина Фальманів не має чого соромитись і приховувати свої родинні зв'язки з Йосипом Фальманом. Він був справжнім патріотом, чесною і порядною людиною. За героїзм, який він проявив в роки війни, держава розрахувалася з ним кулею.

#### Протокол №16 засідання Бериславського РВК,15 листопада1944р.
Базавод та Медведев, представники Н–Каїрської сільради та колгоспу ім. Ворошилова, були п'яні під час засідання. Їхню роботу в сільраді та колгоспі визнано незадовільною.

#### Протокол №20 засідання Бериславського РВК,18 грудня1944р.
Заяві Зайченко Єлени Андріївни про призначення державної допомоги відмовлено, оскільки її чоловік був угнаний німцями. Було ухвалено акт про вибраковку чотирьох туберкульозних свиней з колгоспу ім. 8 Березня.
Після звільнення від німецьких окупантів, відновлення міста Берислав йшло повільно. Вулиці були занедбані, а назви вулиць забуті або втрачені.

##### Злочинстванімецько–фашистськихзагарбників у Бериславському районі, Херсонська область, Березень1944р.
26 серпня 1941 року Бериславський район було окуповано німецькими військами. Вони систематично розстрілювали мирних радянських громадян і полонених червоноармійців. Після визволення району комісія виявила три могили з трупами чоловіків, жінок і дітей. Встановлено, що гітлерівці розстріляли 1.202 радянських військовополонених і понад 400 мирних радянських громадян.
10 вересня 1941 року було розстріляно 87 громадян села Новий Берислав. 25 вересня 1941 року в селищі № 33 було розстріляно 13 мирних громадян. У Качкарівці розстріляли 40 місцевих селян. У вересні 1941 року поблизу села Козацьке розстріляли двох комуністів.
Німецькі работоргівці вигнали з району на фашистську каторгу 733 мирних радянських громадян. 4.000 мирних радянських громадян району ув'язнили до концтабору.
Відступаючи під ударами радянських військ, гітлерівці в жовтні–листопаді 1943 року силоміць вигнали мирне населення з прибережної частини району, а все їхнє господарство пограбували.
За період панування німецько–фашистських загарбників населення району зменшилося більше ніж на половину. До окупації в районі проживало 29.700 чоловік, а після визволення району радянськими військами тут виявилось лише 14.450 чоловік.
У Бериславі німецько–фашистські окупанти висадили в повітря, спалили і зруйнували: будинок райвиконкому, лікарню, педшколу, агротехнікум, банк, млин, електростанцію, водогін, театр, кіно, МТС. У Бериславі всі комунальні та приватні будинки зазнали повного або часткового руйнування. Такі ж руйнування проведені по всіх населених пунктах району.
11 березня 1945 року трудящі Бериславського району відзначили річницю визволення міста від німецько–фашистських загарбників. Вони висловили вдячність Йосипу Віссаріоновичу Сталіну та Червоній Армії за визволення, а також подякували російському народу за допомогу. Вони зобов'язалися працювати на благо Батьківщини, вирощуючи високий врожай у 1945 році. Вони віддали пошану Червоній Армії та Сталіну, висловлюючи впевненість у скорій перемозі над ворогом.
У статті, опублікованій у газеті «Соціалістична перемога» 13 березня 1945 року, згадується про активну боротьбу з комарами, які розносять малярію. Зокрема, боніфікатор колгоспу «Червоний металіст» Н. П. Щербак систематично відвідує будинки колгоспників, щоб знищити комарів. За її даними, вона знищила 1383 комарів у 289 приміщеннях. Комсомолка колгоспу ім. Кірова Таня Голівець також активно бореться з комарами, знищивши 438 комарів. Однак у деяких радгоспах боротьба з комарами не ведеться, що може призвести до поширення малярії.
30 січня військовий трибунал НКВС Херсонської області розглянув справу над зрадниками Батьківщини з с. Козацького. Осьменко О. Т., колишній куркуль, під час німецької окупації став сільським старостою і вчинив ряд злочинів. Він видав комуніста Вертьолкіна В., якого німці розстріляли, а також вказав на Пожарова, якого також розстріляли. Осьменко грабував населення, відправляв молодь на примусову працю в Німеччину і допомагав німцям у встановленні «нового порядку».
Його посібник, Сіденко М. М., з 1941 року до приходу Червоної Армії був старостою общини. Він відбирав худобу у населення, організував свиноферму з відібраних тварин і здавав їх німцям, відбирав продукти харчування у населення.
Недосвіт П. Д., перший помічник Осьменка та Сіденка, був призначений прийомщиком молока, а потім зав. свинофермою. Він відбирав у населення все: корів, курей, свиней, продукти.
Трибунал засудив Осьменка до вищої кари ― розстрілу, Сіденка ― до заслання на каторжні роботи на 20 років з конфіскацією всього особистого майна та позбавлення прав після відбуття кари на 5 років, а Недосвіта ― до заслання на каторжні роботи на 15 років з конфіскацією всього особистого майна та позбавлення прав після відбуття кари на 5 років. Вирок був виконано. Трудящі Козацької сільради сприйняли вирок з глибоким задоволенням.

#### Степан Моцьо і його подорож
60–річний Степан Моцьо подолав 1200 км велосипедом з Херсонщини до Карпатських Бескидів, щоб вшанувати пам'ять свого батька, Миколи Моцьо, якого він не пам'ятав. Микола загинув від куль червонопогонників у 1945 році. Степан вирішив викувати хрест і поставити його на могилі батька.

#### Історія сіл Лодини і Берегів Долішніх
Ці села були пов'язані з греко–католицьким душпастирем Михайлом Зубрицьким, другом Івана Франка. В 1932 році мешканці цих сіл протистояли спробам польської влади ввести «свято праці».

#### Нові порядки
Після приходу нової влади в 1939 році, молодь була змушена втікати до німців. У 1944 році, молодь готувалася до збройної боротьби у підпіллі. Після хвилі репресій у 1947 році, колективізація почалася наступного року.

#### Депортація бойків
У 1950–му році бойківські полонини були заліснені, а ліс відправили на схід. Селяни були змушені переселитися, обмінюючи свої землі на територію біля Кристинополя, де були поклади вугілля. У травні 1951 року делегація з Берегів, Лодини і Нанови відвідала Зміївку. Василь Моцьо, уродженець Лодини, описав цей візит у своїй книзі.
Мешканців Берегів, Лодини і Нанови переселили до сіл Зміївської сільської ради на Бериславщині. Всі бойки стали колгоспниками, але зберегли свою автентичність. Перша зима була важкою для депортованих, оскільки не всі встигли облаштувати свої житла до початку морозів.
У 2001 році, на 50–ту річницю депортації, в Зміївці було встановлено пам'ятний знак. Відбувся мітинг–реквієм і поминальна відправа в греко–католицькій церкві.

#### Ситуація на чужій батьківщині
У Берегах Долішніх і в Лодині збереглася частина старої забудови, оскільки там поселилися поляки. Від села Нанова, яке в 1951 році належало до Хирівського району, не залишилося сліду. На великій липі, яка була свідком депортації, хтось почепив табличку з надписом: «Село Нанова репресоване». З кожного з трьох бойківських сіл під знаком скорботи було покладено по грудці землі.
Після Другої світової війни в Бериславщині відомий був лише один генерал ― З. П. Видриган. Однак, існував ще один генерал ― Ісай Бабич, син місцевого кравця. Він пройшов шлях від набирача в друкарні до високопоставленого чиновника в органах НКВД. У 1920 році він приєднався до комуністичної партії і працював у різних регіонах СРСР. У роки війни він керував контррозвідкою на Північно–Західному фронті. Після війни він продовжив працювати в Міністерстві державної безпеки. У 1948 році він помер у Москві. Його внесок у перемогу над ворогом був високо оцінений: він був нагороджений орденом Леніна, чотирма орденами Червоного Прапора, орденом Кутузова 1–го ступеня, орденом Вітчизняної війни 1–го ступеня і орденом Червоної Зірки. Його ім'я довгий час замовчувалося через його зв'язок з репресивними органами комуністичної держави.
У 1946 році, після закінчення війни та початку четвертої сталінської п'ятирічки, були створені виборчі округи для проведення перших післявоєнних виборів до Верховної Ради УРСР. Бериславський район увійшов до Великоолександрівської виборчої округи № 364. Виборчі перегони контролювалися Москвою через КП(б)У та місцеві партосередки.
Відразу ж відбулася нарада районного партактиву, яка обговорила завдання районної парторганізації у підготовці і проведенні виборів. На честь виборів колектив промартілі інвалідів імені Хрущова виконав план на 170 %, а взуттєвий цех — на 300 %.
У 1947 році трудящі Бериславщини висунули першим кандидатом у депутати Верховної Ради УРСР Сталіна. Після цього відбулася передвиборна нарада представників району, де було запропоновано обрати до почесної президії Політбюро ЦК ВКП(б) на чолі зі Сталіним і Політбюро ЦК КП(б)У.
Крім вождів світового пролетаріату, трудящі Бериславщини висунули кандидатом до українського парламенту Тетяну Никифорівну Пуртову, яка була відданою дочкою партії і народу, прославилася самовідданою працею і громадською діяльністю на благо Вітчизни. Працюючи на керівній партійній роботі, вона віддавала всі свої сили, щоб швидше залікувати рани, завдані країні війною.
У 1947 році селяни колгоспу «Червоний Жовтень» та робітники Бериславського зернорадгоспу висунули Тетяну Пуртову у кандидати до Верховної Ради. Вона підтвердила свою готовність працювати на благо радянського народу.
Після цього, вона була зареєстрована як єдиний кандидат. Агітатори активно розповідали виборцям про її життєвий шлях і роботу.
23 та 24 січня Пуртова відвідала Бериславщину, де відбулися зустрічі з виборцями. Вони висловили свою підтримку Пуртовій, відзначаючи її відданість партії і народу.
9 лютого 1947 року відбулися вибори, в яких, за офіційними даними, взяли участь 100 % виборців Бериславського району. З них 99,34 % віддали свої голоси за Пуртову. Вибори завершилися, викликавши нову хвилю трудового піднесення серед трудящих.

### 1950–тіроки

#### Будівництво Каховської ГЕС
Докладніше: Каховська гідроелектростанція, Каховське водосховище
Одного разу Фомін та Коновченко, представники ради, їхали по району. Фомін помітив міражі, які сприймав за озера. Вони виїхали до Дніпра, де Коновченко розповіла про проблеми засухи в регіоні.
Ранкове засідання виконкому почалося з новини від Фоміна про будівництво Каховської ГЕС. Ця новина швидко поширилася по городу, викликавши радісні мітинги. Фомін провів день, їздячи по селах району, думаючи про майбутнє району та свою відповідальність.
Фомін оглянув зібраний хлопок на полі, який світився білим кольором. Він наголосив на необхідності швидкої сушки бавовни. Під час роботи на полі він обговорив з колгоспниками проблеми з постачанням і запрошує їх на засідання колгоспу. Він також знаходить приміщення для сушки бавовни в селі.
Під час роботи з меліораторами Фомін розповідає про свою першу зустріч з Болотним, директором машинно–меліоративної станції. Болотний пропонує допомогу з будівництвом греблі, а Фомін обговорює перспективи використання води для поливу полів. За кілька місяців меліоратори створюють в районі ставки, що стають базою для мережі зрошуваних ділянок.
Фомін, колишній вчитель літератури, а тепер голова Бериславського райвиконкому, після отримання поранення під Сталінградом, приїхав відпочивати в Орловську область. Він згодився стати завідувачем відділу народної освіти в Жиздрі, місті, що недавно було звільнено. Після закінчення відпустки Фомін повернувся на війну.
Бериславський район, який раніше відставав за зерновими, технічними культурами та виноградарством, у 1950 році став одним з кращих, обігнавши багато районів Херсонщини. Фомін і Коновченко, два керівники району, працювали разом протягом року і зрозуміли, що вони доповнюють одне одного.
У кабінеті Фоміна обговорюють питання про догляд за ветеранами війни та сім'ями загиблих. Фомін вважає, що потрібно більше допомагати заслуженим людям. Дормастук, голова міського ради Берислава, доповідає про підготовку до будівництва: близько п'ятисот місцевих жителів вже висловили бажання приєднатися до будівництва, в місто приїжджають нові люди, до пристані підходять баржі з обладнанням для дослідників.
Над Дніпром ― неяскравий день пізньої осені. Катер ріже хвилі сталевого кольору, обминаючи лісисті плавні. Фомін розмовляє з київським археологом про пошук пам'яток древності в районі майбутнього водосховища та каналів. З року в рік район буде дивовижно змінюватися разом з будівництвом, і нові, захоплюючі перспективи відкриються перед обраними народом — діячами місцевих Рад.

#### Літературно–музичний концерт
1 липня в Бериславському Будинку культури відбувся концерт, присвячений 90–річчю смерті Адама Міцкевича.

#### Суд Голови колгоспу
Голову колгоспу «Республіканець» Гусака А. А. засуджено на 10 років позбавлення волі за розкрадання колгоспного хліба і грошей.

#### Спогади переселенців–українців
У період до визволення Болгарії, вибори в палату характеризувалися примусом та насильством з боку царської поліції та партійних агентів. Росіяни, які емігрували під час Жовтневої революції, були позбавлені права голосу і брали участь у підпільному комуністичному русі. Після визволення Болгарії Радянською Армією, ці емігранти отримали можливість повернутися до СРСР і стали повноправними громадянами. Вони активно готуються до майбутніх виборів до Верховної Ради УРСР, вивчаючи законодавство та Конституцію.
О. М. Тарасов, колишній емігрант з Болгарії, проживав у Бериславі та працював на маслозаводі.

#### Лист Кравчика до редакції Бериславської газети «Маяк» (вересень1965р.)
Кравчик звертається до редакції з відгуком про завідуючу клубом Скрипниченко Людмилу. Він зазначає, що вечір відпочинку, організований нею, перетворився на п'янку, в результаті якої виникла бійка. Відповідь редакції «Маяк»: Районний відділ культури перевірив ситуацію на місці. Він підтверджує, що деякі події, описані Кравчиком, дійсно відбулися.

#### Лист комсомольців с. Бургунка до редакції Бериславської газети «Маяк» (травень1968р.)
Комсомольці села Бургунка звертаються до редакції з претензіями до завідуючої клубом Кахути Тамари, яка, на їхню думку, не виконує свої обов'язки.

#### Лист жителів с. Вовківського до редакції Бериславської газети «Маяк» (лютий1969р.)
Жителі села Вовківського скаржаться на погану роботу клубу та його завідуючої Коломієць В. Г.

### 1970–ті

#### Лист молоді с. Томарине до редакції Бериславської газети «Маяк» (січень1971р.)
Молодь села Томарине звертається до редакції з проханням допомогти вирішити проблему з клубом, який залишається закритим після відкриття.

### 1980–ті–1990–й

#### Відповідь райкому КПУ на лист Горліна (09.07.85)
Райком КПУ відповідає на лист Горліна, у якому він просить увічнити пам'ять про радянських льотчиків, які загинули під час Великої Вітчизняної війни. Райком підтверджує, що пам'ятник буде встановлено до 9 травня 1986 року.

#### Лист до первинної партійної організації Бериславського народного суду
Лист адресований первинній партійній організації Бериславського народного суду та райкому КПУ від члена КП з 1957 року Зюзюна Александра Павловича.

#### Заява Зюзюна А. П. до КПРС (31.07.1990р.)
Зюзюн А. П. призупиняє своє членство в КПРС, оскільки він очікував від 28 з'їзду КПРС глибокої демократизації, відмови від монополії, відмови апарату від привілеїв, невтручання апарату в господарську діяльність підприємств, визнання апаратом своєї провини за репресії та беззаконня, поваги до Радянських Законів. Заява Зюзюна А. П. до первинної партійної організації (28–12–1990 р.): Зюзюн А. П. добровільно виходить з КПРС за мотивами, викладеними в заяві від 31 серпня 1990 року. Витяг № 2 з протоколу зборів первинної партійної організації райнарсуду (28.12.1990 р.): Зюзюн А. П. подав заяву про добровільний вихід з КПРС, оскільки він зараз не погоджується з політикою КПРС.

### Репресії проти Бериславців
На Бериславському кладовищі зберігаються напівзруйновані надмогильники родини Полудьонних, яка була заможною до подій 1917–21 рр., пов'язаних з «Жовтневою революцією». З початку більшовицької влади, заможні родини стали об'єктом морального і фізичного знищення.
Олексій Полудьонний, колишній землевласник, у 1902 р. отримав від батька 200 десятин землі та 50 десятин як придане дружини Ганни. Після революції землю відібрали, залишивши йому лише будинок у Бериславі, землянку на хуторі, коня, корову. Мав дружину та семеро дітей.
У 1925 р. Херсонський окружний виконавчий комітет вирішив виселити Олексія Полудьонного. Він опинився у Миколаєві, де написав клопотання до ВУЦИК, але його прохання про дозвіл переселитися в Херсонську округу було відхилено.
У 1927 р. померла його дружина Ганна, а через два тижні ― їхній син Олексій. Діти також стали об'єктом виселення. Незважаючи на підтримку родичів та сусідів, їхні клопотання були відхилені.

### Період незалежності

#### 1990–ті роки

##### Заява Шарантая Миколая Васильовича до комісії по реабілітації
Шарантай Николай Васильовича, народився у 1926 році, розповідає про свою сім'ю, яка була розкуркуленою близько 1930–1931 років. Він описує своє життя після цього, включаючи голод, роботу в колгоспі, службу в армії, смерть брата і повернення додому. Він просить розглянути його заяву. «МВС України, Управління Херсонської області (20.04.93 № 9/922): Шарантай Василий Григорьевич був висланий за межі України з родиною як кулак 8 червня 1931 року. Деталей про склад сім'ї, конфіскацію майна при розкуркуленні, зняття з обліку спеціального поселення в архівному досьє немає.». Державний архів Херсонської області (№ 04–1/63, 17.06.93): Шарантай Василій Григорійович був включений до списку кулацько–зажиточної верхівки Качкаровської сільради в 1930 році. Він до революції мав 90 дес. власної і 80 дес. орендної землі, експлуатував найманий труд, після революції займався перепродажем худоби. Шулежко Марія Григорівна (19.02.1993): Шарантай В. Г. був розкуркулений у 1930 році, відібрали його дім, двох коней, корів, інвентар, а сім'ю вислали на Урал. Його дім був зруйнований ще до початку Німецько–радянської війни. Полошко Яков Іванович (19.02.1993): Шарантай В. Г. і його сім'я були розкуркулені у 1930 році, у нього відібрали дім, двох коней, дві корови, свиню і одну вівцю. Сім'ю вислали на Урал. Комісія Бериславської ради народних депутатів по питаннях відновлення прав реабілітованих (30.07.93 № 63): Насліднику першої черги Шарантай Василя Григоровича виплатити грошову компенсацію за незбережене домострой 55 тис. карб. і 15 тис. карб, за незбережене вилучене майно.

#### 2020рік

##### Лютий 2020

###### 6 лютого2020року
В Херсонській області сталася масштабна аварія на електромережах через погані погодні умови. Було знеструмлено багато населених пунктів, включаючи місто Херсон та райони: Бериславський, зокрема і м. Берислав, Білозерський, Високопільський, Голопристанський, Горностаївський, Каланчацький, Нижньосірогозький, Олешківський, Скадовський та Чаплинський. У Херсоні також було припинено роботу деяких тролейбусних маршрутів через обрив контактної мережі.

##### Квітень 2020

###### 2 квітня2020року
В Херсонській області рятувальники провели дезінфекцію громадського транспорту та зупинок у зв'язку з пандемією COVID–19. Загалом було оброблено 1206 зупинок і 36 транспортних засобів. Також було встановлено 10 наметів у медичних закладах і проведено оповіщення громадян про правила поведінки на час карантину через гучномовці. ГУ ДСНС України у Херсонській області закликає дотримуватись противірусних заходів.

###### 3 квітня2020 року
У Херсонській області встановлено дев'ять стаціонарних та три мобільні карантинно–медичні пости для контролю на в'їздах в область і місто Херсон. Зокрема, блокпост на 3 км а/д Т–0403 Мар'янське — Берислав та стаціонарний пост поліції «Шилова Балка» на 56 км а/д Р–47 Херсон — Нова Каховка — Генічеськ, яка проходить і через Берислав. На кожному посту працюють представники поліції, рятувальники та медики. Основні завдання постів включають зупинку транспорту для перевірки документів, температурний скринінг та експлуатацію дезінфекційних бар'єрів. У разі виявлення осіб з ознаками ГРВІ, проводиться обстеження та приймається рішення про необхідність самоізоляції чи госпіталізації. Пости обладнано всім необхідним для забезпечення їх функціонування.

##### Травень 2020
19 травня 2020 року
На автодорозі Мар'янське — Берислав сталася смертельна дорожньо–транспортна пригода. Водій «Опель Вектра» не впорався з керуванням, внаслідок чого автомобіль з'їхав у кювет і перекинувся. Один пасажир загинув, двоє інших отримали травми і були госпіталізовані. Поліція встановила, що перед ДТП учасники розпивали алкогольні напої. За фактом аварії відкрите кримінальне провадження за ч.2 ст. 286 ККУ.

##### Червень 2020

###### 8 червня2020року
Рятувальники Каховського підрозділу ДСНС врятували двох людей, які на надувному матраці були віднесені вітром від берега села Малокаховка до майже Берислава. Відстань між цими пунктами по воді становить приблизно 7 км. За тиждень у водоймах України загинуло 19 осіб.

###### 7 липня2020року
В Херсонській області було проведено 226 ПЛР–досліджень та 303 ІФА–тести для виявлення COVID–19. Зареєстровано 5 нових випадків захворювання. Зокрема, родина з м. Берислав: чоловік 34 роки, жінка 32 роки та діти 3 й 5 років. Один з батьків контактував з хворим на коронавірус. Усі інфіковані перебувають на самоізоляції під медичним наглядом. В області наявні 2 112 тест–систем для ПЛР–досліджень.

###### 10 липня2020року
В Херсонській області було проведено 205 ПЛР–досліджень та 930 ІФА–тестів для виявлення COVID–19. Зареєстровано 1 новий випадок захворювання та 2 одужання в Бериславі. Всього в області 204 лабораторно підтверджених випадки, з них 186 осіб одужали, 15 — інфіковані, 3 — померли. Для ПЛР–тестування наявні 19 584 тест–системи.

###### 17 липня2020року
В Херсонській області було проведено 278 ПЛР–тестів та 1296 ІФА–тестів для виявлення коронавірусу. Виявлено 2 нових випадки COVID–19.
Захворіли дві жінки з Херсона, віком 41 та 42 роки, які контактували з інфікованими особами. Одна перебуває на самоізоляції, іншу госпіталізовано.
Також зареєстровано два випадки одужання, один з яких у м. Берислав. Всього в області 209 підтверджених випадків, з них 192 одужали, 14 — хворіють, 3 — померли.
Доступно 16512 тест–систем для ПЛР–досліджень.

###### 21 липня2020року
В Херсонській області було проведено 260 ПЛР–тестів та 573 ІФА–тестів для виявлення коронавірусу, виявлено 1 новий випадок COVID–19.
73–річна жінка з м. Берислав, яка контактувала з інфікованою особою у сім'ї, госпіталізована з важким станом, але без потреби у підключенні до апарату ШВЛ.
Загальна кількість підтверджених випадків у області становить 217, з них 193 одужали, 21 — хворіють, 3 — померли.
Доступно 14880 тест–систем для ПЛР–досліджень.

###### 23 липня2020року
За останній день у Херсонській області не було зафіксовано нових випадків COVID–19. Проведено 278 ПЛР–тестів та 610 ІФА–тестів. Чотири особи одужали: сім'я з Берислава, до складу якої входять чоловік (34 роки), жінка (32 роки) та двоє дітей (3 та 5 років). Всього в області 218 підтверджених випадків, з яких 198 осіб одужали, 17 — інфіковані, 3 — померли. Голова обласної державної адміністрації Юрій Гусєв повідомив, що для тестування доступно 14 496 тест–систем.

##### Серпень 2020

###### 25 серпня2020року
У Херсонській області зафіксовано 9 нових випадків COVID–19 та одну смерть. Проведено 351 ПЛР–тест та 1797 ІФА–тестів. Серед нових випадків — медичні працівники та особи з пневмонією, стан більшості — середньої важкості, деякі госпіталізовані. Зареєстровано 7 одужань. Всього в області 346 підтверджених випадків, з яких 246 одужали, 91 —  інфіковані, 9 — померли.

###### 29 серпня2020року
У Херсонській області виявлено 6 нових випадків COVID–19 та зафіксовано 8 одужань. Проведено 345 ПЛР–тестів та 532 ІФА–тесту. Нові випадки зареєстровано у Суворовському районі, місті Берислав та селищі Високопілля. Серед інфікованих — дитина, двоє херсонок та жителі Берислава та Високопілля, стан більшості — середньої важкості, деякі госпіталізовані. Всього в області 392 підтверджених випадки, з яких 272 одужали, 109 — інфіковані, 11 — померли.

##### Жовтень 2020

###### 18 жовтня2020року
17 жовтня ввечері у Бериславі стався інцидент у квартирі місцевого політика, який є кандидатом у мери та в депутати обласної ради. Під час зустрічі п'ять осіб у масках проникли до помешкання та викрали ноутбук у одного з гостей. Зловмисники також облили присутніх зеленкою. Бериславською місцевою прокуратурою та поліцією розпочато розслідування розбійного нападу на виборчий штаб 17 жовтня. Розслідування ведеться за ч. 3 ст. 187 Кримінального кодексу України.

###### 21 жовтня2020року
20 жовтня в Бериславі стався грабіж. Поліція швидко встановила особу підозрюваного, який вихопив сумку у жінки. Зловмисником виявився 37–річний місцевий житель. Поліція вилучила у нього сумку потерпілої. Розслідування триває за ч.1 ст.186 Кримінального кодексу України.

##### Листопад 2020

###### 10 листопада2020року
Центральна виборча комісія оголосила результати виборів мерів у Бериславі, Олешках та Скадовську. Олександр Шаповалов став мером Берислава, представляючи партію «Нам тут жити».

###### 16 листопада2020року
16 листопада 2020 року мати повідомила Бериславський відділ поліції про зникнення своєї 13–річної доньки та її однокласниці. Дівчата не повернулися додому після школи. Поліція організувала пошуки, які тривали всю ніч. 17 листопада дівчат знайшли на околиці Берислава. Вони провели час у компанії знайомого, де вживали алкоголь. Поліція провела профілактичну бесіду з неповнолітніми та склала адміністративні протоколи на батьків і знайомого дівчат за неналежне виховання та доведення до стану сп'яніння.

###### 19 листопада2020року
19 листопада 2020 року Нацполіція Херсонської області повідомила про підозру двом чоловікам, які «розгромили» офіс однієї з партій у Бериславі. Зловмисниками виявилися четверо жителів м. Таврійськ та двоє з Бериславського району. Водій та жителі Таврійська вказують, що протиправний вчинок спланував їх 25–річний спільник, кандидат на місцевих виборах від тієї ж партії, на чий офіс ця група здійснила напад. Слідчі вручили підозру двом особам за статтею «Розбій» Кримінального кодексу України, що передбачає покарання у вигляді позбавлення волі на строк від 7 до 12 років із конфіскацією майна. Вирішується питання про обрання підозрюваним запобіжного заходу, а досудове розслідування триває.

###### 24 листопада2020року
24 листопада 2020 року аудитори Херсонської області перевірили фінансово–господарську діяльність Служби автомобільних доріг. Виявлено порушення у будівництві доріг на суму понад 10 мільйонів гривень. Зокрема, вартість робіт на автодорозі Мар'янське ‒ Берислав завищена на 700 тис. грн. Фахівці також виявили руйнування дорожнього покриття на 2700 м, що перебуває на гарантії, на суму 9 млн грн. Підрядники також завищили вартість робіт на дорозі Одеса ‒ Мелітополь ‒ Новоазовськ на понад 80 тис. грн. Служба не забезпечила регресного відшкодування з контрагента відповідно до умов договору. Керівнику Служби надіслано вимоги для усунення порушень та притягнення винних осіб до відповідальності. Результати інспектування передано правоохоронним органам.

#### 2021рік

##### Січень 2021

###### 11 січня2021року
11 січня 2021 року в Високопільському районі Херсонської області сталася смертельна дорожньо–транспортна пригода. Водій автомобіля «Лада Пріора», рухаючись на великій швидкості, не справився із керуванням та врізався у дерево. Двоє людей загинули на місці пригоди. Ще одного пасажира доставили до лікарні з травмами. Поліція відкрила кримінальне провадження за порушення правил безпеки дорожнього руху. За це передбачене позбавлення волі на строк від п'яти до десяти років.

###### 14 січня2021року
14 січня 2021 року близько 14:00 на виїзді з міста Берислав Херсонської області сталася дорожньо–транспортна пригода. Водій автомобіля «НІССАН Максима» не впорався з керуванням та в'їхав у дерево. Двоє пасажирів–чоловіків загинули на місці події. Водія з різними травмами доставили до лікарні. Поліція відкрила кримінальне провадження за порушення правил безпеки дорожнього руху.

##### Лютий 2021

###### 10 лютого2021року
10 лютого 2021 року на Херсонщині мати повідомила поліцію про зникнення своєї 14–річної доньки. Дівчина вранці вирушила до школи, але ввечері не повернулася, і її телефон був вимкнений.
Правоохоронці відпрацювали ситуацію: опитали друзів та знайомих школярки, а також з'ясували, що у неї є знайомий. Вдалося встановити, що дівчина була у компанії цього хлопця. Після зв'язку з родичами хлопця вони знайшли їх у квартирі. Дівчина була в порядку, і вони пояснили, що не чули стукіт у двері, дивлячись телевізор.
Неповнолітня розповіла, що дорогою до школи зустріла знайомого хлопця, який запросив її до себе в гості. Правоохоронці провели профілактичну бесіду з дівчиною, а мати буде притягнута до адміністративної відповідальності за неналежне виконання обов'язків з виховання дитини.

###### 22 лютого2021року
22 лютого 2021 року в місті Берислав на Херсонщині сталося займання в приватному житловому будинку. Під час пожежі загинули двоє людей: 48–річний господар та його 49–річна знайома.
Пожежу локалізували о 17:25 на площі 3 квадратних метри, і вона була повністю ліквідована о 17:45. Причина пожежі залишається під встановленням.

##### Березень 2021

###### 1 березня2021року
17 жовтня 2020 року в офісі однієї з політичних партій на Херсонщині стався напад. П'ять невідомих осіб, замасковані медичними масками, вторглися до приміщення. Вони погрожували та облили присутніх зеленкою. 1 березня 2021 року стало відомо, що досудове розслідування цієї події завершено, і одному з нападників загрожує позбавлення волі від 7 до 12 років. Організатори нападу встановлені, і їм вручена підозри у скоєнні кримінального правопорушення. Зловмиснику загрожує покарання — позбавлення волі з конфіскацією майна.

###### 8 березня2021року
8 березня 2021 року неподалік від міста Берислав сталася дорожньо–транспортна пригода. Два легкових автомобіля, «Лада Пріора» та «Деу Ланос», зіткнулися. Внаслідок цього трьом громадянам знадобилася медична допомога, а одна з автівок згоріла. Після ДТП до Бериславської лікарні доставили для огляду водія та пасажира автомобіля, що загорівся, а також дружину водія «Лади». За фактом ДТП відкрите кримінальне провадження за ч.1 ст. 286 «Порушення правил безпеки дорожнього руху або експлуатації транспорту особами, які керують транспортними засобами» Кримінального кодексу України.

##### Червень 2021

###### 24 червня2021року
У червні 2021 року на Херсонщині було відкрито 8 центрів масової вакцинації від COVID–19. Ці центри надавали щеплення вакциною CoronaVac. Три з них розташовані у Херсоні, а ще 5 — в районах області. Громадяни, які зареєструвалися через веб–портал чи додаток «Дія», мали можливість отримати щеплення.
Центри вакцинації працювали з 10:00 до 17:00 за такими адресами:
1. Місто Берислав, вул. Героїв України 124, КНП «Бериславський ЦПМД»;
2. Місто Генічеськ, проспект Миру, 130, на базі денного стаціонару;
3. Місто Гола Пристань, вул. Героїв України, 21, Голопристанська спеціалізована школа І–ІІІ ступенів;
4. Місто Нова Каховка, вул. Героїв України, 33–а, амбулаторія № 1;
5. Місто Скадовськ, вул. Покровська, 7–а, Скадовський ліцей «Академія творчості»;
6. Місто Херсон, вул. 49 Гвардійської дивізії, 9, НВК № 56; вул. Шенгелія, 9, спеціалізована школа № 57; вул. Залаегерсег, 18, ТРЦ «Фабрика».

Для щеплення громадянам потрібно було мати при собі паспорт громадянина України, ідентифікаційний номер та номер декларації, підписаної з сімейним лікарем (за наявності).
Ці заходи сприяли поширенню вакцинації та боротьбі з COVID–19 в регіоні. Україна продовжує зусилля для формування колективного імунітету, не дивлячись на виклики, пов'язані з дефіцитом вакцин та низькими темпами вакцинації.

##### Серпень 2021

###### 6 серпня2021року
У серпні 2021 року короткометражний документальний фільм «Херсонщина на вулкані» від UA: КУЛЬТУРА був включений до конкурсної програми 18–го Міжнародного кінофестивалю документальних фільмів «PROVINZIALE» в Еберсвальде, Німеччина. Головна концепція фестивалю полягає в показі взаємного впливу території та людей, які на ній проживають і постійно змінюють її.
Режисерами фільму стали Владислав Васильченко та Роман Бондарчук, а продюсером — Лук'ян Галкін. Фільм розповідає про мешканців містечка Берислав на Херсонщині, які стали прототипами героїв ігрового фільму «Вулкан» Романа Бондарчука. Саундтреком «Херсонщини на вулкані» стала музика українського гурту DakhaBrakha.
Цей фільм — приклад плідної синергії кінематографа й телебачення, який показує життя на вулкані, що пробудився. Він розкриває унікальний світ Херсонщини та стає частинкою образу справжньої України.

##### Жовтень 2021

###### 21 жовтня2021року
З 21 жовтня 2021 року в Україні вступили в дію нові правила перевезення пасажирів. При собі треба мати негативний ПЛР–тест на коронавірус або довідку про щеплення. Ці обмеження ввели через епідситуацію з поширенням COVID–19.
На херсонській міжміській автостанції пасажири дотримуються нових карантинних норм. Для міжміських, міжобласних та міжнародних маршрутів пасажири повинні мати довідку про щеплення або негативний ПЛР–тест. Водії також озвучують нові вимоги пасажирам і демонструють свої сертифікати.
Патрульні поліцейські на автовокзалі не перевіряють сертифікати, але дотримуються карантинних обмежень. Лейтенант Євген Шевченко розповідає, що їхні повноваження не включають перевірку сертифікатів.

##### Грудень 2021

###### 23 грудня2021року
23 грудня 2021 року голова Херсонської ОДА дав першу пресконференцію:
- Програма «Велике будівництво»: У 2021 році на Херсонщині реалізовано 5 проєктів, включаючи школи, дитячі садочки, спортивну інфраструктуру та лікарню. Роботи тривають над іншими об'єктами. Плани на 2022 рік амбітні, включаючи ремонт доріг, спортивних майданчиків та культурних об'єктів;
- Адмінпослуги: Відкрито 16 нових ЦНАПів, зокрема в Новій Каховці;
- Очисні споруди у Бериславі: Проєкт реконструкції очисних споруд взяв участь у конкурсному відборі. Результати очікуються;
- Північно–Кримський канал: Дамба на каналі добудована на 90 %, але ще не введена в експлуатацію;
- Спорт та безпека: Виплати спортсменам, реконструкція спортивних об'єктів. Планується будівництво військового містечка та житла для військових;
- Інвестиції: Запроваджено 20 програм міжнародної технічної допомоги, планується ще дві. Інвестиційні проєкти на 12 млрд гривень.

#### 2022рік

##### Січень 2022

###### 7 січня2022року
7 січня 2022 року на Херсонщині тривали пошуки 15–річного хлопця, який пішов з дому в місті Берислав і не повернувся. Поліцейські розшукали його у місті Каховка. Виявилося, що підліток хотів автобусом поїхати в інше місто. Наразі хлопець знаходиться в Бериславі, а правоохоронці з'ясовують причини, які спонукали його до втечі з дому.

###### 20 січня2022року
У Херсонській області працює 92 стаціонарні пункти щеплення та 10 центрів масової вакцинації від коронавірусу.
Основні адреси та графіки роботи центрів масової вакцинації в Херсонській області:
Берислав
«Бериславський центр первинної медико–санітарної допомоги», вул. Героїв України, 124. Працює з понеділка по неділю, з 10 до 17 години.
Статистика:
19 січня в Херсонській області зафіксували 191 випадок захворювання на COVID–19, серед них 33 дитини та 4 медичних працівники.
У Херсоні розпочали вакцинацію бустерною дозою вакцини проти COVID–19. Станом на 13 січня її зробили 3 246 людям.

#### Російське вторгнення в Україну (з 2022)

##### Лютий 2022
Берислав до вторгнення Росії в Україну був осередком освіти Херсонщини з двома коледжами.
Зараз місто зазнало значних руйнувань, заміновані околиці, відсутність комунальних послуг. Під час окупації в місті була гостра нестача продуктів та ліків. Після деокупації місто зазнало нових випробувань, зокрема, відсутності електроенергії та води. Зараз Берислав перебуває під постійними обстрілами, внаслідок яких багато будинків пошкоджено, є поранені та загиблі Багато людей в місті відмовляються покидати свої домівки, незважаючи на обстріли.

###### 24 лютого 2022 року
24 лютого 2022 року місто було окуповане російськими військами, які зайшли зі сторони тимчасово окупованого Криму.
На сторінці Херсонської обласної державної адміністрації у Facebook була оприлюднена оперативна інформація щодо ситуації у районах області. Основні події такі:
Бериславський район:
- Велика колона бронетехніки перетнула Каховську ГЕС та направилась в бік Великої Олександрівки;
- Стрілянина та активні бойові дії відсутні;
- Щодо перебування техніки в місті Берислав точна інформація відсутня.[274]